# Lista artystów z największą liczbą sprzedanych nagrań w Japonii

## Sprzedaż nośników i polityka dystrybucji, marketingu i cen
W Japonii nagrania sprzedają się w wielomilionowych nakładach. Japonia jest drugim, co do wielkości rynkiem muzycznym na świecie po Stanach Zjednoczonych. Jest także jednym z nielicznych krajów, w którym za piractwo komputerowe obowiązuje kara do dwóch lat pozbawienia wolności i bardzo wysoka grzywna w wysokości 2 milionów jenów, w związku z czym tamtejsze wytwórnie płytowe, co roku odnotowują bardzo dobre wyniki sprzedaży swoich produktów. Promocja japońskich teledysków jest ograniczona do krajowych mediów takich jak telewizja, z wyjątkiem nadsyłania ich fragmentów do serwisu internetowego Oricon. Większość teledysków nie jest wstawiana do serwisu YouTube, ponieważ jest to sprzeczne z ogólnie przyjętym wzorcem promowania artystów przez inne masowe media takie jak między innymi telewizja. Przeważająca część japońskich wytwórni nie zgadza się na promowanie muzyki w mediach strumieniowych takich jak YouTube czy Spotify, ponieważ jest to niewłaściwe z ich polityką. Jednym z nielicznych cyfrowych środków sprzedaży płyt i singli jest kolejno: japoński Amazon, iTunes, Oricon, RecoChoku oraz HMV Japan. Trzy ostatnie serwisy sporządzają rankingi na podstawie danych Recording Industry Association of Japan (skrót: RIAJ). Sprzedaż płyt kompaktowych generuje 85% zysków w japońskim przemyśle muzycznym. Nośniki cyfrowe sprzedają się gorzej. Jest to związane z tym, że Japonia, pomimo wysoce rozwiniętego przemysłu technologicznego jest bardzo konserwatywnym państwem, przyzwyczajonym do tradycyjnych nośników, a także z wielkim poszanowaniem kultury i idei kolekcjonowania. Głównym czynnikiem kupowania tam płyt jest również bogactwo tego kraju. To samo obserwuje się w Niemczech. Japonia jest jedynym krajem na świecie, w którym płyty CD są głównym przekazem muzyki nabywanym w legalny sposób, w przeciwieństwie do Stanów, w których od początku XXI wieku obserwuje się wysokie tendencje spadkowe. W związku z czym, do oficjalnej sprzedaży nie jest brany pod uwagę streaming, a jedynie oficjalne dane o kupionych płytach. Do statusu sprzedaży nie liczy się ilość zamówień płyt, tylko liczba rzeczywiście sprzedanych. Japońskie koncerny muzyczne mają zaledwie 30% udziału w zyskach ze sprzedaży. Największym udziałowcem w zyskach jest amerykańska sieć sklepów muzycznych Tower Records. Zarobiła z zyskiem 500 milionów dolarów. W 2014 roku wartość japońskiego przemysłu muzycznego wyniosła 2 miliardy 627 milionów 900 tysięcy dolarów (278 miliardów 211 milionów 100 tysięcy jenów). W Japonii od wielu lat obserwuje się zjawisko wypuszczania na tamtejszy rynek zagranicznych płyt z dodatkowymi utworami, a także ze specjalnymi tłumaczeniami tekstów piosenek na rodzimy język w zamieszczonych do nich książeczkach. Nie występuje w żadnym innym kraju na świecie. Jest to związane z bardzo drogą ceną nośników kompaktowych w stosunku do cen zachodnich, co jest wysoce opłacalne w tantiemach dla artystów spoza kraju i ich wytwórni. W celu ochrony rynku, Japonia podpisała umowę z wytwórniami zachodnimi o załączanie bonusów do płyt. Jest to podyktowane chęcią zniechęcenia japońskiego nabywcy do ich kupowania poza granicami kraju. Nie ma możliwości odsłuchu darmowych próbek piosenek przy ich zakupie, niemniej jednak rozpowszechnione zostały na szeroką skalę biblioteki CD. Wiąże się to z wysoką polityką cenową nagrań, która nigdy na przestrzeni dekad nie została poddana obniżce, w celu ochrony sklepów muzycznych przed niezdrową konkurencją.

## Historia przyznawania i wartość certyfikatów; organizacje dokumentujące sprzedaż płyt
W przeciwieństwie do innych krajów, w Japonii najwyższy certyfikat za sprzedaż albumów muzycznych i singli nie nazywa się diamentowa płyta czy platynowa, a Million. W okresie Shōwa (1959–1989) nie dokumentowano certyfikatów. Jedną z pierwszych złotych płyt w Japonii, potwierdzoną głównym grand prix Japan Record Award, otrzymał Hiroshi Mizuhara za przebój „Kuroi hanabira” (jap. 黒い花びら). Był to jeden z najlepiej sprzedających się singli w 1959 roku. Domniemanie wyróżnienie zostało przyznane po 1969 roku, ze względu na fakt, że singiel, który po raz pierwszy przekroczył na wykresie Oriconu milion kopii, tenże rekord ustanowił już w 1967 i nie otrzymał żadnego certyfikatu. Był to I ONLY LIVE TWICE (jap. 帰って来たヨッパライ) The Folk Crusaders (2 miliony 800 tysięcy). Według japońskich dziennikarzy dane te są przybliżone. W latach 1969–1988 złoto przyznawano od miliona egzemplarzy, z czego wynika, że próg certyfikacji był niegdyś w Japonii o wiele wyższy niż w Stanach. Od 1989 wprowadzono dokumentację sprzedaży nagrań dla poszczególnego artysty, nie uwzględnia ona jednakże spisu certyfikatów przed tym rokiem. Od 1989 złoto otrzymało się za sprzedaż 200 tysięcy kopii albumu i singla. Platynę przyznawano za przekroczenie 400 tysięcy, podwójną od 800 tysięcy, potrójną od 1 miliona 200 tysięcy, zaś czterokrotną za 1 milion 600 tysięcy. Status „Million” przyznawano od 1 miliona, zaś jego wielokrotność kolejno od 2 milionów, 3 milionów itd. Od 2003 roku złoto przyznawane jest od 100 tysięcy. Platynową płytę otrzymuje się za sprzedaż, co najmniej 250 tysięcy  kopii, zaś jej wielokrotność od 500 tysięcy i 750 tysięcy. Certyfikat Million jest przyznawany od miliona, zaś jego wielokrotność od 2 milionów. Od 2008 wprowadzono dokumentację cyfrową certyfikatów przyznawanych w każdym miesiącu danego roku. Od lutego 2008 roku, co tydzień sporządzane jest zestawienie najpopularniejszych singli i albumów, nazywane Japan Hot 100 na wzór Billboard Hot 100. Jest to tygodniowe notowanie „Billboardu”. Dane są gromadzone przez organizację Hanshin Corporation (wcześniej Hanshin Contents Link Corp) na bazie Plantech, zliczającego odsłuchania w stacjach radiowych oraz SoundScan Japan, będącego odpowiednikiem amerykańskiego Nielsen SoundScan.
Liczby sprzedanych kopii płyt dla danego artysty podawane są w przybliżeniu. Część z nich mogła ulec zmianie. Oficjalne dane oparte są na informacjach gromadzonych przez RIAJ, przyznające na nowych zasadach oficjalne certyfikaty za sprzedaż płyt, singli, czy DVD od 21 stycznia 1989 roku. Pochodzą również od serwisu, który dostarcza informacji na temat branży muzycznej – Oriconu.

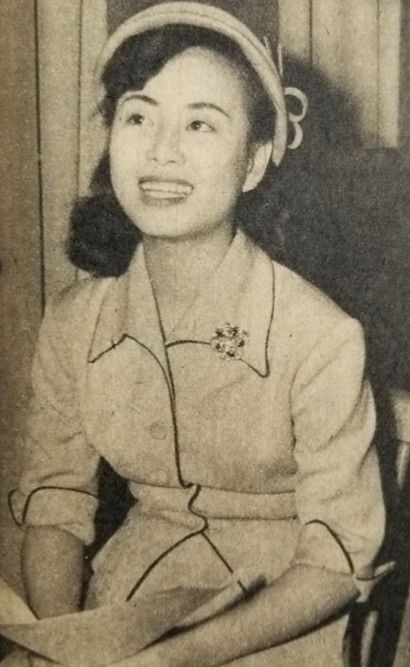
Hibari Misora, czołowa reprezentantka muzyki enka.

## Rekordy sprzedaży

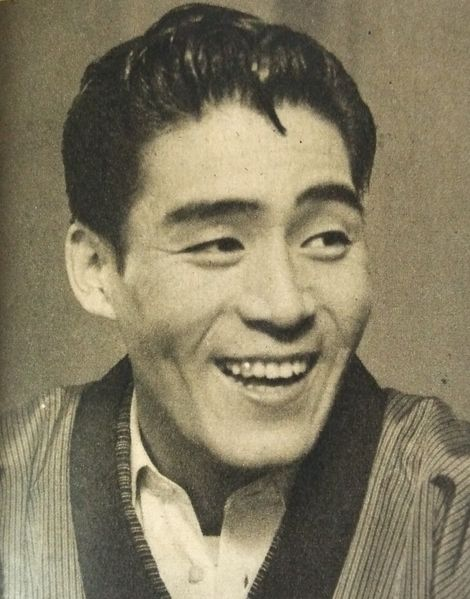
Hachirō Kasuga, pionier muzyki enka.

Japoński rynek muzyczny zdominowany jest przez artystów rockowych i popowych. Nieuwzględniony na liście został Tetsuya Komuro, którego nakład wszystkich wyprodukowanych albumów przekroczył 170 milionów. Największy sukces po 1949 osiągnęli Hibari Misora (13 milionów albumów i 45 milionów singli), Hachirō Kasuga (70 milionów), a także Shin’ichi Mori (90 milionów). Brak jednak, odnotowanych certyfikatów sprzedaży tych artystów, dlatego nie zostali oni ujęci na liście. Japońskimi artystami z największą liczbą sprzedanych płyt jest grupa B’z (80 milionów). Dane z Księgi rekordów Guinnessa, z 2008 wskazują z kolei na 76 milionów. Jako jedyni z Japonii mają swoje gwiazdy w Hollywood RockWalk. Piosenkarką z największą sprzedażą jest Ayumi Hamasaki (50 milionów 708 tysięcy według Oriconu). Grupą cieszącą się podobnym uznaniem jest AKB48, a KinKi Kids ma najwięcej singli debiutujących na szczycie list przebojów (39 albumów). W 2018 roku zostali wpisani do Księgi Rekordów Guinnessa z tym rekordem. Utwór Masato Shimona z 1975, Oyoge! Taiyaki-kun (jap. およげ!たいやきくん) to najlepiej sprzedający się singiel japoński. Sprzedał się w nakładzie ponad 4 milionów 548 tysięcy. Na miejscu drugim jest szlagier z 1972, wykonany przez Shiro Miya i Pinkara Trio, Onna no Michi (jap. 女のみち). Sprzedał się w 3 milionach 256 tysięcy. Do 1965 album Kimi to Itsumademo (jap. いつまでものキミ; Love Forever) Yūzō Kayamy był najlepiej sprzedającą się płytą w Japonii. Osiągnął dwumilionowy nakład. Obecnie jest nim First Love Hikaru Utady z 1999. Zdobył 8 milionów nabywców. Jest to także jeden z najlepiej sprzedających się albumów japońskich w Chinach (400 tysięcy kopii). Jego całkowita sprzedaż wynosi 10 lub 12 milionów, co czyni go najlepiej sprzedającym się w Azji. Pierwszymi artystami, którzy wydali album jednocześnie w Japonii i Chinach po wieloletnim zakazie byli L’Arc~en~Ciel. Najlepiej wśród solistów sprzedaje się album Ryūichiego Kawamury Love, który do 2006 osiągnął nakład ponad 2 milionów 788 tysięcy. Najmłodszym artystą z milionem sprzedanych płyt jest Osamu Minagawa. Jego debiut, cover utworu „Volevo un gatto nero” z 1969, „Kuroneko no Tango  (jap. 黒ネコのタンゴ)” sprzedał się w 2 milionach. Jedynym muzykiem, który osiągnął szczyt list przebojów „Billboardu”, był Kyū Sakamoto z piosenką „Sukiyaki” w 1963. Utwór ten został spopularyzowany przez Selenę w 1989. Sprzedaż nagrań zagranicznych muzyków jest proporcjonalnie kilkukrotnie mniejsza od sprzedaży tamtejszych. Zachodnim wokalistom bardzo ciężko przebić się w ten sposób. Jest to związane z tym, iż japońskie koncerny muzyczne ukierunkowane są na promocję rodowitych artystów poprzez tradycyjne formy przekazu. Największy nakład mieli The Ventures (40 milionów). Tym samym osiągnęli wyższy próg niż The Beatles przez całe lata 60. XX. Brak jednak, odnotowanych certyfikatów, dlatego też obecnie uznaje się, że najlepiej na rynku poradziła sobie Mariah Carey. Jej płyty zdobyły 16 milionów 950 tysięcy nabywców. Przedmiotem kontrowersji może być sprzedaż płyt Michaela Jacksona, która w Japonii od 1989 roku osiągnęła liczbę zaledwie 4 milionów 950 tysięcy. Sam album Thriller uformował sprzedaż na poziomie 100 tysięcy, otrzymując za to osiągnięcie status złota, co skłania do refleksji nad faktycznym sukcesem płyty (według menadżerki artysty miała się sprzedać na świecie w 100 milionach kopii). W Japonii debiutuje wiele artystów południowokoreańskich, którzy wydają albumy i single po japońsku, rzadziej ojczyście. Zarabiają w ciągu jednego tygodnia więcej niż po roku pracy. Sprzedaż płyt kompaktowych w tamtym kraju jest na bardzo niskim poziomie. Dominuje cyfrowa, u której zaobserwowano zjawisko celowego obniżania cen nośników w celu konkurowania z pirackimi serwisami. W związku z czym, tamtejsi artyści nie zarabiają wiele, a większość dochodów z dystrybucji utworów jest przeznaczona dla wytwórni. Najwięcej zarabiają na koncertach i reklamach. Przedstawiciele wydawnictw w Korei, podkreślają jednak, że większość przychodów pochodzi ze sprzedaży płyt w Japonii. Artystą koreańskim z największą liczbą sprzedanych nagrań jest BoA, którą Japończycy często postrzegają jako rodowitą piosenkarkę. Nakład ten przekroczył 8 milionów 200 tysięcy. Jedyny polski artysta, który zaistniał na tym obszarze to Basia Trzetrzelewska. Jej dwie płyty pokryły się złotem i platyną na przełomie 1994–1996, przekraczając nakład 300 tysięcy.

## Nagrody za sprzedaż płyt

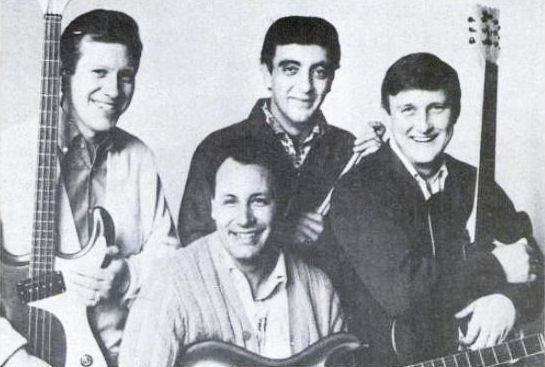
The Ventures, amerykański zespół grający rock instrumentalny, rock and rolla i surf rocka, założony w 1959 roku.

Od 1959 zaczęto wyróżniać artystów japońskich nagrodą Japan Record Awards, która podkreśla wybitne osiągnięcia muzyczne w związku kompozytorskim Japan Composer’s Association (jap. 日本作曲家協会 ; skrót: JACOMPA), podobnie do nagrody Grammy. Najwięcej nagród, otrzymał boys band Exile. Od 1987, przed archiwizacją certyfikatów, zaczęto przyznawać Japan Gold Disc Award (jap. 日本ゴールドディスク大賞), która w swoim założeniu, ma wyróżniać artystów z największą ilością bestsellerów zgodnie z danymi RIAJ. Co roku przyznawane jest specjalne grand prix o nazwie Artysta roku. Najwięcej takich wyróżnień zdobyła Madonna, będąca również pierwszym obcojęzycznym artystą, który je otrzymał. Od 2009 zaczęto przyznawać Billboard Japan Music Awards, które są odpowiednikiem Billboard Music Awards.

## Wykluczeni artyści z listy

### Japońscy
Część artystów XX wieku mogła zostać nieujęta w zestawieniu, ponieważ brak jednoznacznych danych dotyczących sprzedaży ich nagrań. Są to: Hibari Misora, Hachirō Kasuga, Masahiko Kondō, Off Course, Mie Nakao, Chiyako Satō, Chiemi Eri, Linda Yamamoto, Teruhiko Saigō, Yukio Hashi, Kazuo Funaki, Junko Abe, Saori Mianami, Kiyoshi Maekawa, Akiko Wada, Mari Amachi, Ichimaru, Katsutaru Kouta, Hikaru Genji, Seikima-II, Hound Dog.

### Zagraniczni
Pomimo dużej popularności w przeważającej części globu, część artystów nie została ujęta na liście. Są nimi: Adele, Bing Crosby, Dalida i Iron Maiden. Nie został również udokumentowany nakład jednej z najbardziej reprezentatywnych przedstawicielek piosenki Chińskiej Republiki Ludowej, Anity Mui. Sprzedaż jej nagrań (w tym również przygotowanych na japoński rynek) w całej Azji oszacowano na 10 milionów.

## Lista artystów
Lista nie obejmuje w większości przypadków sprzedaży cyfrowej, a jedynie sprzedaż fizyczną. Tyczy się minialbumów, albumów studyjnych, singli, DVD i teledysków. Od stycznia 2014 roku Recording Industry Association of Japan wprowadziło nowe, cyfrowe kategorie przyznawania wyróżnień takie jak m.in. sprzedaż komputerowa. Od 1 stycznia 2014 roku obowiązują również nowe kryteria akredytacyjne.

### Japońscy wykonawcy
- Aby zapewnić najwyższy poziom kontroli redakcyjnej i faktów, lista ta zawiera dane o latach działalności, gatunkach i sprzedaży od najważniejszych serwisów i wysoce cenionych organizacji związanych z przemysłem muzycznym, takich jak m.in.: Recording Industry Association of Japan, Oricon, „Billboard”, „Rolling Stone”, AllMusic, RMF FM czy Sony Music Entertainment Japan (jednej z głównych wytwórni w Japonii).
- Kolejność artystów w tabelach opiera się na wartości detalicznej: każdy rynek generuje odpowiednio, największą wartość na górze i najmniejszą na dole. W celu umieszczenia na liście nakład musi przekroczyć liczbę miliona sprzedanych kopii i analogicznie jego wielokrotność, tak by lista była referencyjna.

#### ponad 80 milionów płyt

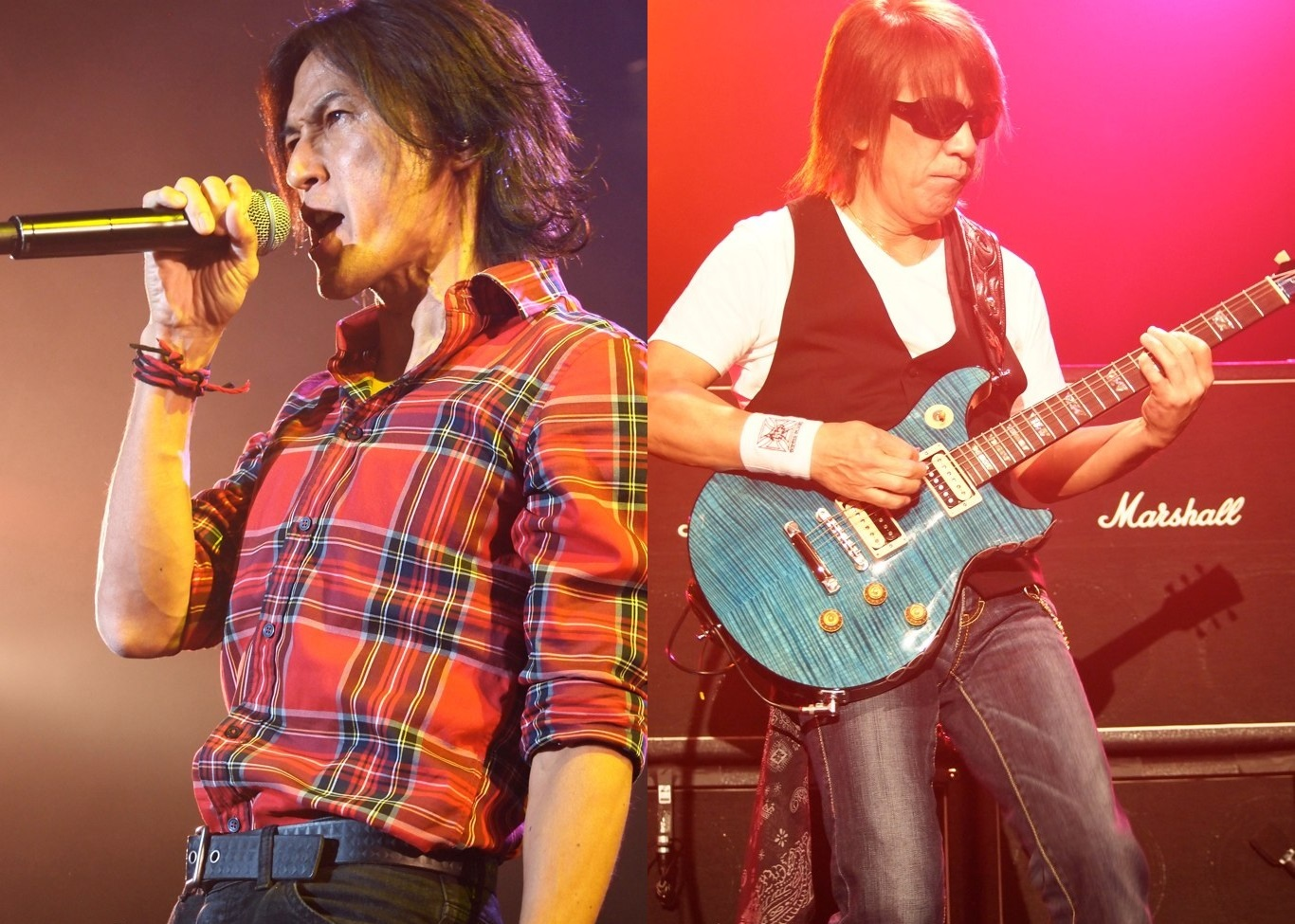
B’z

| Artysta | Aktywność | Gatunek                                                                                  | Całkowita sprzedaż (w milionach) | Źródło |
| ------- | --------- | ---------------------------------------------------------------------------------------- | -------------------------------- | ------ |
| B’z     | od 1987   | Pop / Rock / / Hard rock / Contemporary pop & rock / muzyka filmowa / blues / dance-rock | 82,624 mln                       | [ 36 ] |

#### ponad 60 milionów płyt

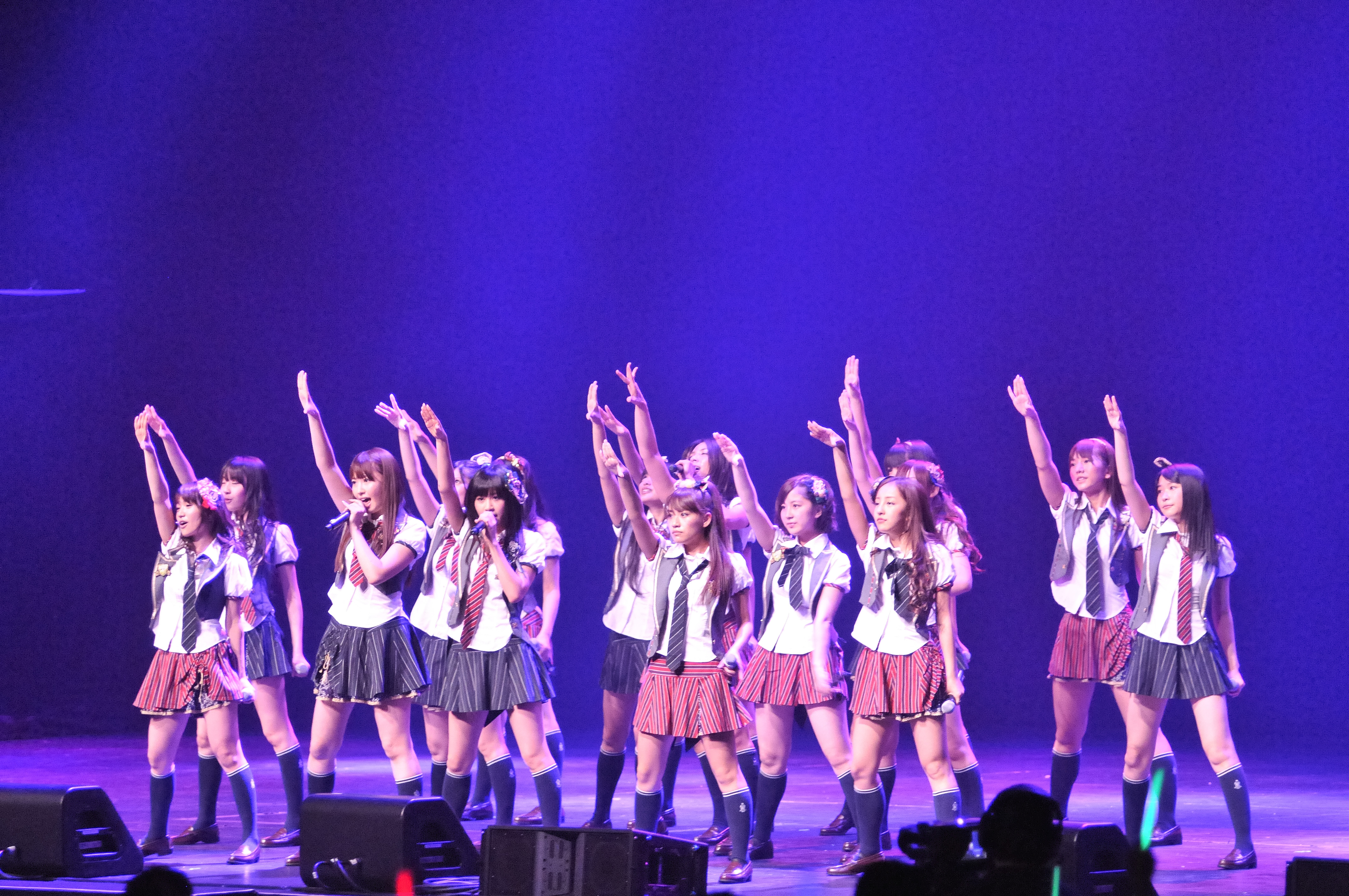
AKB48

| Artysta      | Aktywność | Gatunek                                                                           | Całkowita sprzedaż (w milionach) | Źródło |
| ------------ | --------- | --------------------------------------------------------------------------------- | -------------------------------- | ------ |
| AKB48        | od 2005   | World music / Pop                                                                 | 60,053 mln                       | [ 36 ] |
| Mr. Children | od 1989   | Pop / Pop-rock / rock alternatywny / Rock / World music / Contemporary pop & rock | 60,01 mln                        | [ 36 ] |

#### ponad 40–50 milionów płyt

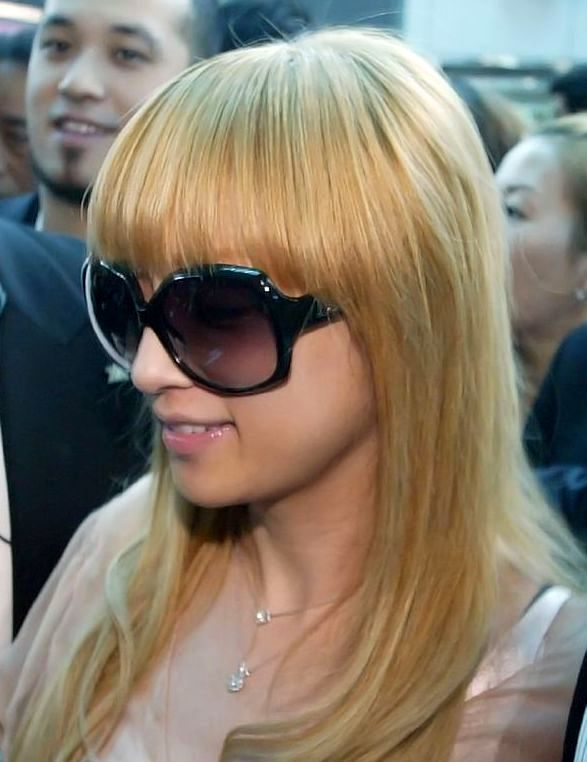
Ayumi Hamasaki

| Artysta            | Aktywność | Gatunek                                                              | Całkowita sprzedaż (w milionach) | Źródło        |
| ------------------ | --------- | -------------------------------------------------------------------- | -------------------------------- | ------------- |
| Ayumi Hamasaki     | od 1998   | Pop / Rock / muzyka elektroniczna / muzyka taneczna / EDM / Teen pop | 50,708 mln                       | [ 36 ]        |
| Southern All Stars | od 1975   | Pop-rock / Pop / Rock                                                | 48,97 mln                        | [ 79 ] [ 80 ] |
| Dreams Come True   | od 1988   | R&B / jazz / Pop / Rock / World music                                | 44,942 mln                       | [ 36 ]        |

#### ponad 30 milionów płyt

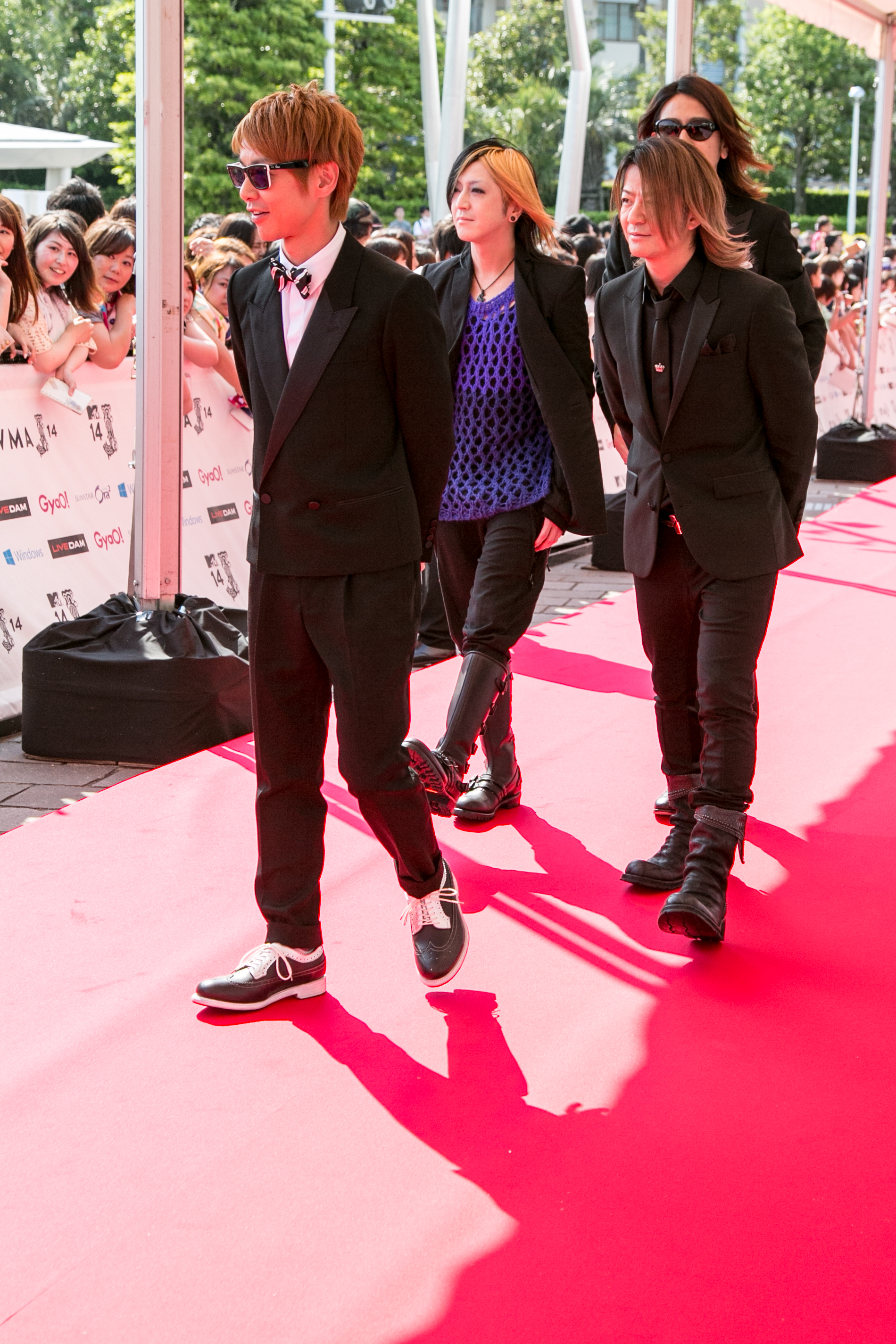
Glay
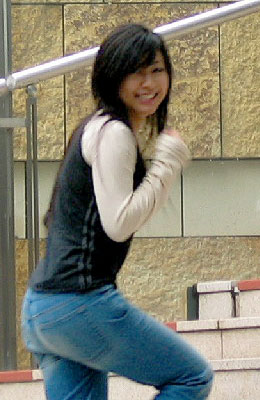
Hikaru Utada
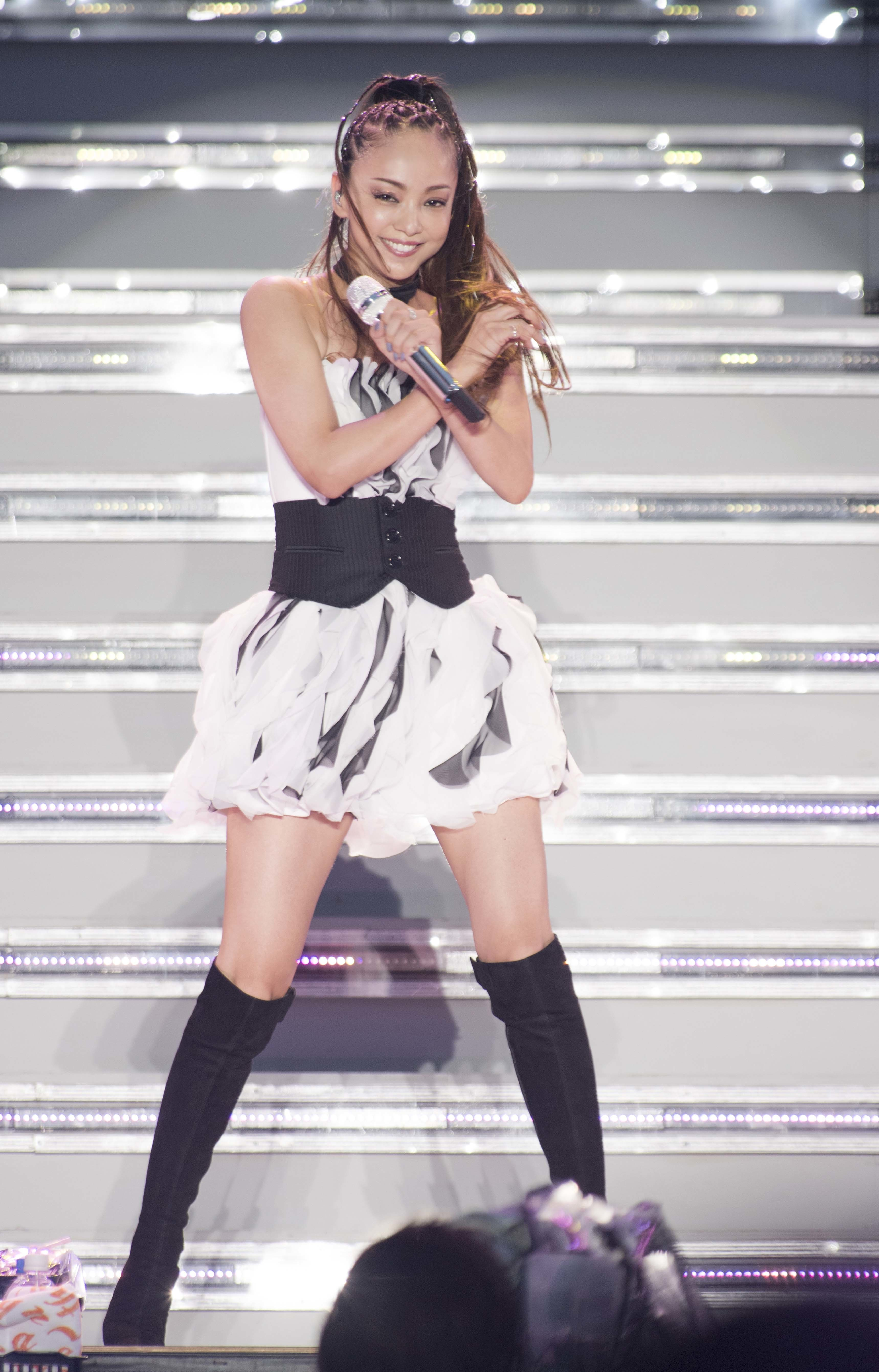
Namie Amuro
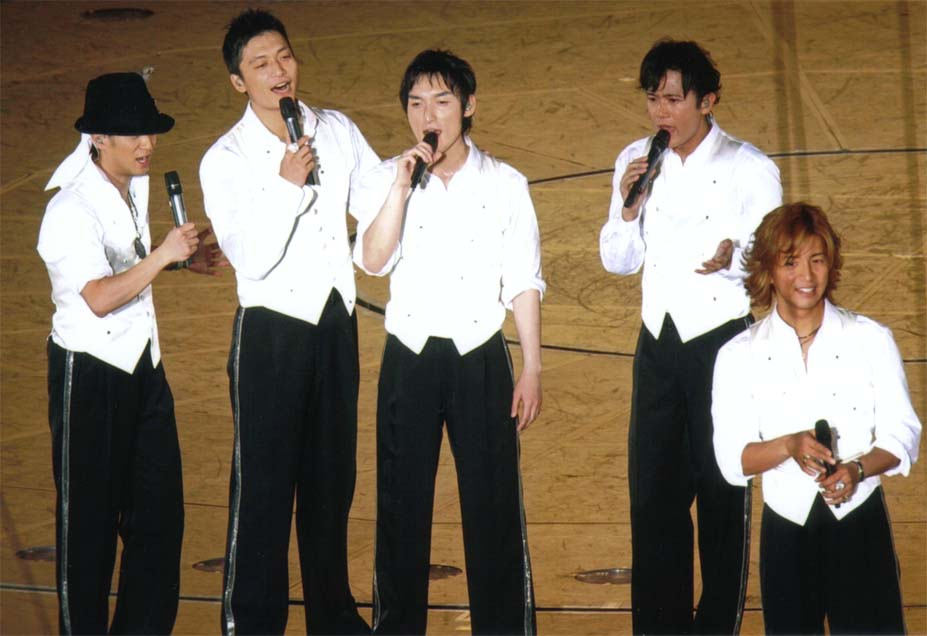
SMAP
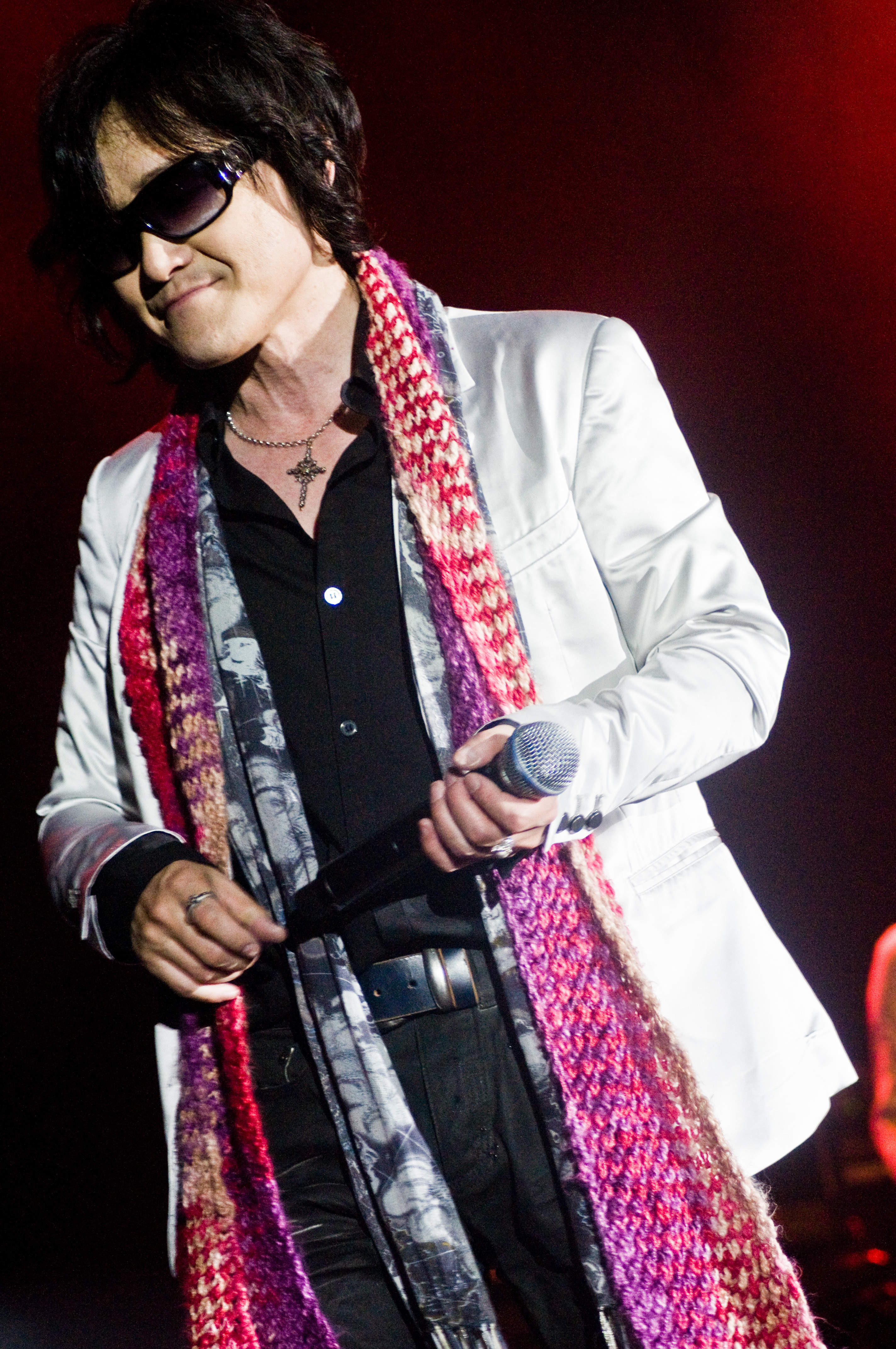
Toshi
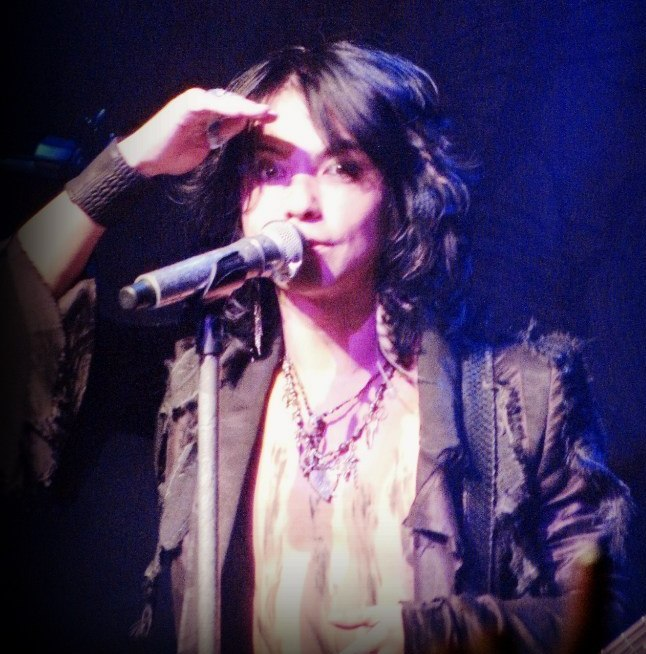
Hyde
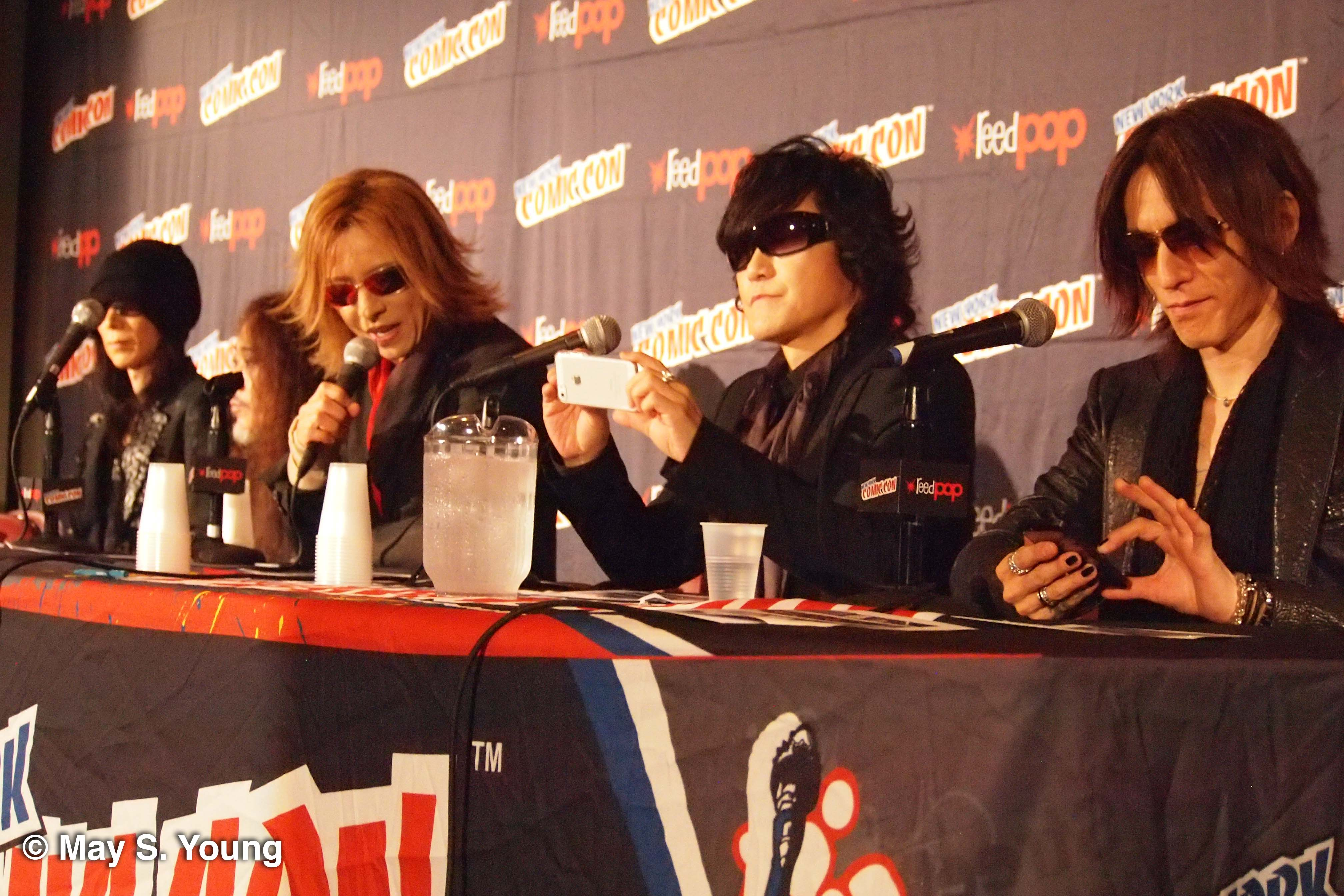
X Japan

| Artysta                                         | Aktywność                 | Gatunek | Całkowita sprzedaż (w milionach) | Źródło                  |
| ----------------------------------------------- | ------------------------- | --- | -------------------------------- | ----------------------- |
| Glay                                            | od 1988 / 1995            | Pop / Rock / World music / Pop-rock / rock alternatywny | 38,808 mln                       | [ 36 ] [ 84 ]           |
| Arashi                                          | od 1999                   | R&B / hip-hop / Pop / Rock / Teen pop | 38,44 mln                        | [ 36 ] [ 86 ]           |
| Zard                                            | 1991–2007                 | Pop / Rock / World music | 37,633 mln                       | [ 36 ]                  |
| Hikaru Utada                                    | 1996–2011, od 2016        | R&B / Pop / Rock / Muzyka elektroniczna / rock alternatywny / Pop alternatywny / Indie rock / Dance-pop / Muzyka klubowa / Art pop / Contemporary R&B / synth pop / Baroque pop        | 37,34 mln                        | [ 36 ] [ 43 ]           |
| Hideto Matsumoto                                | 1987–1998                 | Rock / Glam rock / Thrash metal / Heavy metal / Pop / rock alternatywny / Rock industrialny / Hard rock / Pop-rock / glam metal                                                        | 36,6 mln                         | [ 95 ] [ 96 ] [ 97 ]    |
| Namie Amuro                                     | od 1992                   | Pop / Dance-pop / Contemporary R&B / R&B / Rock / Muzyka elektroniczna / Muzyka klubowa / Muzyka taneczna                                                                              | 33,15 mln                        | [ 101 ]                 |
| SMAP                                            | 1988–2016                 | Pop / Rock / World music / Dance-pop / Teen pop | 31,55 mln                        | [ 106 ]                 |
| Toshi                                           | od 1982                   | Hard rock | 31,4 mln                         | [ 110 ]                 |
| CHAGE and ASKA                                  | 1978 / 1979–2009, od 2013 | Pop / Rock / World music / Folk / Pop-rock / Yacht rock | 31,4 mln                         | [ 114 ] [ 115 ]         |
| Hyde                                            | od 1991                   | Rock / Pop / World music / rock alternatywny | 30,25 mln                        | [ 119 ] [ 120 ] [ 121 ] |
| X Japan (w latach 1982–1992, znany pod nazwą X) | 1982–1997, od 2007        | Metal symfoniczny / Speed metal / Heavy metal / Metal progresywny/ Power metal / Hard rock / Glam rock / Pop / Rock / rock alternatywny / Indie rock / Muzyka klasyczna / Thrash metal | 30 mln                           | [ 95 ] [ 96 ]           |

#### ponad 20 milionów płyt

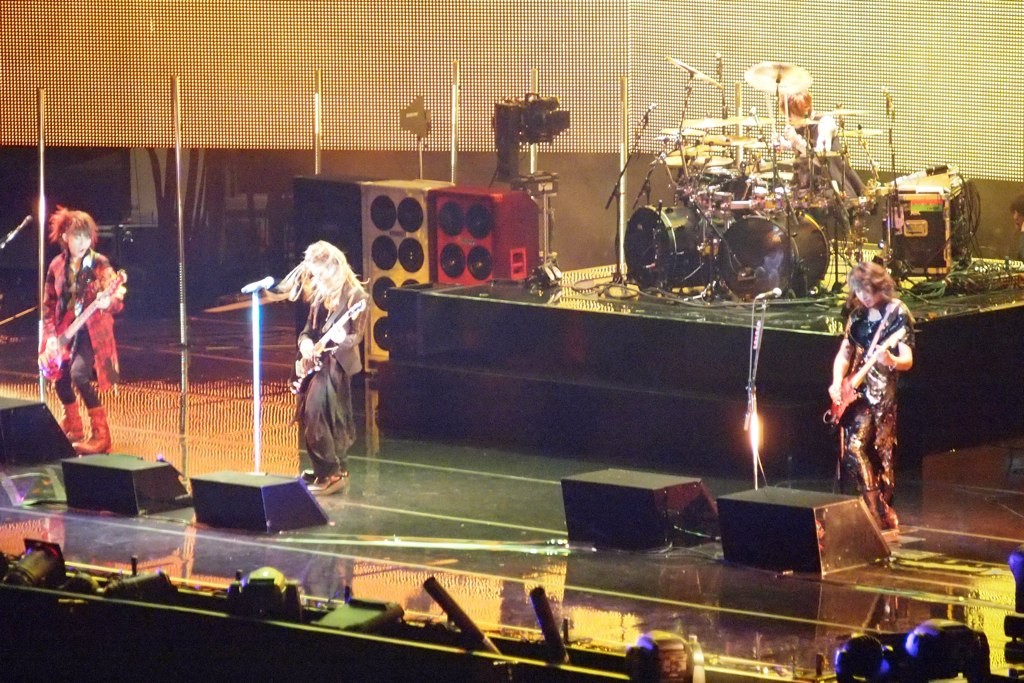
L’Arc~en~Ciel
Akina Nakamori
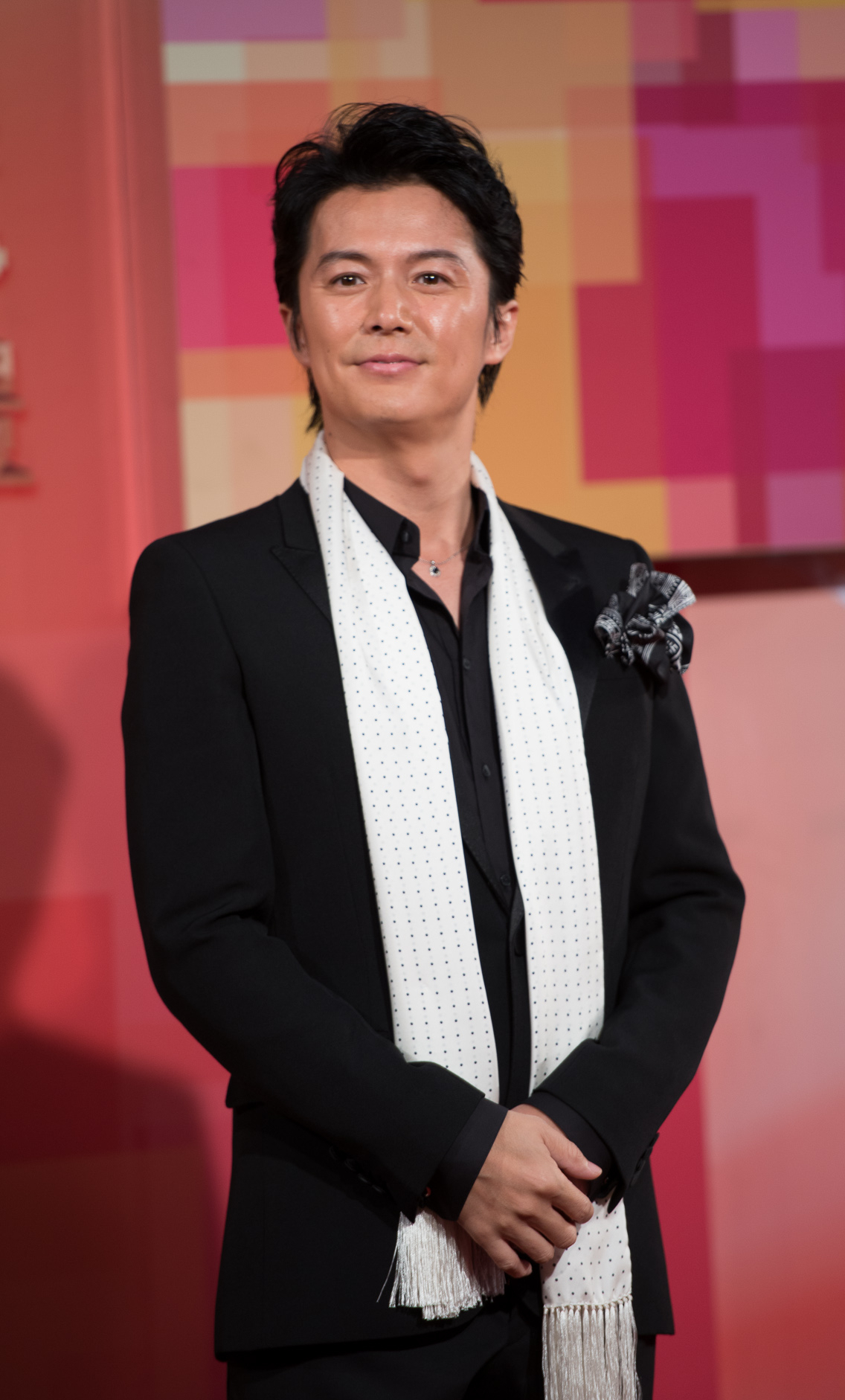
Masaharu Fukuyama
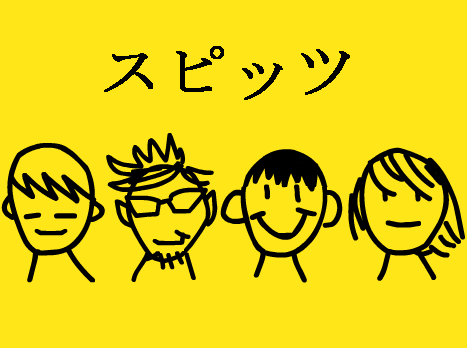
Spitz
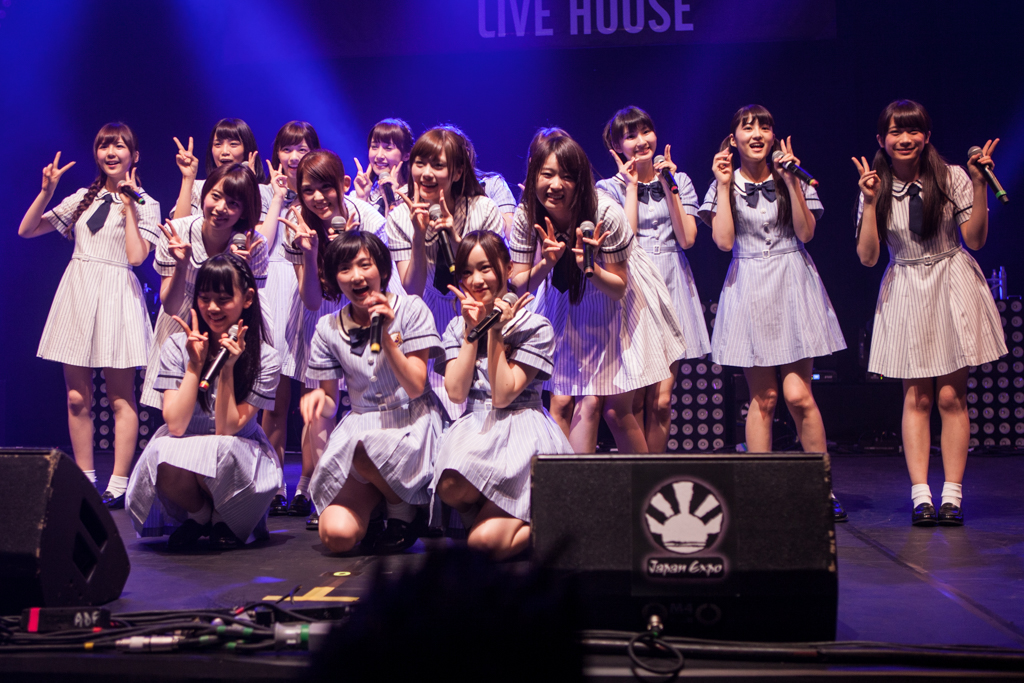
Nogizaka46
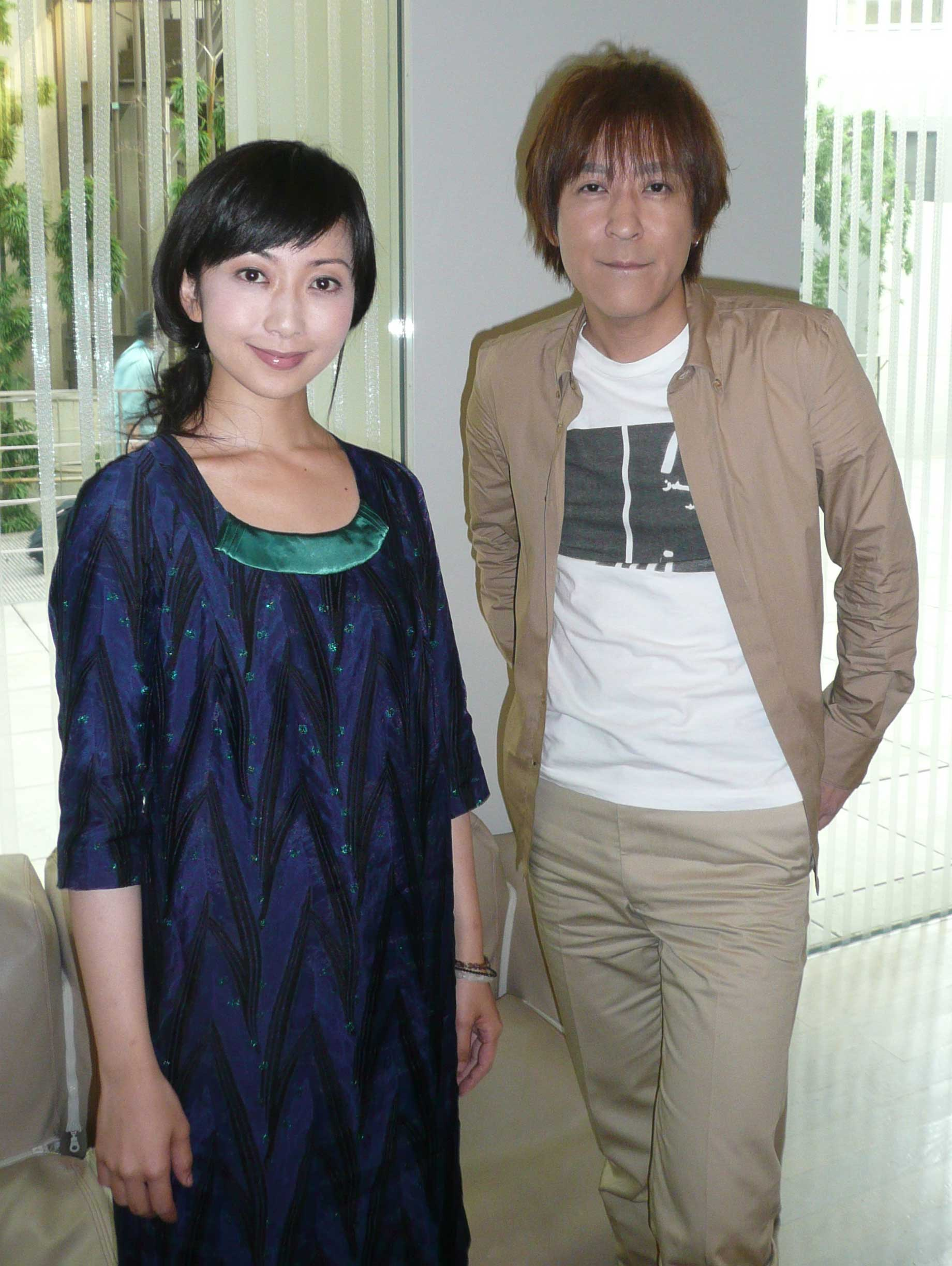
Every Little Thing
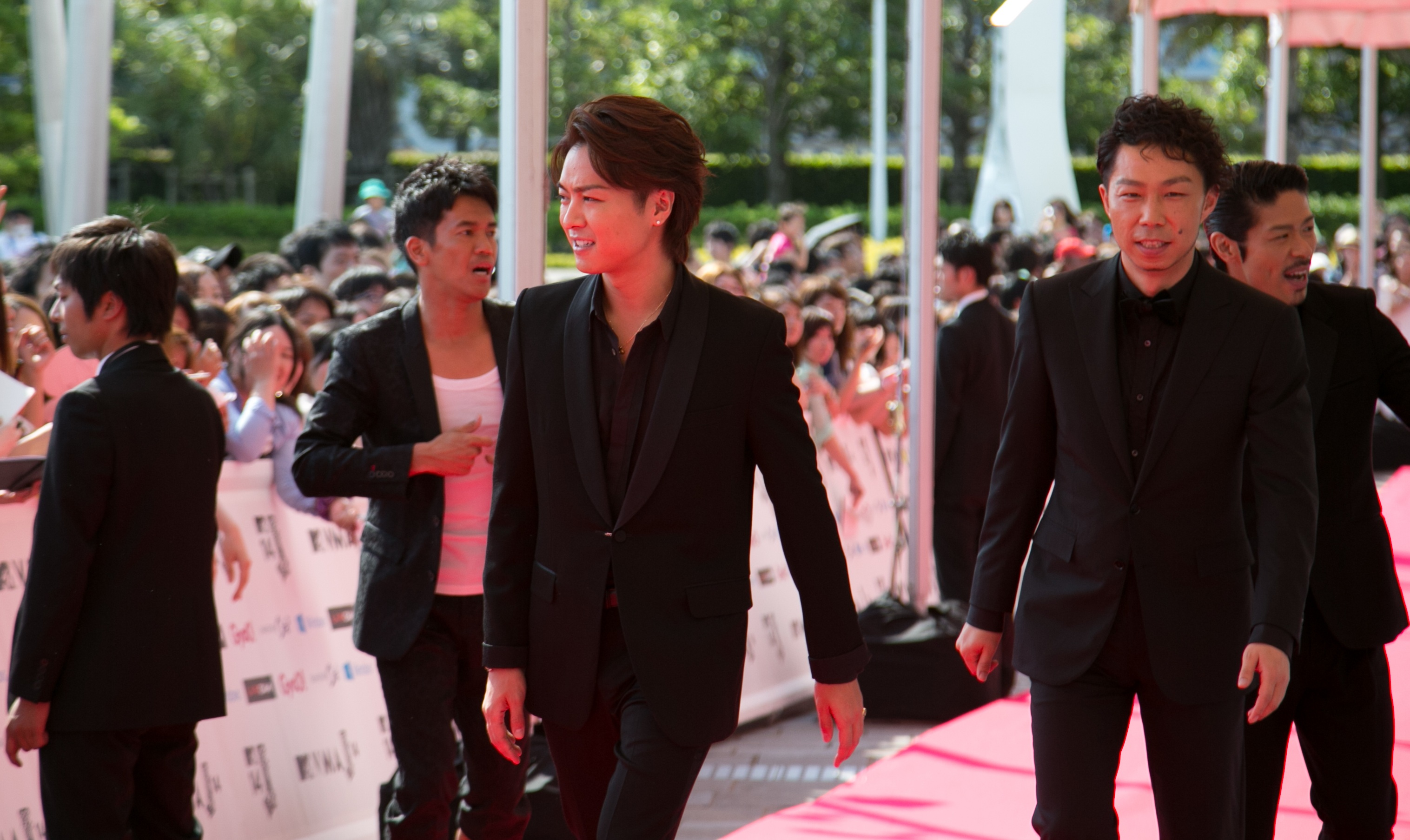
Exile
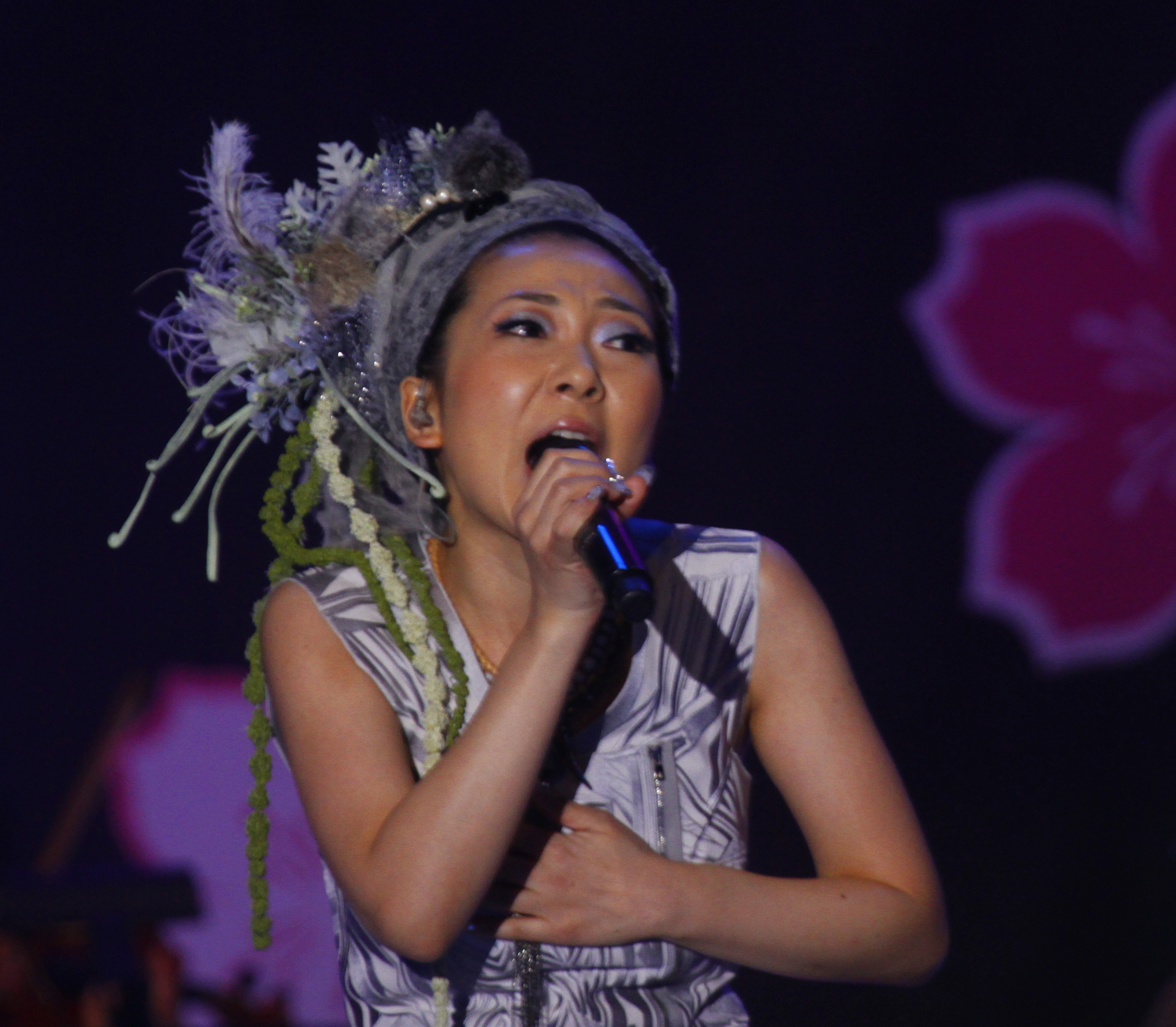
Misia

| Artysta            | Aktywność                    | Gatunek                                                                                  | Całkowita sprzedaż (w milionach) | Źródło                  |
| ------------------ | ---------------------------- | ---------------------------------------------------------------------------------------- | -------------------------------- | ----------------------- |
| Seiko Matsuda      | od 1980                      | Pop / Rock / World music                                                                 | 29,26 mln                        | [ 131 ]                 |
| Globe              | od 1995                      | Pop / Rock / Trance / Dance-pop                                                          | 28,60 mln                        | [ 131 ] [ 134 ]         |
| L’Arc~en~Ciel      | od 1991                      | rock alternatywny / Pop alternatywny / Indie rock / Pop / Pop-rock / Hard rock           | 28,55 mln                        | [ 120 ]                 |
| Kyōsuke Himuro     | od 1982                      | Rock / Pop-rock                                                                          | 26,8 mln                         | [ 141 ] [ 142 ]         |
| Yumi Matsutōya     | od 1973                      | Pop / Rock / Jazz / World music / City pop (jap. シティーポップ Shitī Poppu) / Kayōkyoku | 26,35 mln                        | [ 148 ]                 |
| Maki Ōguro         | od 1989 / 1992–2010, od 2016 | Pop-rock / Pop                                                                           | 26 mln                           | [ 153 ]                 |
| KinKi Kids         | od 1996                      | Pop / Rock / Contemporary pop & rock / Dance-pop                                         | 25,75 mln                        | [ 154 ]                 |
| Akina Nakamori     | od 1982                      | Pop / Rock / World music                                                                 | 25,10 mln                        | [ 131 ]                 |
| Miyuki Nakajima    | od 1975                      | Folk / Pop / Rock / Contemporary folk                                                    | 25 mln                           | [ 159 ] [ 160 ]         |
| Masaharu Fukuyama  | od 1990                      | Pop / Rock / World music                                                                 | 24,85 mln                        | [ 162 ]                 |
| Tomoyasu Hotei     | od 1981                      | Rock / Hard rock / Pop / Muzyka klasyczna / World music                                  | 24,2 mln                         | [ 142 ] [ 166 ] [ 167 ] |
| Hiroshi Itsuki     | od 1971                      | Enka / Pop                                                                               | 24 mln                           | [ 170 ]                 |
| TUBE               | od 1985                      | Pop / World music / Rock / City pop / Pop-rock                                           | 23,88 mln                        | [ 131 ] [ 175 ]         |
| Spitz              | od 1986                      | Pop / Rock / World music / Pop-rock / rock alternatywny / Jangle pop / indie pop         | 21,95 mln                        | [ 178 ]                 |
| Noriyuki Makihara  | od 1991                      | Pop / Rock / World music / rock alternatywny / Adult contemporary                        | 21,6 mln                         | [ 180 ]                 |
| TRF                | od 1993                      | Eurobeat / Pop / Rock / Muzyka elektroniczna / Muzyka klubowa / Muzyka taneczna / house  | 21,5 mln                         | [ 131 ] [ 182 ]         |
| Nogizaka46         | od 2011                      | Pop                                                                                      | 21,184 mln                       | [ 185 ]                 |
| Every Little Thing | od 1996                      | Pop / Rock / Dance-pop / soft rock                                                       | 21,15 mln                        | [ 188 ]                 |
| Tsuyoshi Nagabuchi | od 1978                      | Rock and roll / Enka                                                                     | 20,38 mln                        | [ 131 ]                 |
| Exile              | od 1999 / 2001               | R&B / Pop / Rock / Muzyka elektroniczna / Muzyka klubowa / Muzyka taneczna / Dance-pop   | 20 mln                           | [ 192 ] [ 193 ]         |
| Misia              | od 1997 / 1998               | blues / soul / R&B                                                                       | 20 mln                           | [ 195 ]                 |
| Speed              | od 1992                      | Pop                                                                                      | 20 mln                           | [ 197 ]                 |

#### ponad 10 milionów płyt

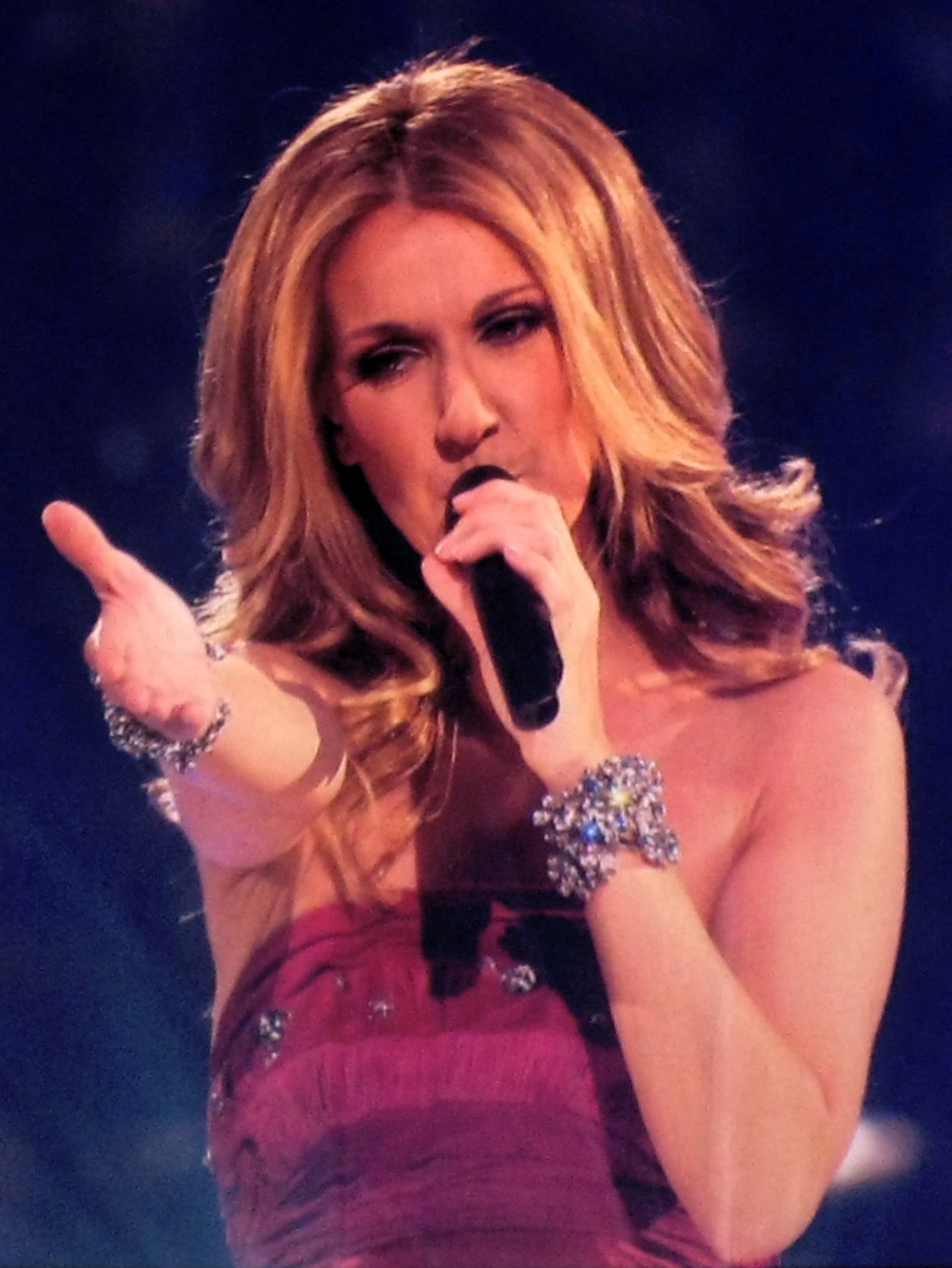
Céline Dion
Teresa Teng

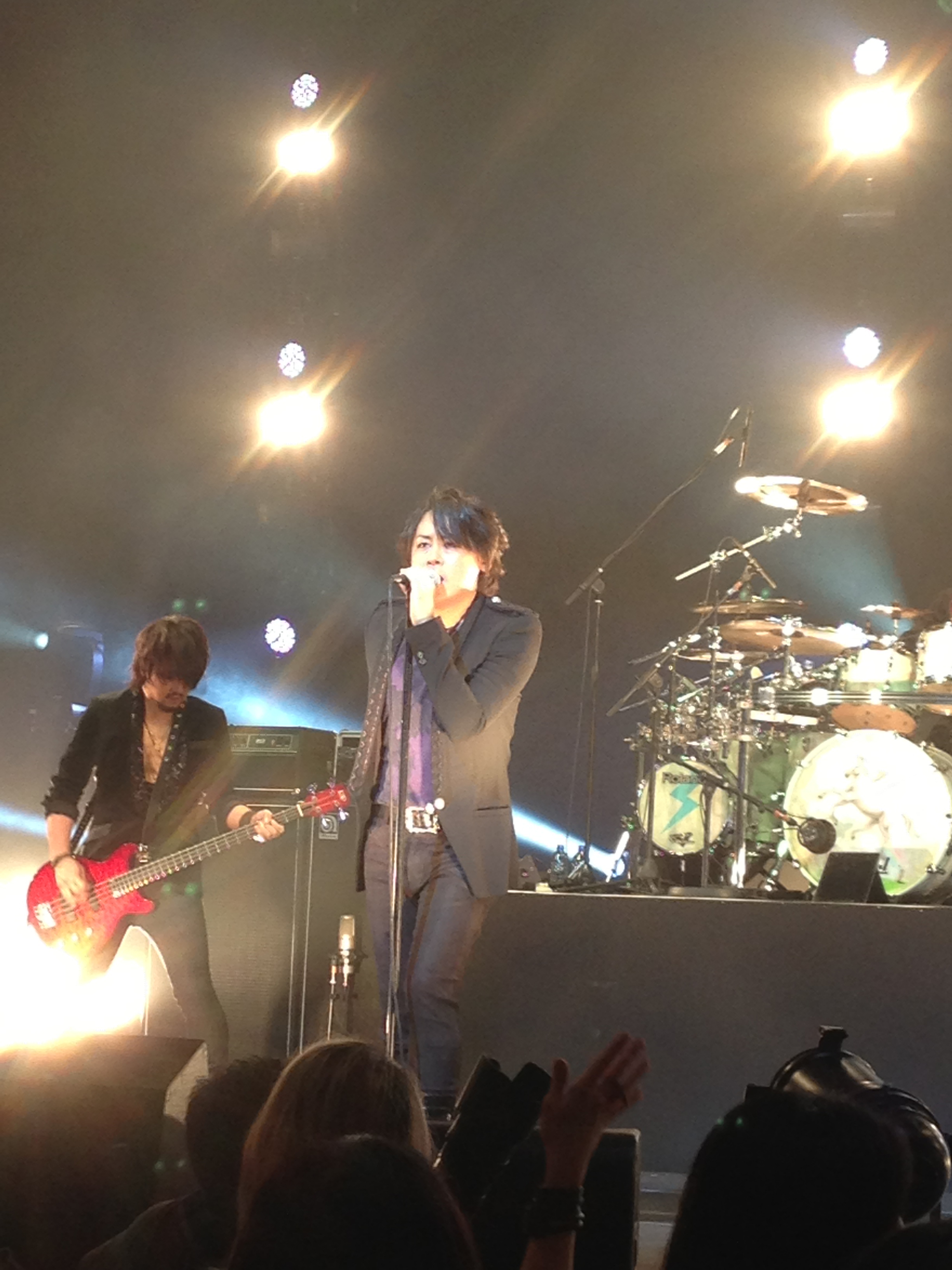
Ryūichi Kawamura
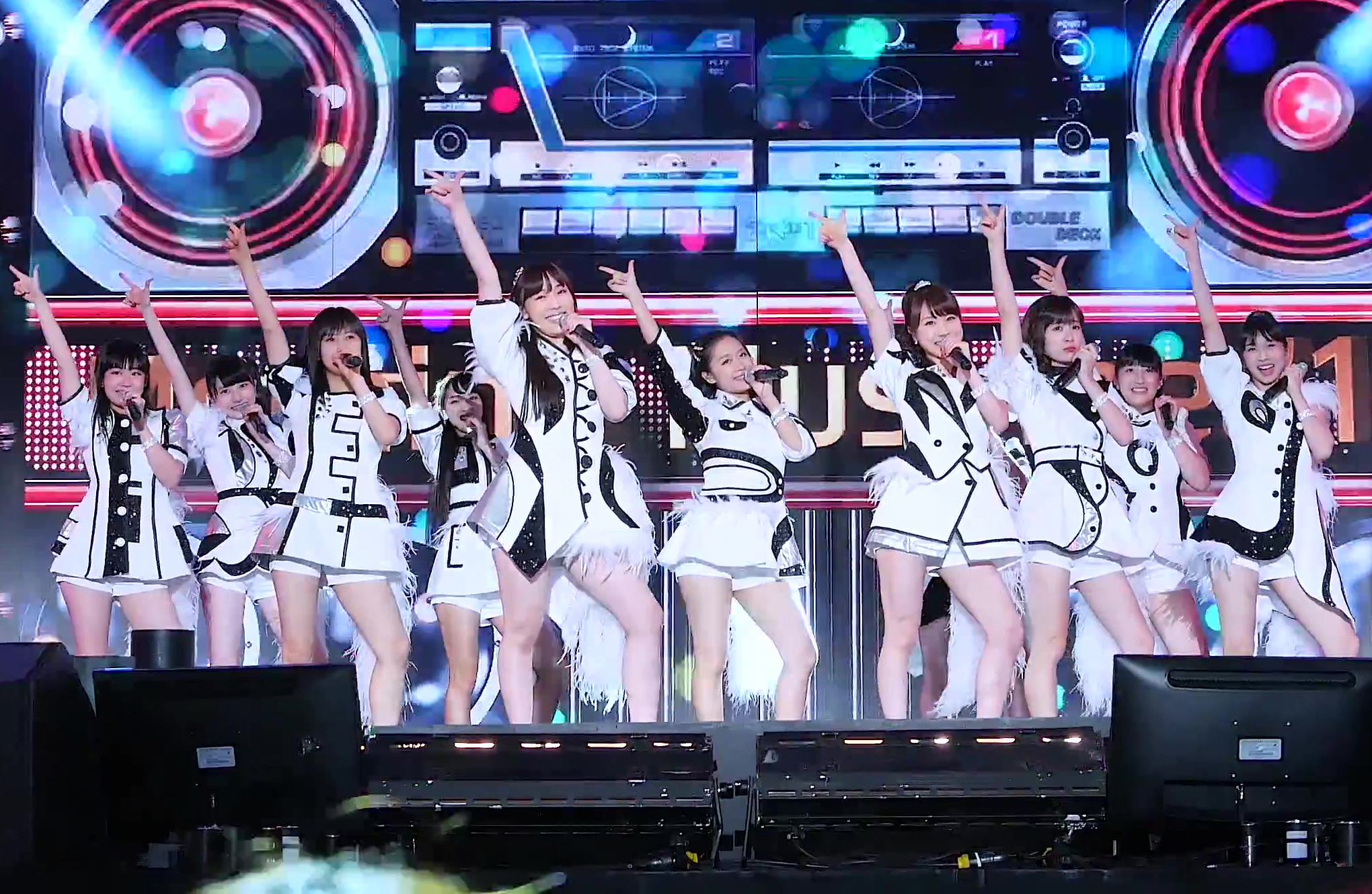
Morning Musume
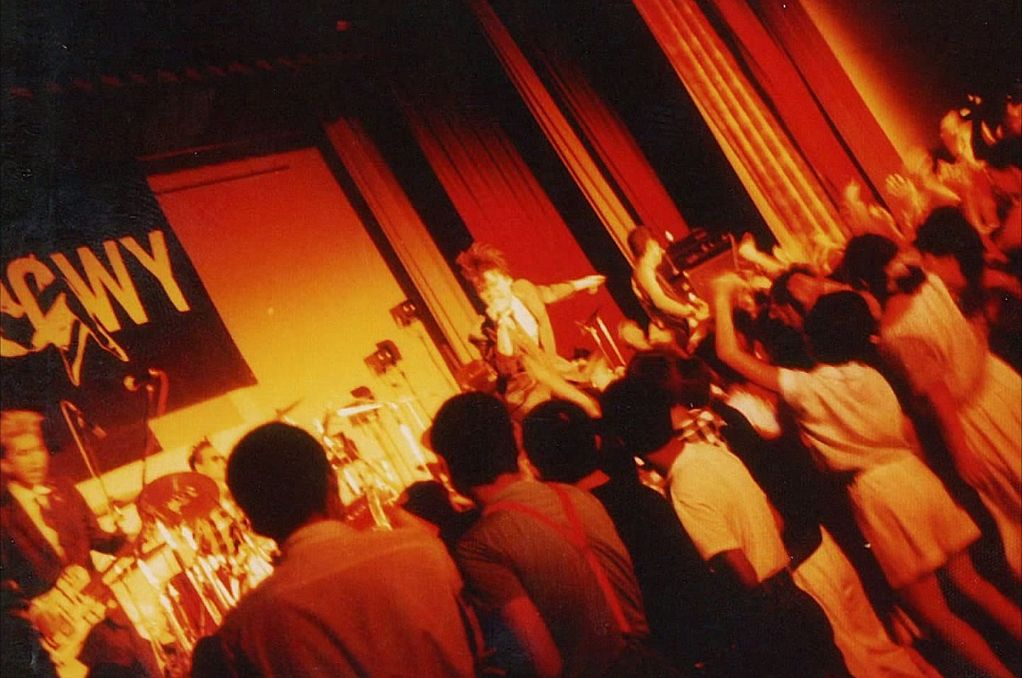
Boøwy
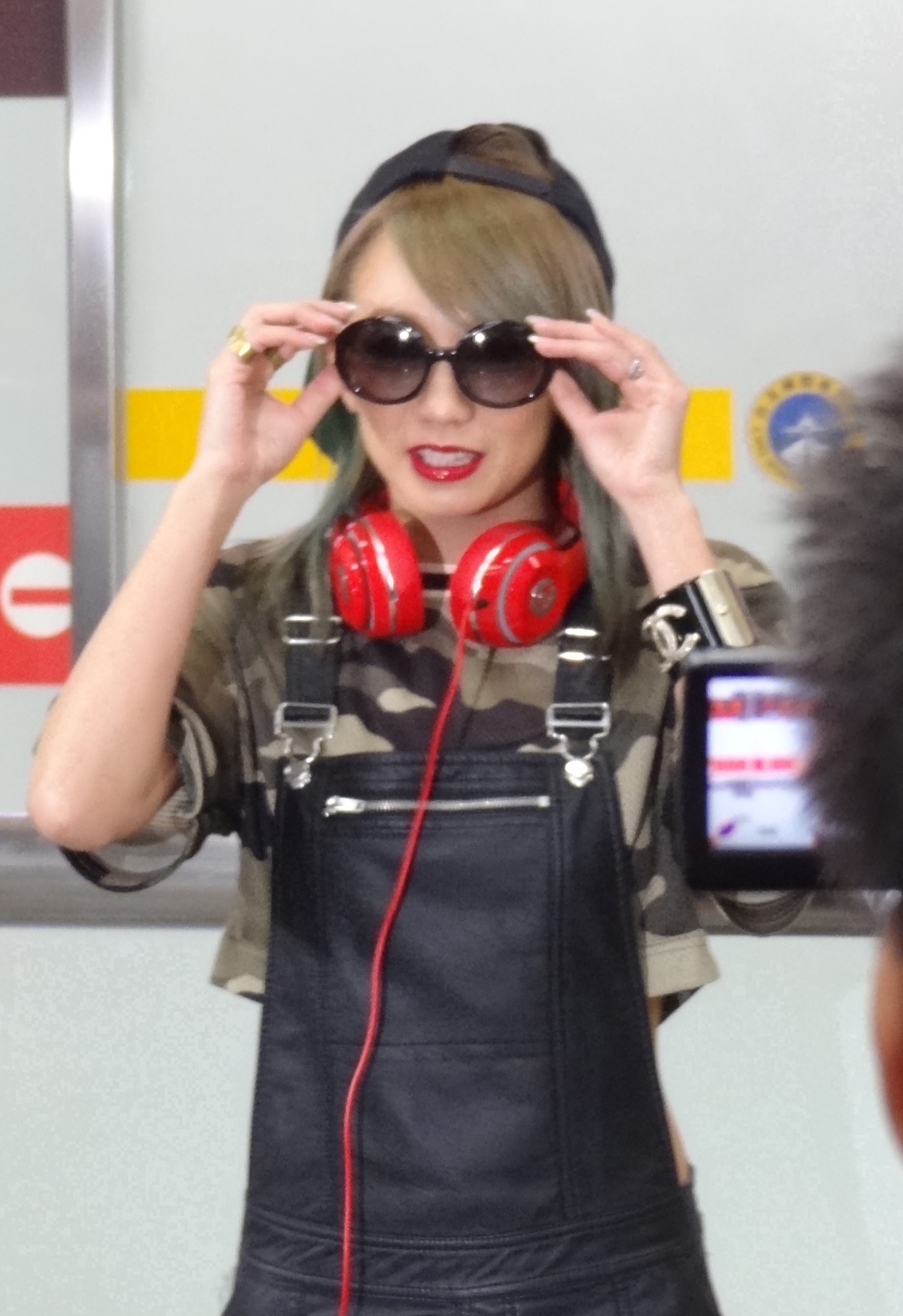
Kumi Kōda
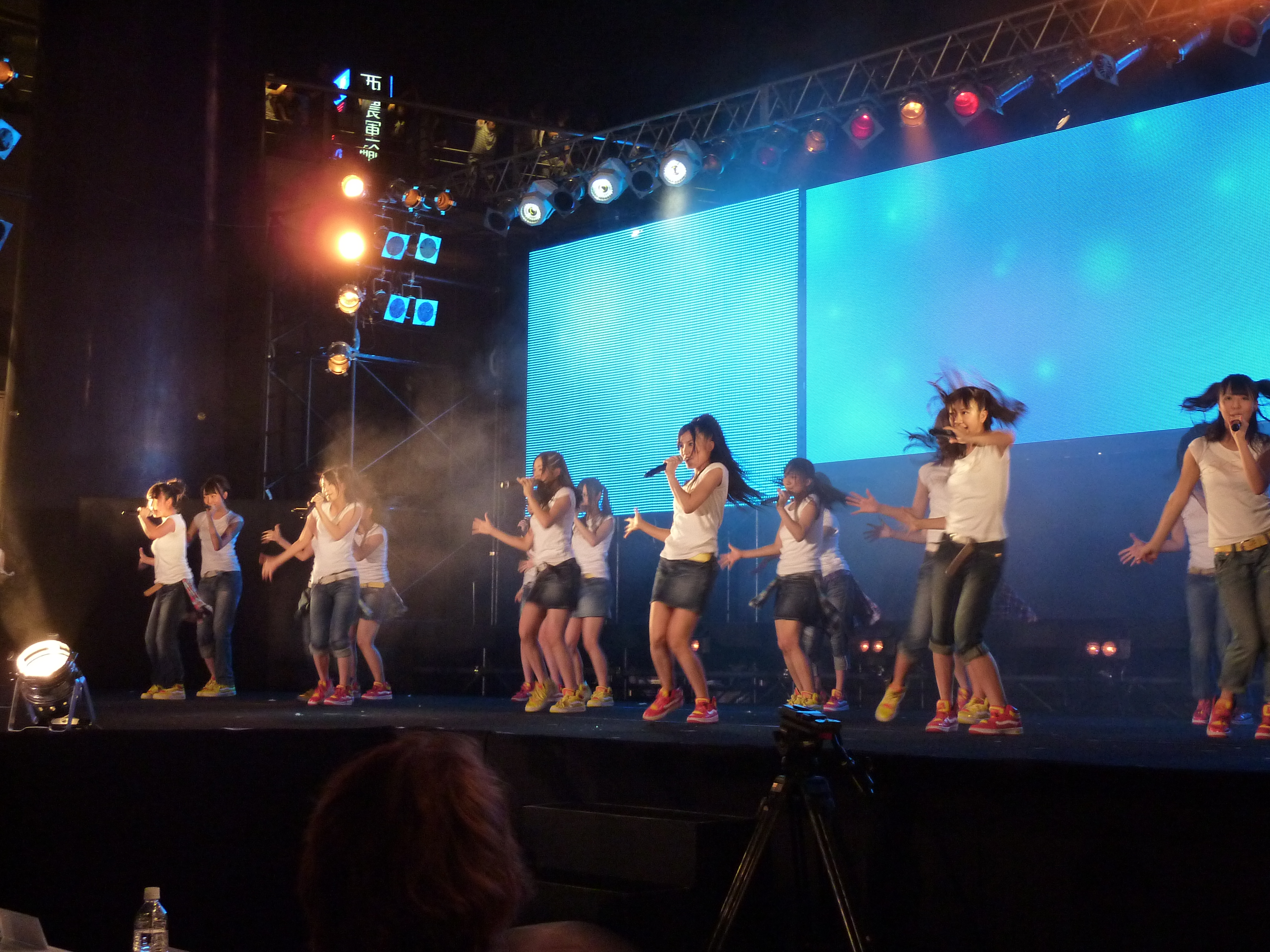
SKE48
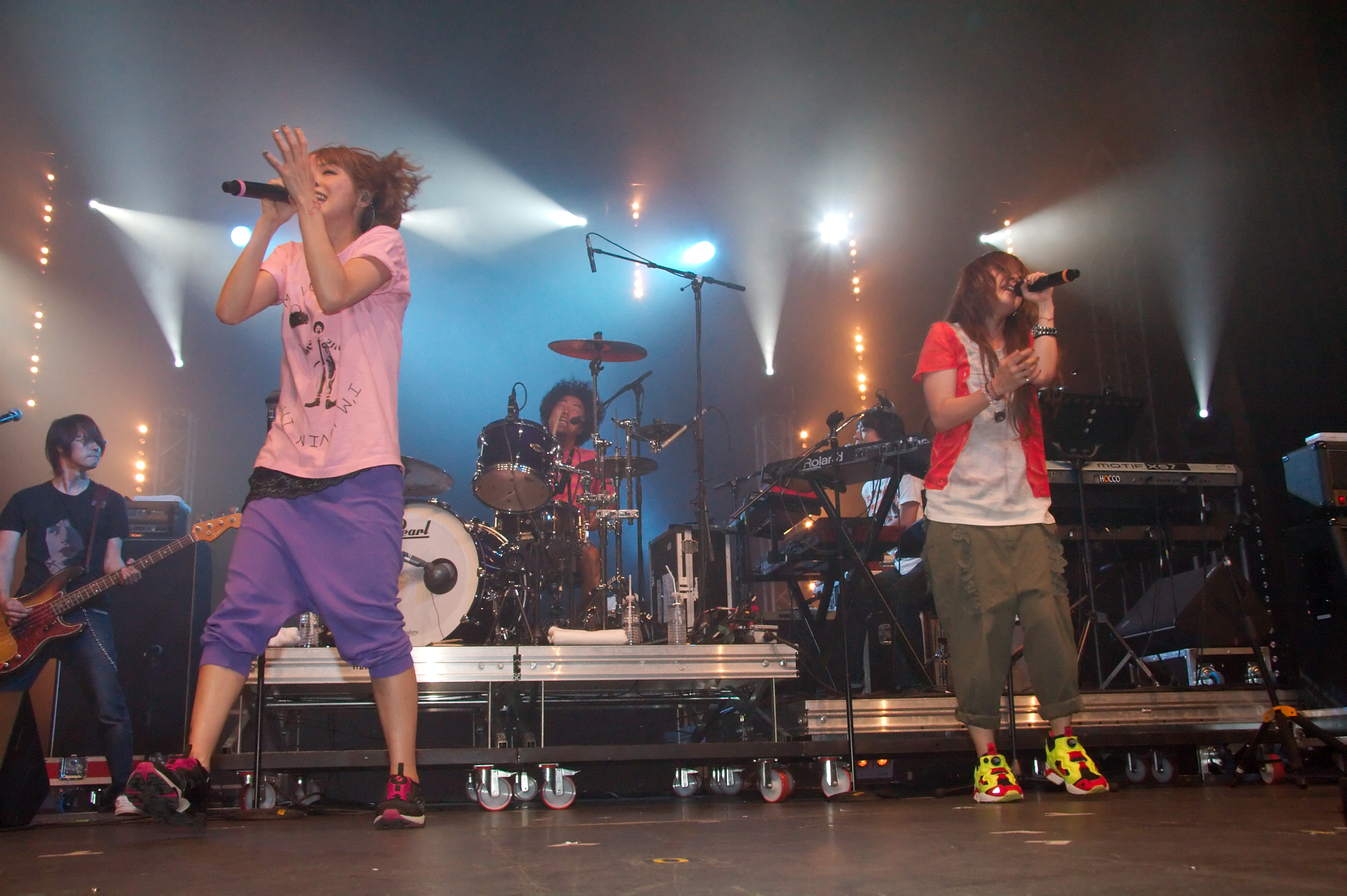
Puffy AmiYumi
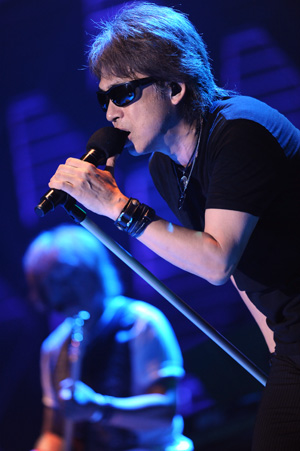
Shōgo Hamada
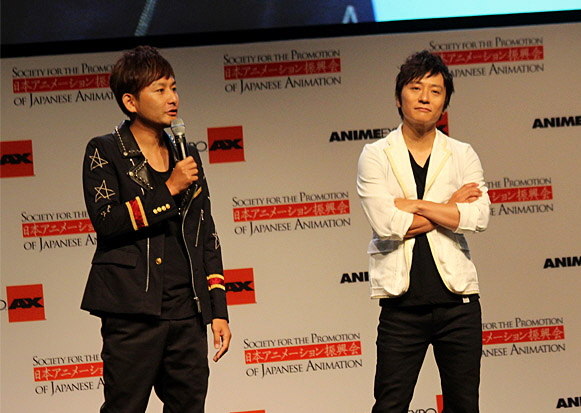
Porno Graffitti
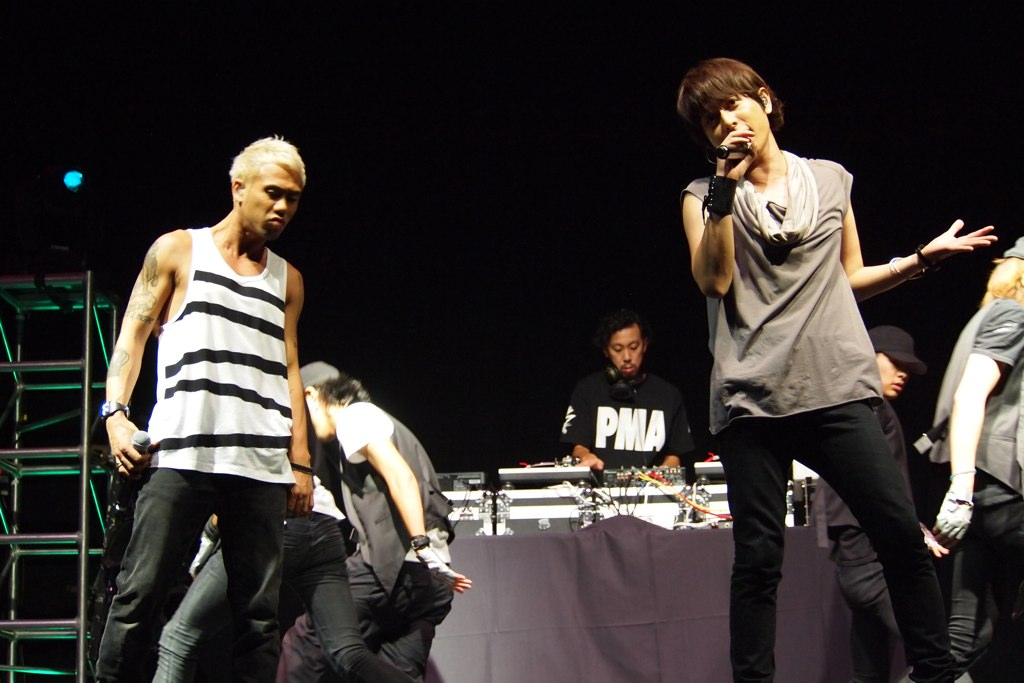
Chemistry
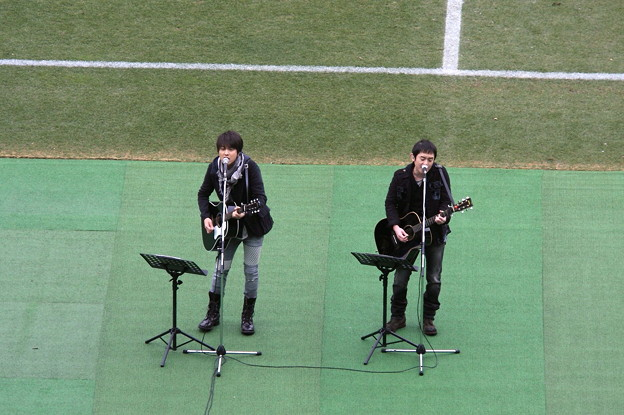
Yuzu
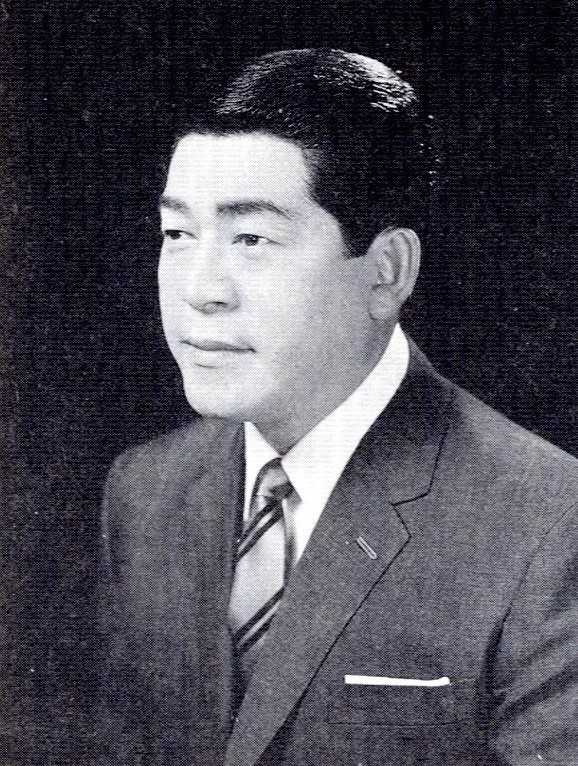
Michiya Mihashi

| Artysta           | Aktywność                        | Gatunek                                                                                               | Całkowita sprzedaż (w milionach) | Źródło                  |
| ----------------- | -------------------------------- | --- | -------------------------------- | ----------------------- |
| Kome Kome Club    | 1982–1997, od 2006               | Pop / Rock                                                                                            | 18,32 mln                        | [ 131 ] [ 202 ]         |
| Pink Lady         | 1976–1981, od 2010               | Pop / Rock / World music / Disco / Kayōkyoku                                                          | 17,25 mln                        | [ 205 ]                 |
| WANDS             | 1991–2000                        | Pop-rock / Pop                                                                                        | 16,8 mln                         | [ 210 ]                 |
| Keisuke Kuwata    | od 1975                          | Pop / Rock / World music                                                                              | 16,42 mln                        | [ 212 ]                 |
| Momoe Yamaguchi   | 1973–1980                        | Pop / Kayōkyoku                                                                                       | 16,19 mln                        | [ 131 ]                 |
| Kohmi Hirose      | od 1992                          | Pop                                                                                                   | 15,8 mln                         | [ 214 ]                 |
| Yōsui Inoue       | od 1969                          | muzyka ludowa, inaczej zwana min’yō (jap. 民謡)                                                       | 15,67 mln                        | [ 131 ] [ 217 ]         |
| Kenji Sawada      | od 1967                          | Rock / pop / glam rock / adult contemporary                                                           | 15,66 mln                        | [ 131 ]                 |
| Hiromi Gō         | od 1972                          | Pop                                                                                                   | 15,62 mln                        | [ 131 ]                 |
| Porno Graffitti   | od 1990 / 1994                   | Pop / Pop-rock / Rock / World music                                                                   | 15,6 mln                         | [ 222 ]                 |
| Morning Musume    | od 1997                          | Pop / Rock / World music / Teen pop / Dance-pop / Pop-rock / Electropop                               | 15,47 mln                        | [ 131 ] [ 225 ]         |
| Mai Kuraki        | od 1999                          | R&B / Pop / Rock / World music / Muzyka klubowa / Muzyka taneczna / Teen pop                          | 15,45 mln                        | [ 227 ]                 |
| Ryūichi Kawamura  | od 1989 / 1997                   | Pop                                                                                                   | 15,4 mln                         | [ 229 ] [ 230 ]         |
| Shin’ichi Mori    | od 1966                          | Enka / Kayōkyoku / Folk / Pop                                                                         | 15,4 mln                         | [ 131 ]                 |
| The Checkers      | 1981–1993                        | Rock / Pop / Pop-rock                                                                                 | 15,3 mln                         | [ 131 ]                 |
| Judy and Mary     | 1992–2001                        | Pop / pop punk / Rock / rock alternatywny / Indie rock / Pop-rock / punk rock                         | 15,25 mln                        | [ 234 ]                 |
| Miki Imai         | od 1986                          | Pop                                                                                                   | 15,22 mln                        | [ 131 ] [ 237 ]         |
| Boøwy             | 1979 / 1981–1988                 | Pop / Rock / Pop-rock / nowa fala                                                                     | 15 mln                           | [ 142 ] [ 167 ] [ 241 ] |
| Kazumasa Oda      | od 1964 / 1985                   | folk rock / Pop / Rock / World music / rock psychodeliczny / Garage rock                              | 15 mln                           | [ 244 ] [ 245 ]         |
| Miho Nakayama     | od 1984                          | Pop / Rock                                                                                            | 14,97 mln                        | [ 131 ]                 |
| Shizuka Kudō      | od 1986                          | Pop                                                                                                   | 14,82 mln                        | [ 131 ]                 |
| Koda Kumi         | od 2000                          | hPop / Rock / World music / Dance-pop / Contemporary R&B / house / Muzyka elektroniczna               | 14,5 mln                         | [ 251 ]                 |
| Shirō Miya        | 1959–2012                        | Pop / Enka                                                                                            | 14,26 mln                        | [ 253 ]                 |
| Kyōko Koizumi     | od 1982                          | World music                                                                                           | 14,23 mln                        | [ 131 ]                 |
| Ken Hirai         | od 1993                          | R&B / Soul / jazz / funk / Hip-hop / Pop / Rock / World music / Adult contemporary / Contemporary R&B | 14,15 mln                        | [ 257 ]                 |
| Chiharu Matsuyama | Od 1977                          | folk                                                                                                  | 14,03 mln                        | [ 131 ]                 |
| Sharam Q          | 1998–2013, 2015                  | Rock                                                                                                  | 14 mln                           | [ 260 ]                 |
| Eikichi Yazawa    | od 1972                          | Pop / Rock / World music                                                                              | 13,93 mln                        | [ 131 ]                 |
| T-BOLAN           | od 1990–1999, 2012–2014, od 2017 | Rock / Pop-rock / Adult-oriented rock                                                                 | 13,61 mln                        | [ 131 ] [ 268 ]         |
| Mariya Takeuchi   | od 1978                          | Pop / Rock / World music                                                                              | 13,4 mln                         | [ 131 ]                 |
| My Little Lover   | od 1995                          | Pop / Rock / World music                                                                              | 13,2 mln                         | [ 271 ]                 |
| Shōgo Hamada      | od 1976                          | Pop / Rock / World music                                                                              | 13,17 mln                        | [ 273 ]                 |
| Chemistry         | 2001–2012                        | Pop / R&B / Rock / Muzyka elektroniczna / World music                                                 | 12,5 mln                         | [ 276 ]                 |
| Tomomi Kahara     | 1995–2007, od 2013               | Pop / Rock / World music                                                                              | 12,2 mln                         | [ 279 ]                 |
| Yuzu              | od 1997                          | Pop / Rock / World music / Contemporary pop & rock / Folk pop                                         | 11,8 mln                         | [ 282 ]                 |
| Orange Range      | od 2001                          | Pop / Rock / Word music                                                                               | 11,65 mln                        | [ 284 ]                 |
| Kobukuro          | od 1998                          | Folk rock / Pop / Rock / World music                                                                  | 11,25 mln                        | [ 286 ]                 |
| Princess Princess | 1986–1996                        | Pop / Rock / World music                                                                              | 11,2 mln                         | [ 290 ]                 |
| SKE48             | od 2008                          | Pop / Rock                                                                                            | 11,112 mln                       | [ 293 ]                 |
| Yutaka Ozaki      | 1983–1992                        | Pop / Rock / rock and roll / folk                                                                     | 10,8 mln                         | [ 296 ]                 |
| Kanjani Eight     | od 2002                          | World music / Pop / Rock / rap / Enka                                                                 | 10,5 mln                         | [ 298 ]                 |
| LINDBERG          | 1989–2002, 2009                  | Pop / Rock / World music / Contemporary pop & rock                                                    | 10,4 mln                         | [ 300 ]                 |
| Puffy AmiYumi     | od 1991                          | Pop / Rock / rock alternatywny / Indie rock / indie pop / Bubblegum dance / Pop punk                  | 10,2 mln                         | [ 302 ]                 |
| Michiya Mihashi   | 1954–1996                        | Jazz / Folk / Enka / Kayōkyoku                                                                        | 10 mln                           | [ 304 ]                 |

#### ponad milion płyt

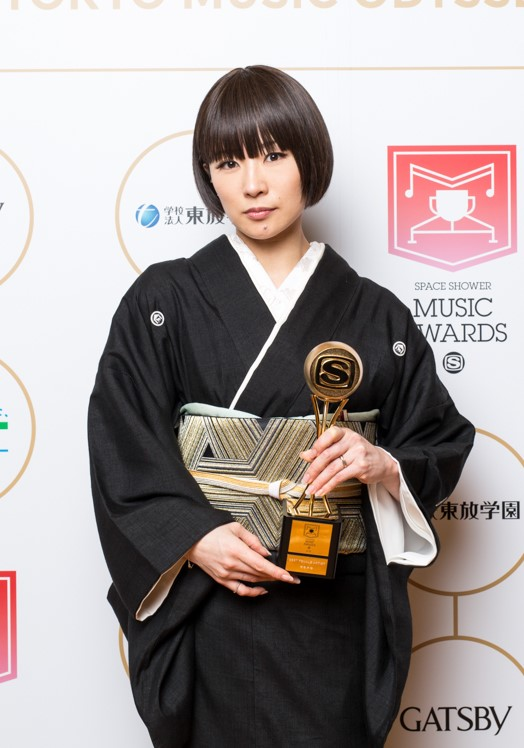
Ringo Shiina
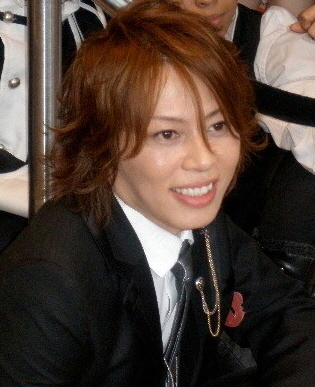
T.M. Revolution
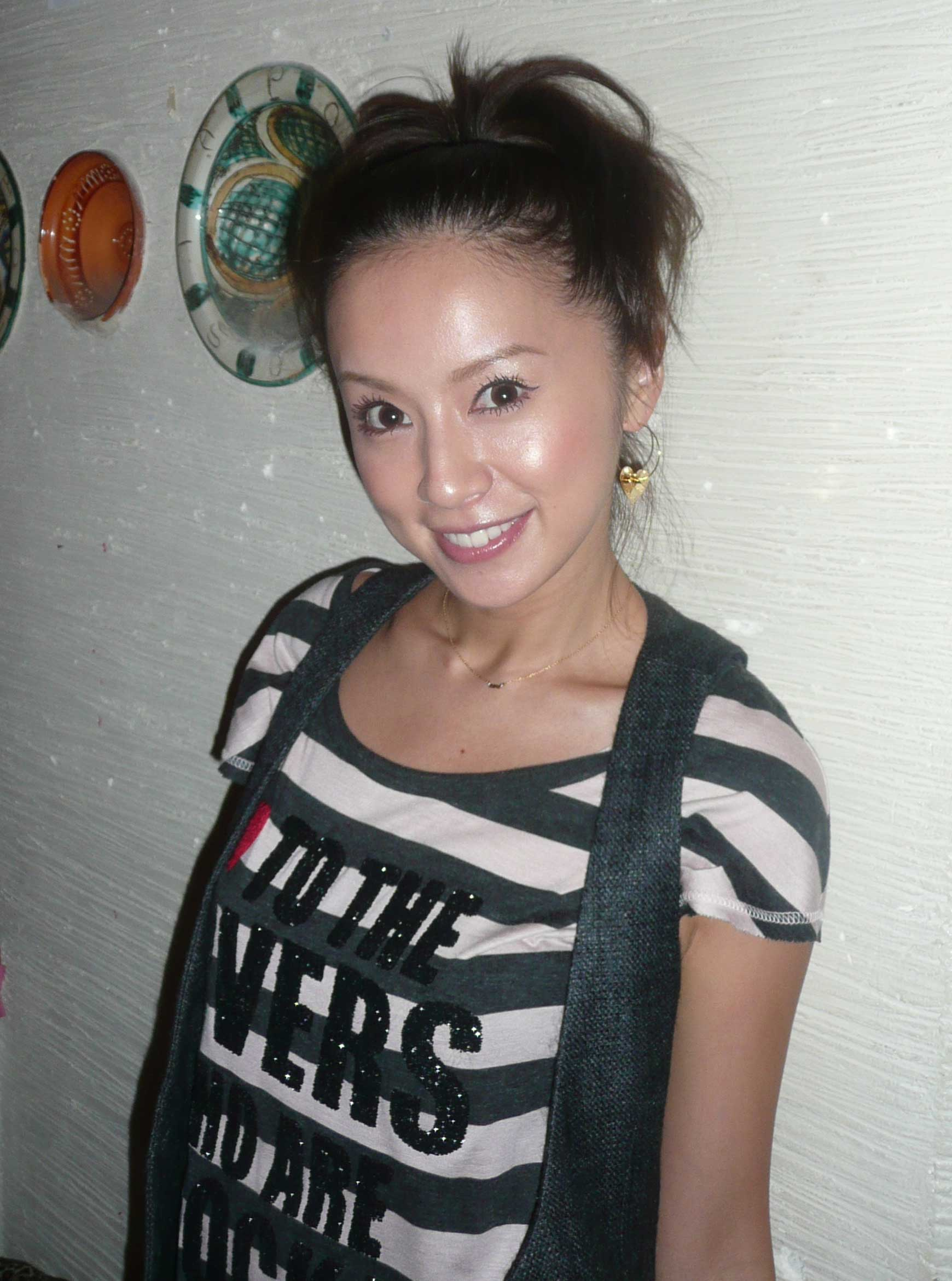
Ami Suzuki
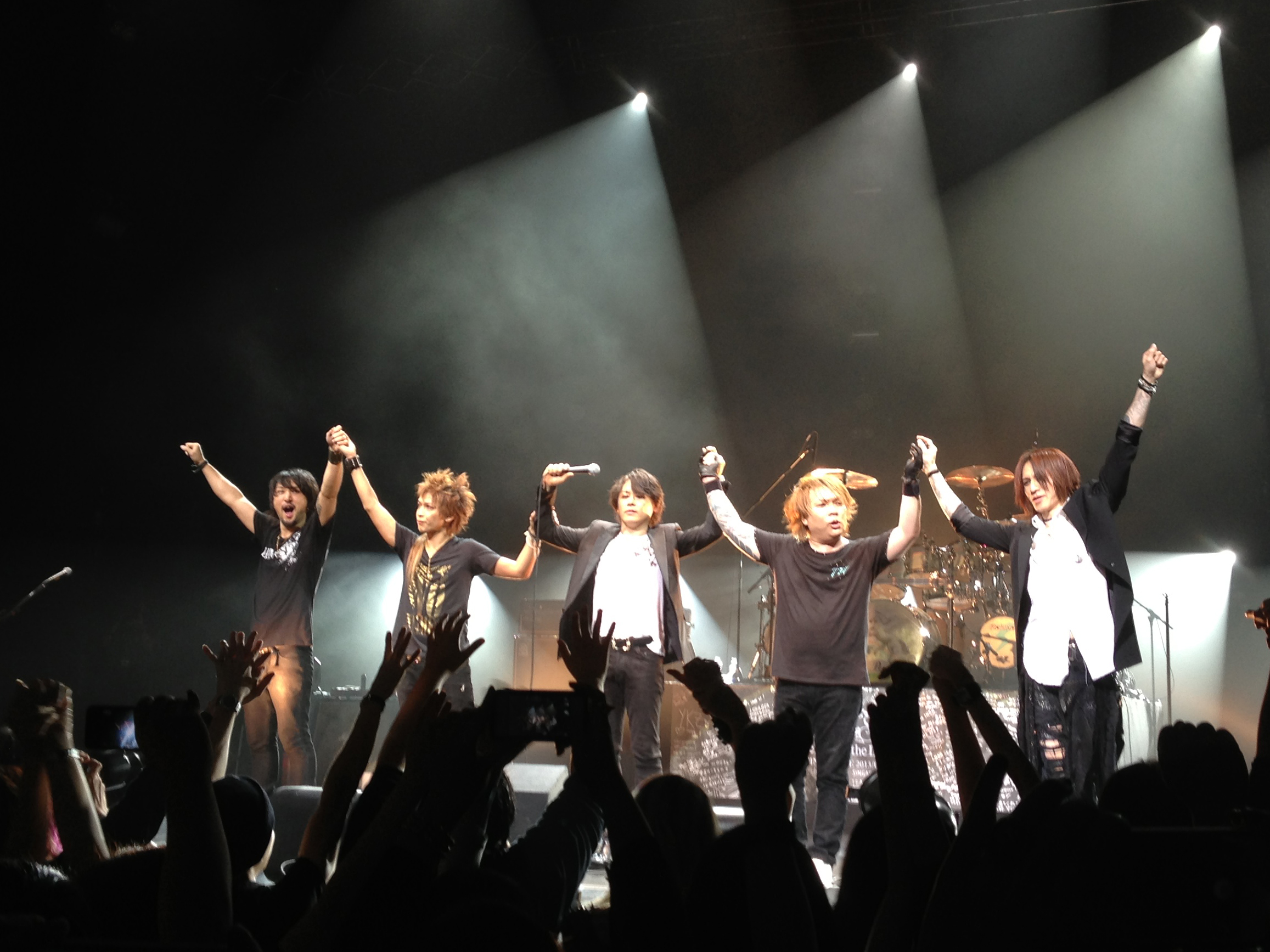
Luna Sea
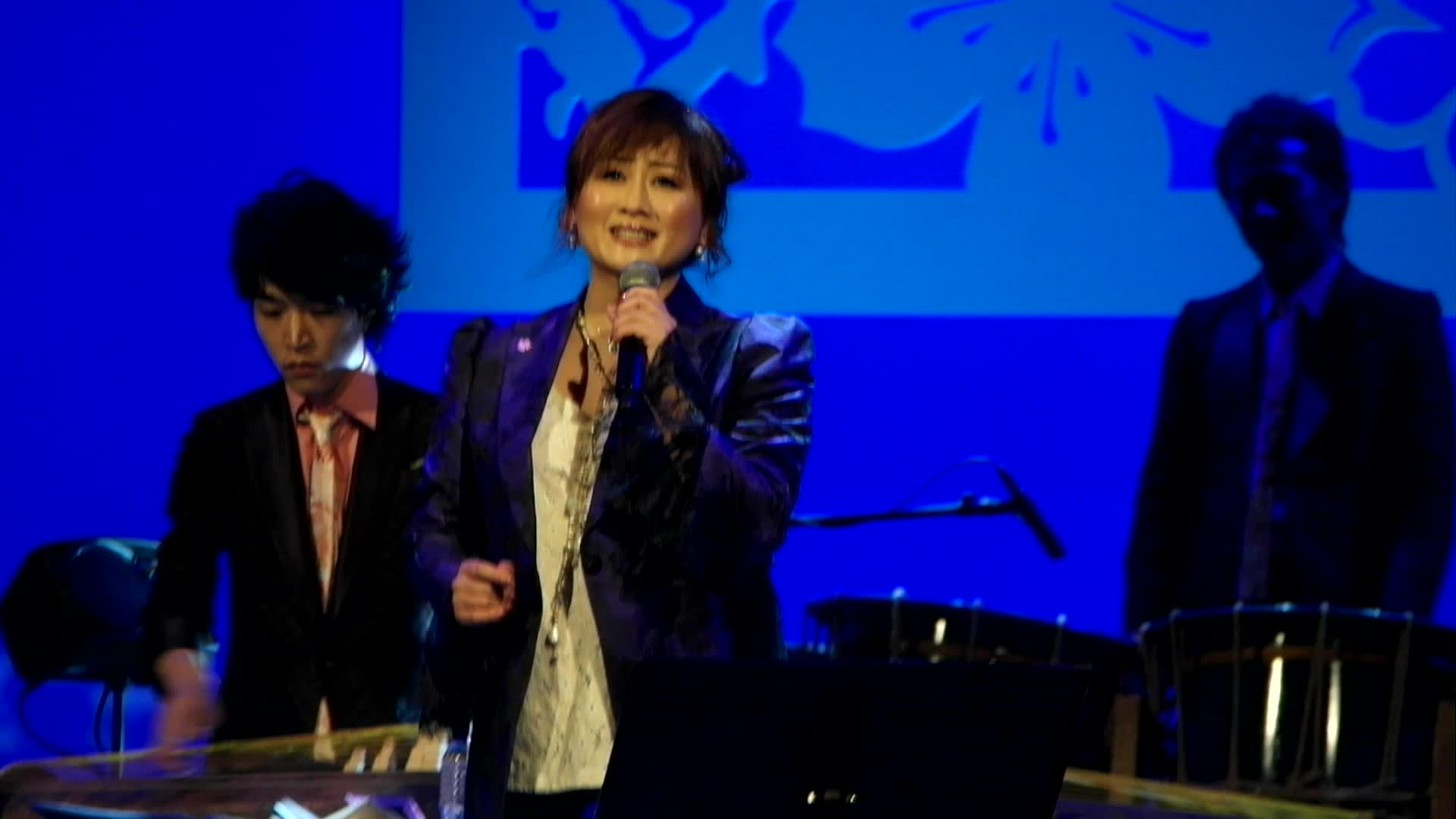
Misato Watanabe
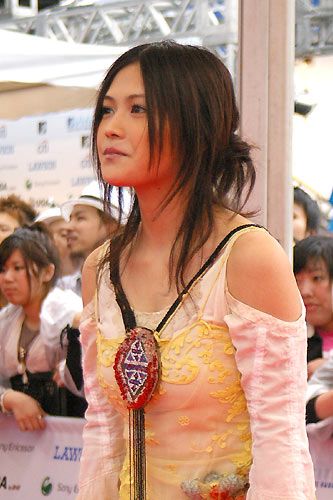
Yui
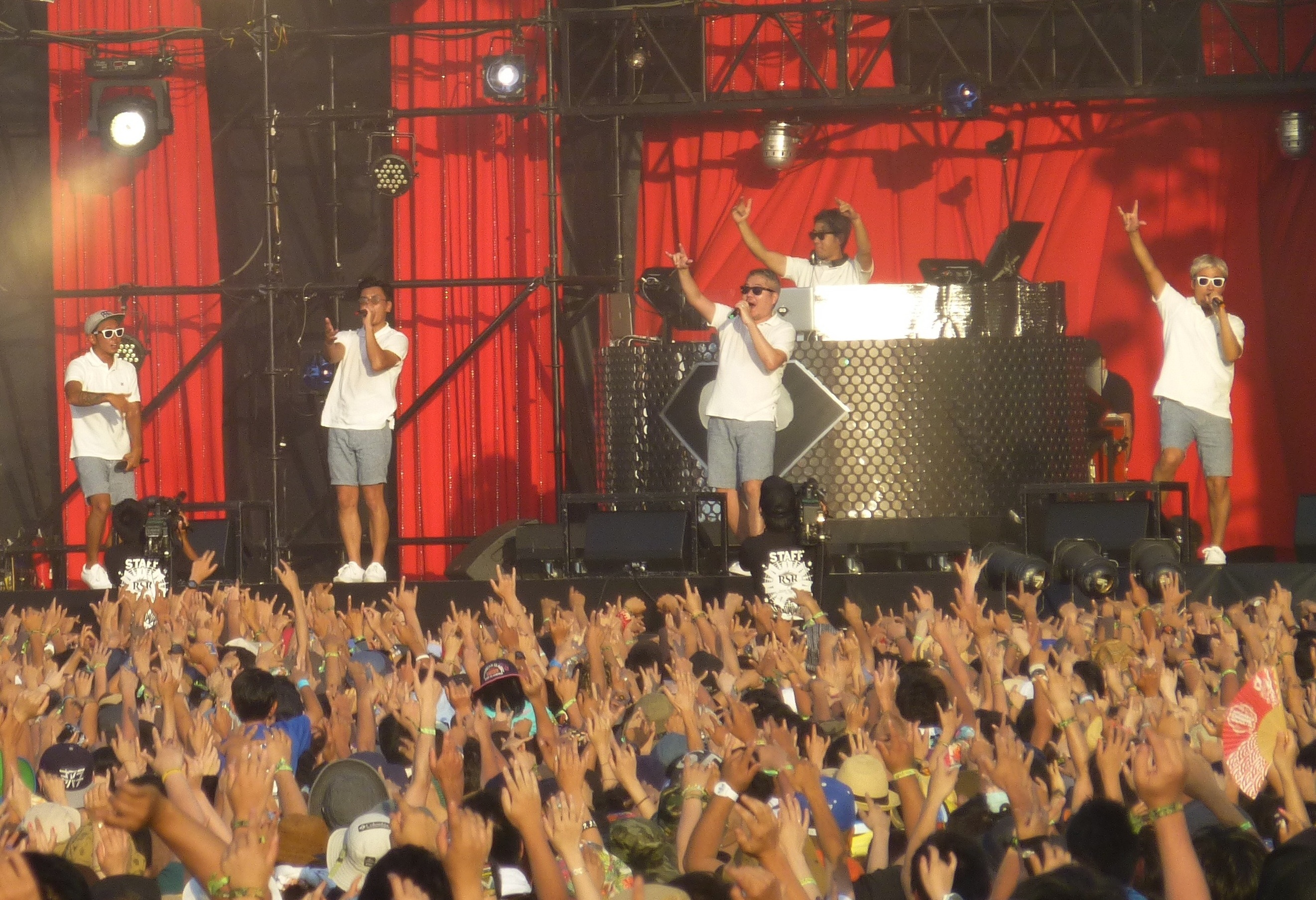
RIP SLYME
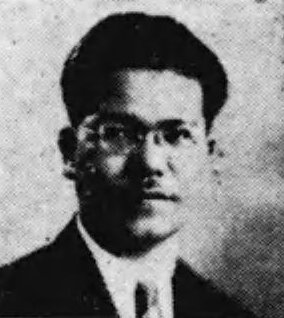
Masao Koga
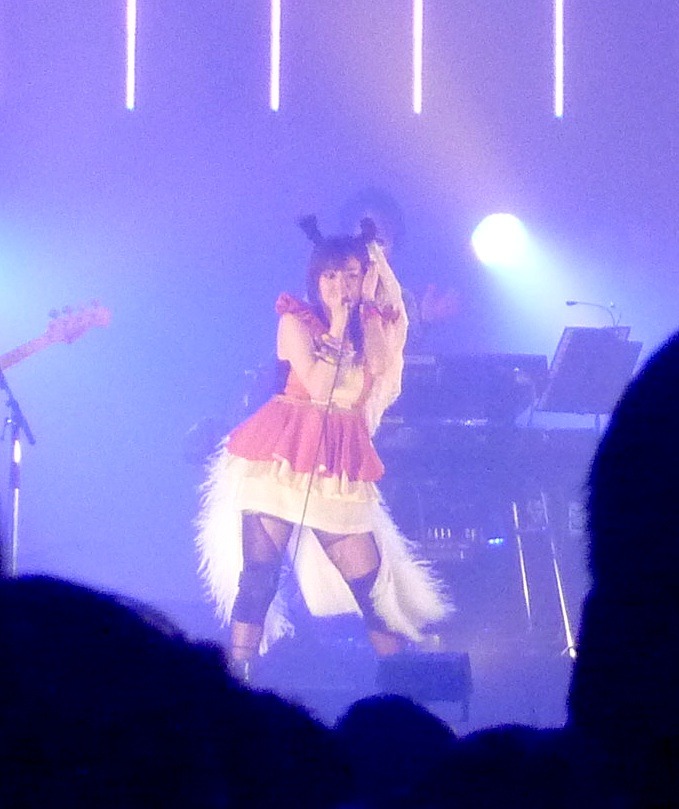
Chara
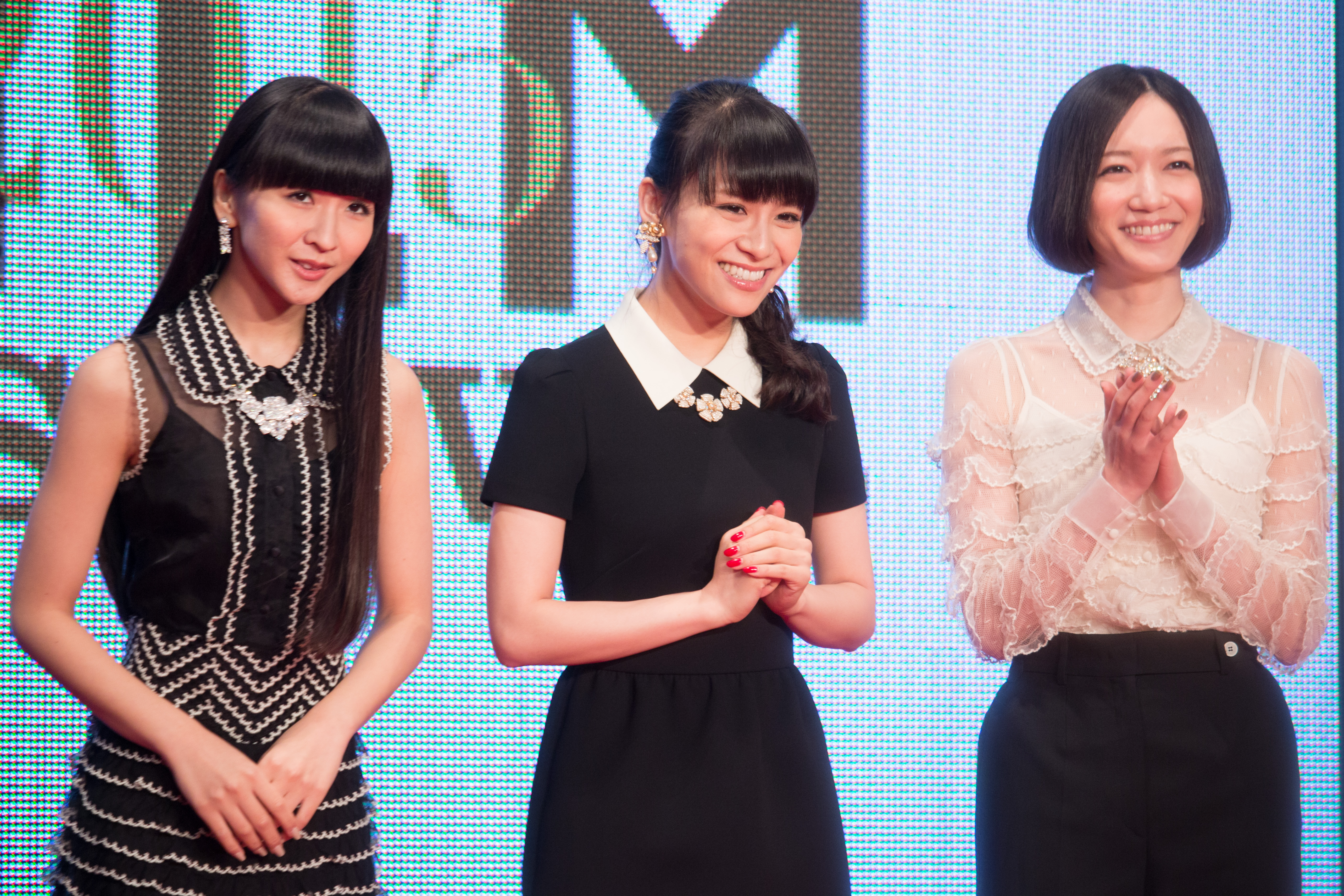
Perfume
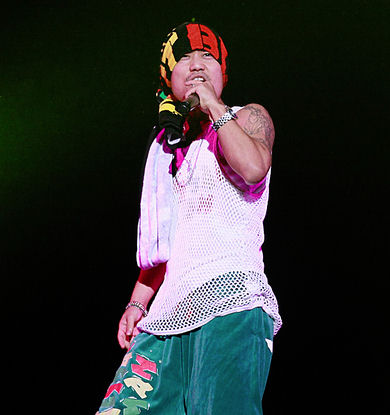
Shōnan no Kaze
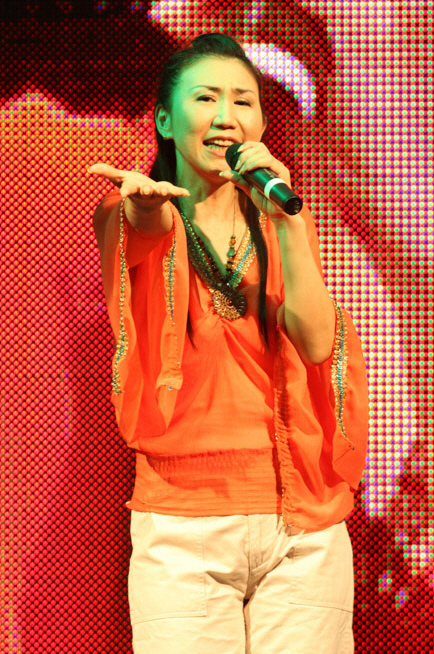
Yoko Takahashi
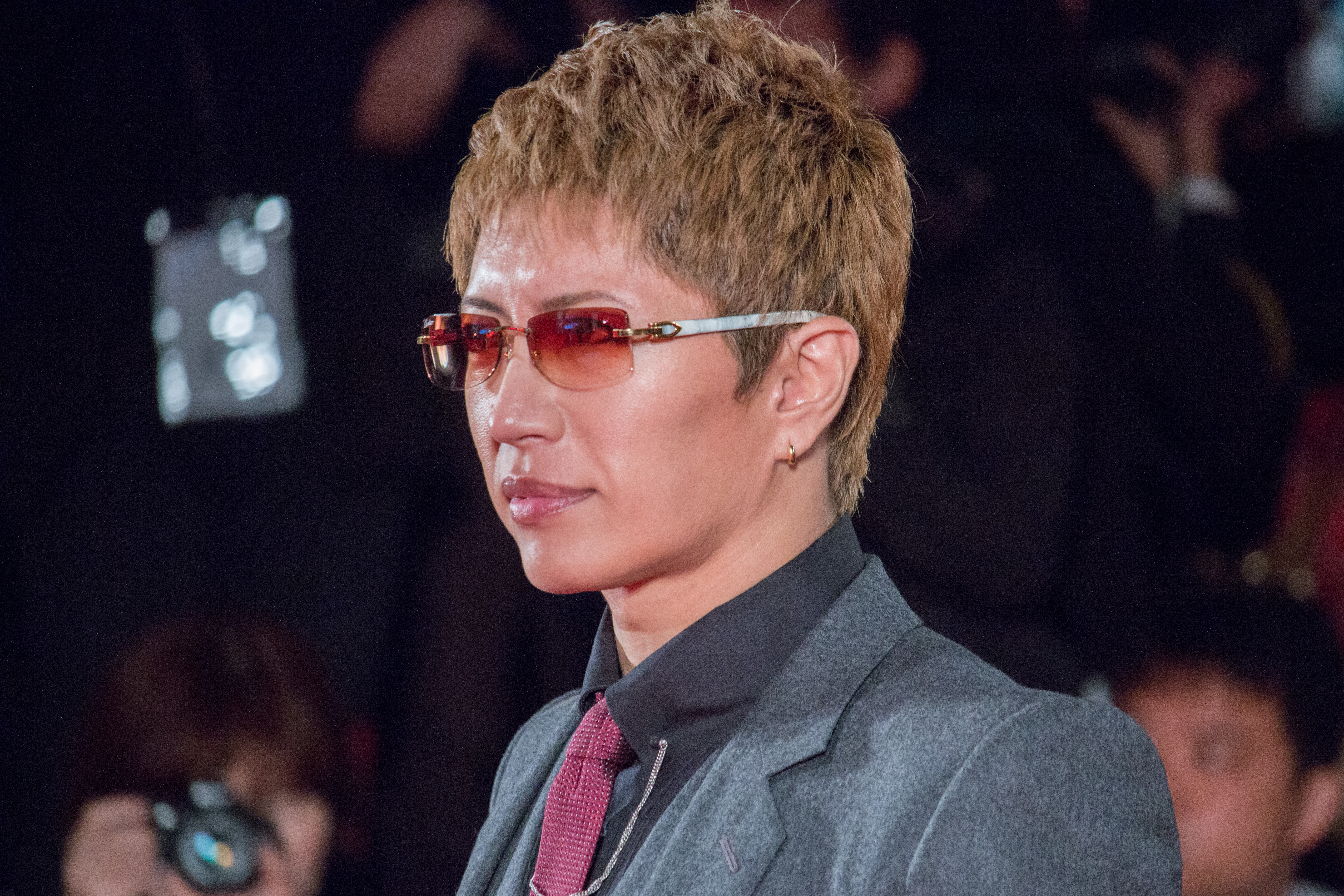
Gackt
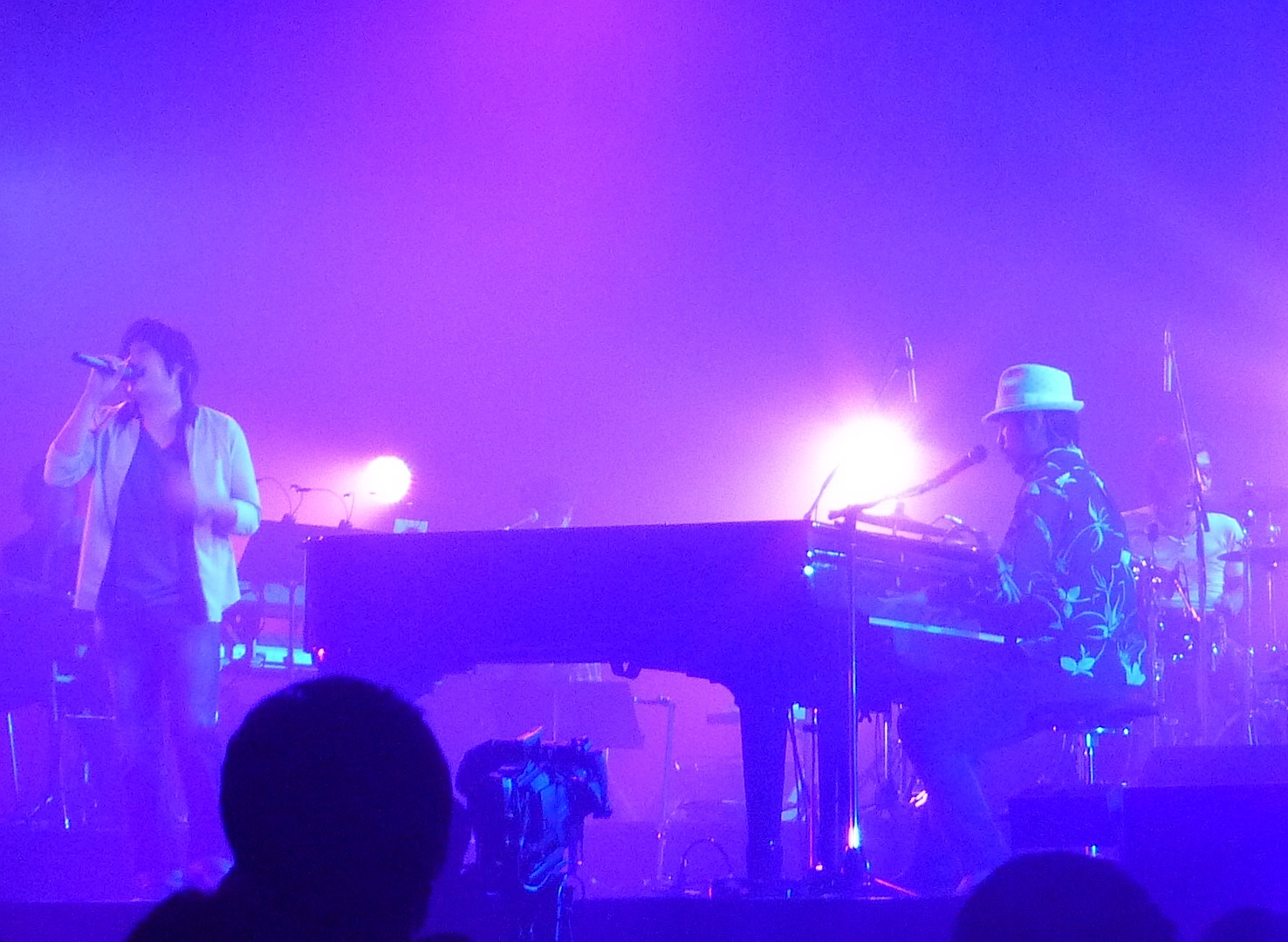
Sukima Switch
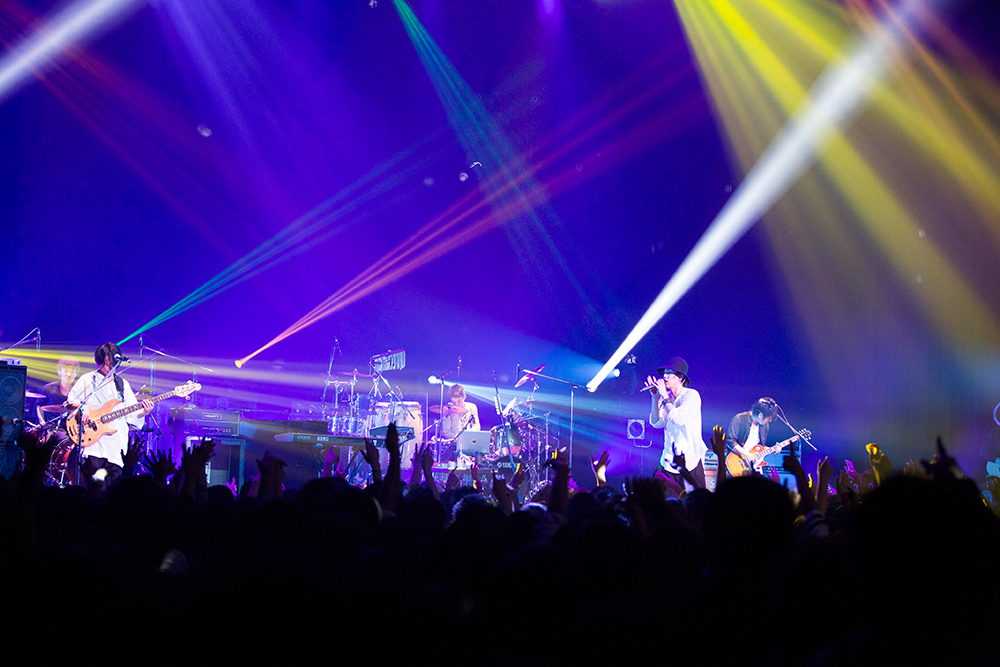
Radwimps
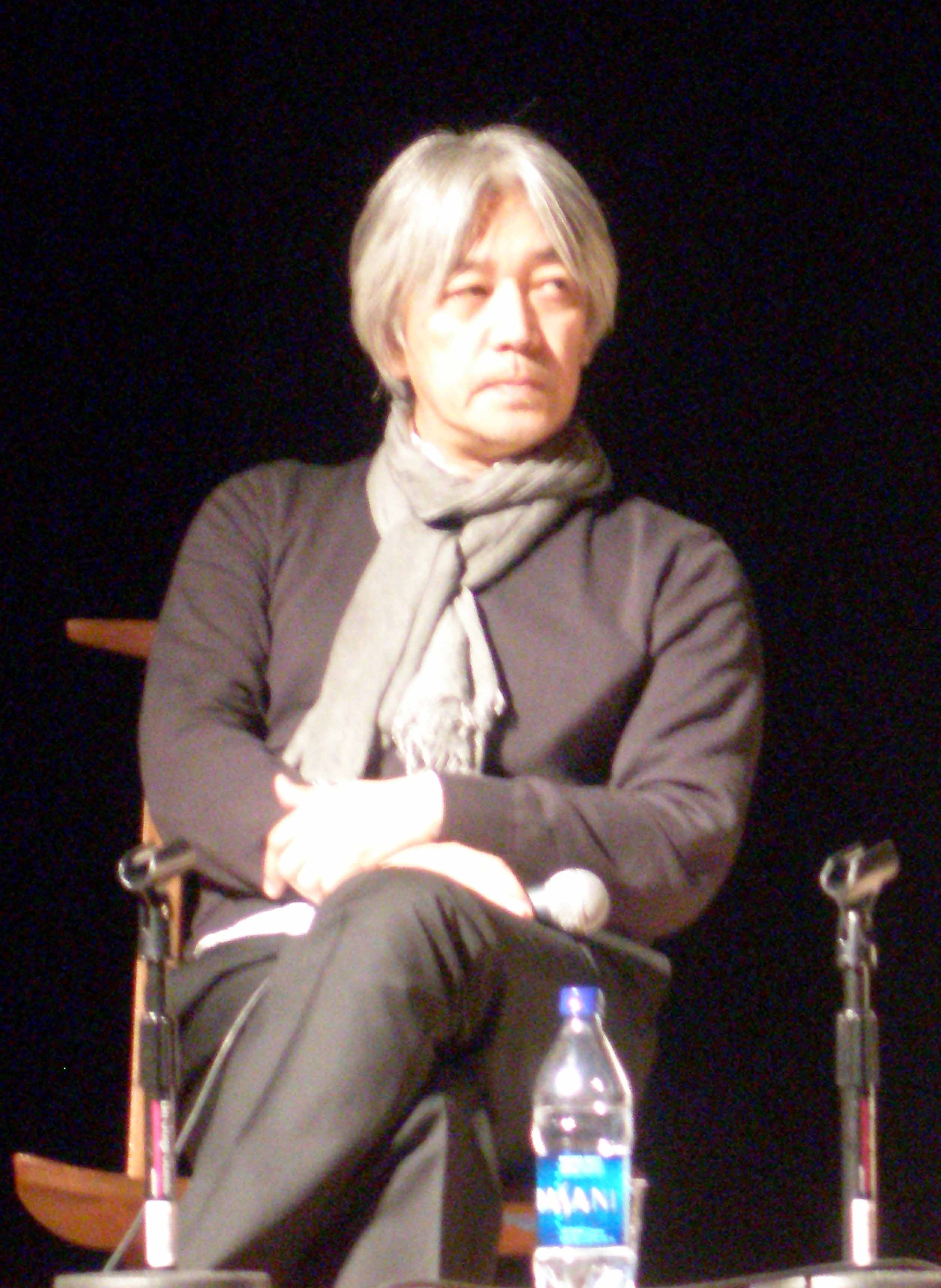
Ryūichi Sakamoto
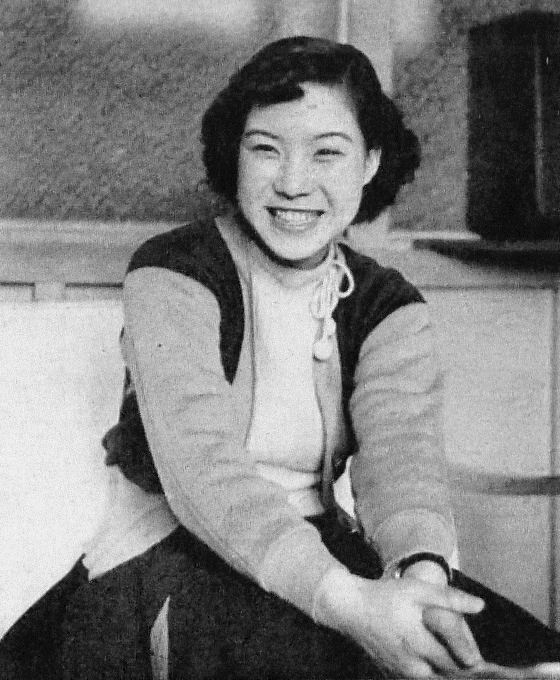
Chiyoko Shimakura
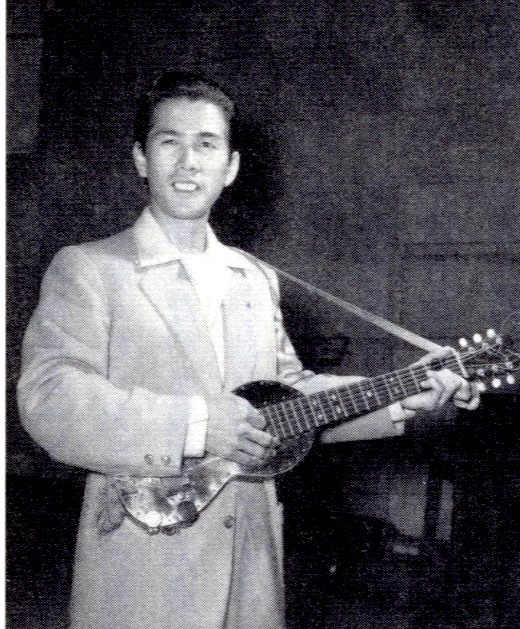
Yoshio Tabata
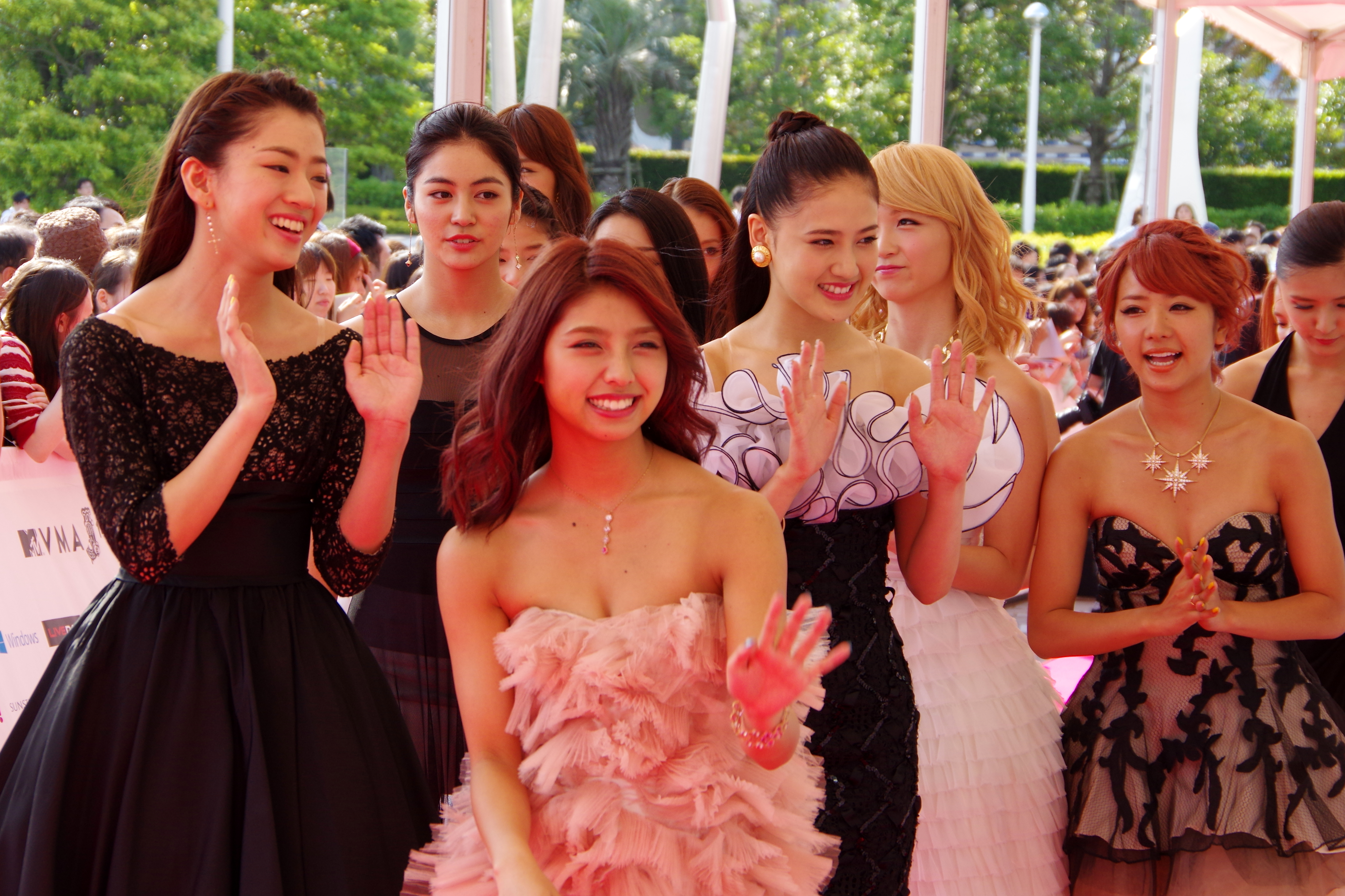
E-Girls
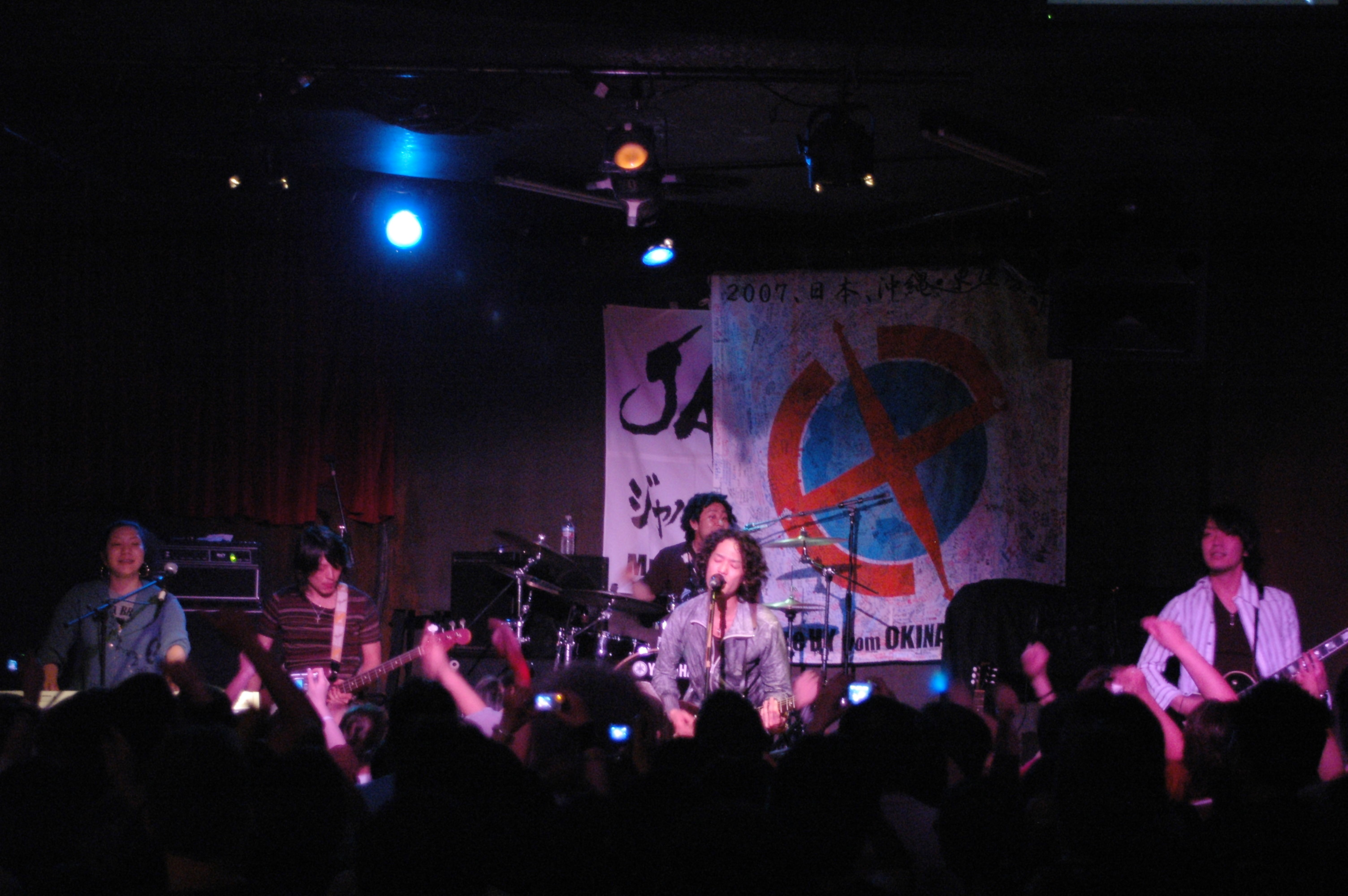
HY
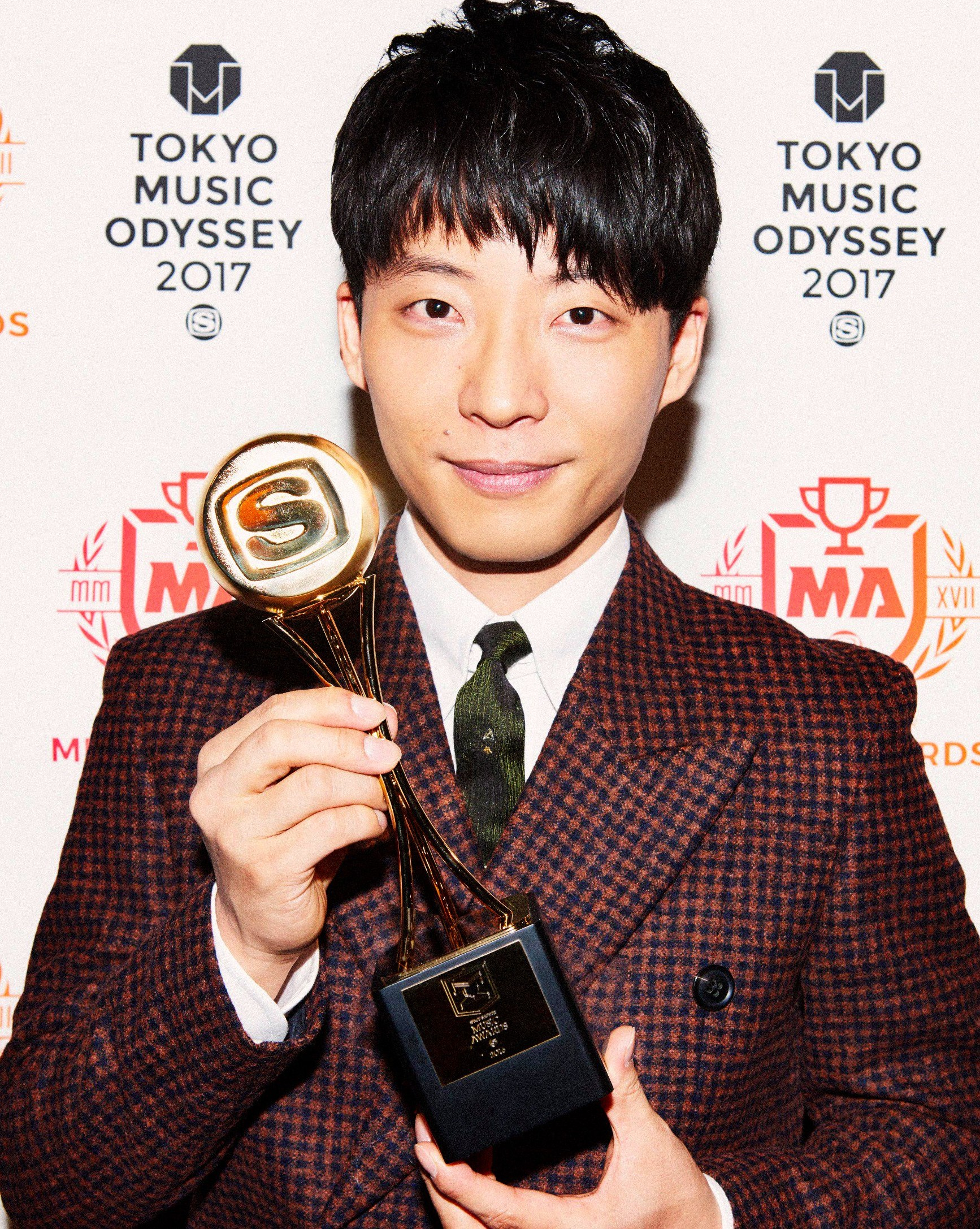
Gen Hoshino
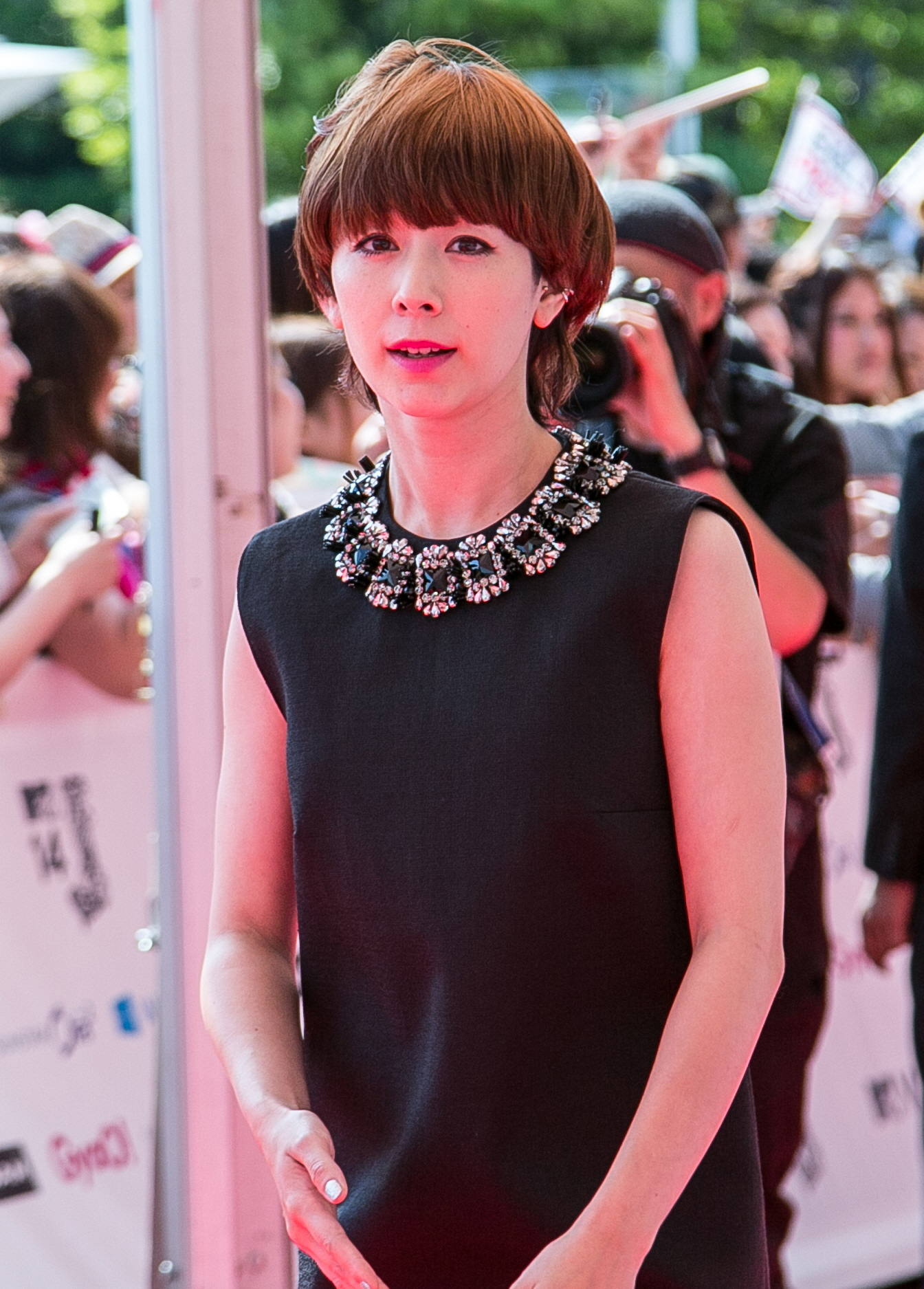
Kaela Kimura
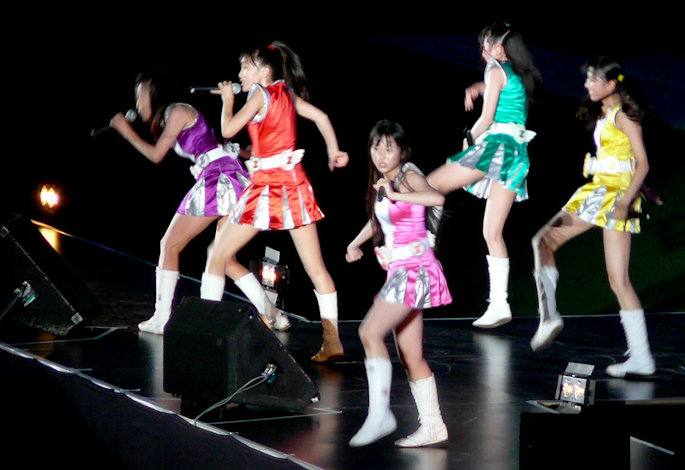
Momoiro Clover Z
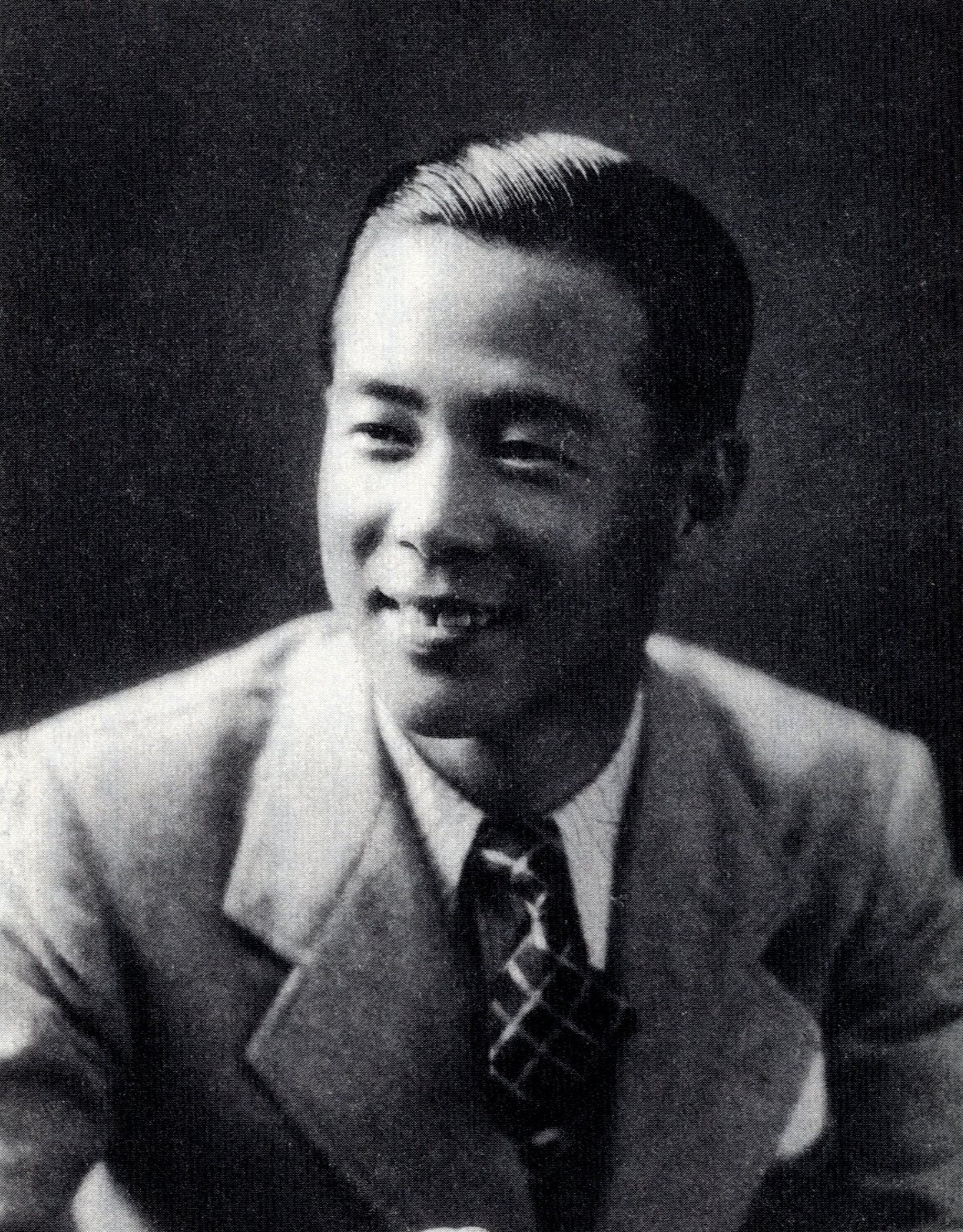
Ichirō Fujiyama
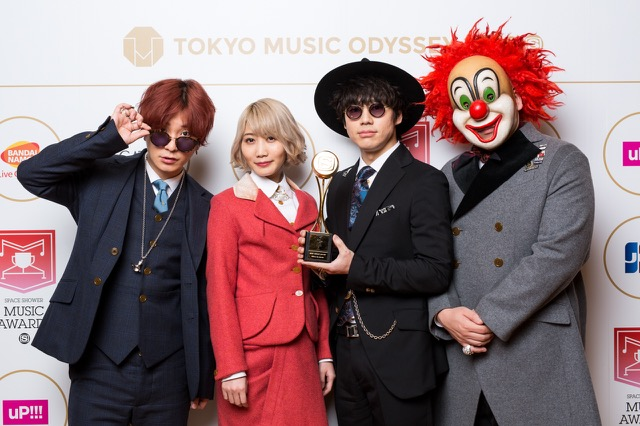
SEKAI NO OWARI
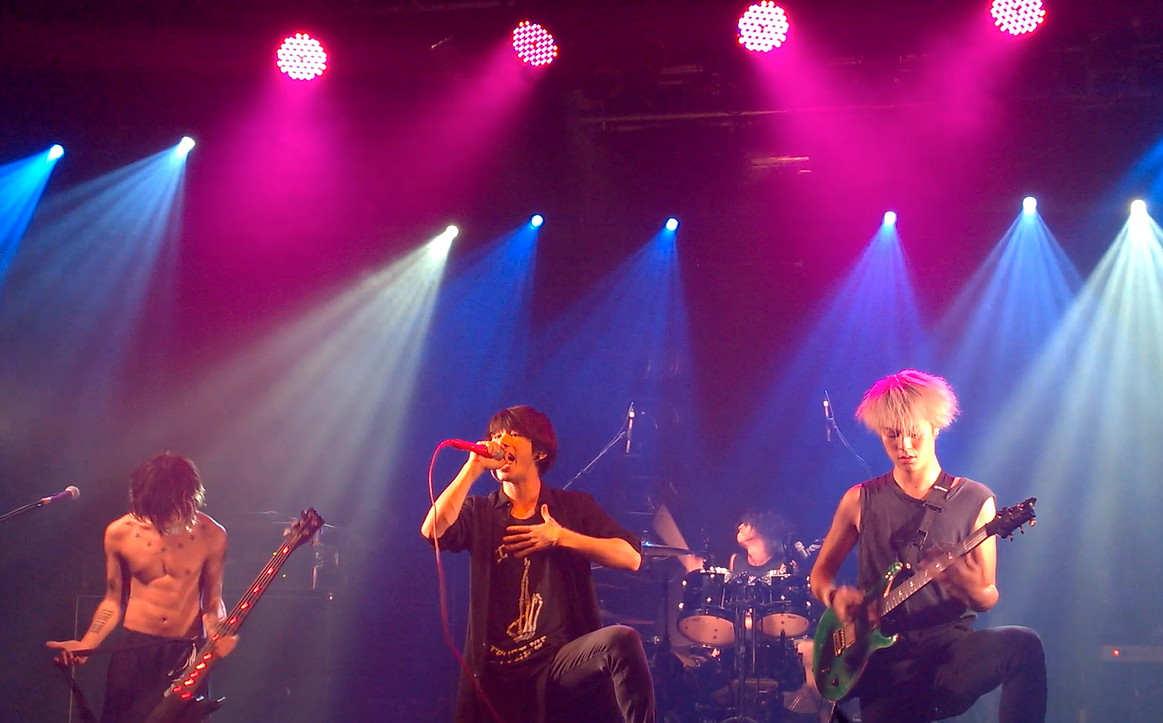
One Ok Rock
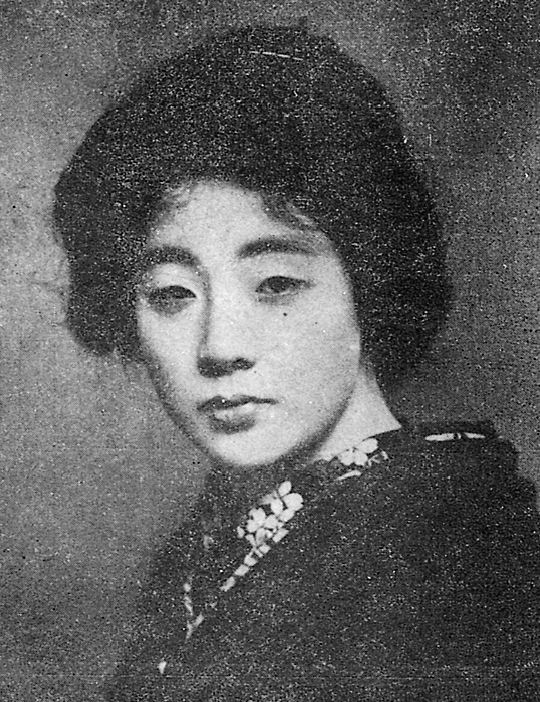
Sumako Matsui
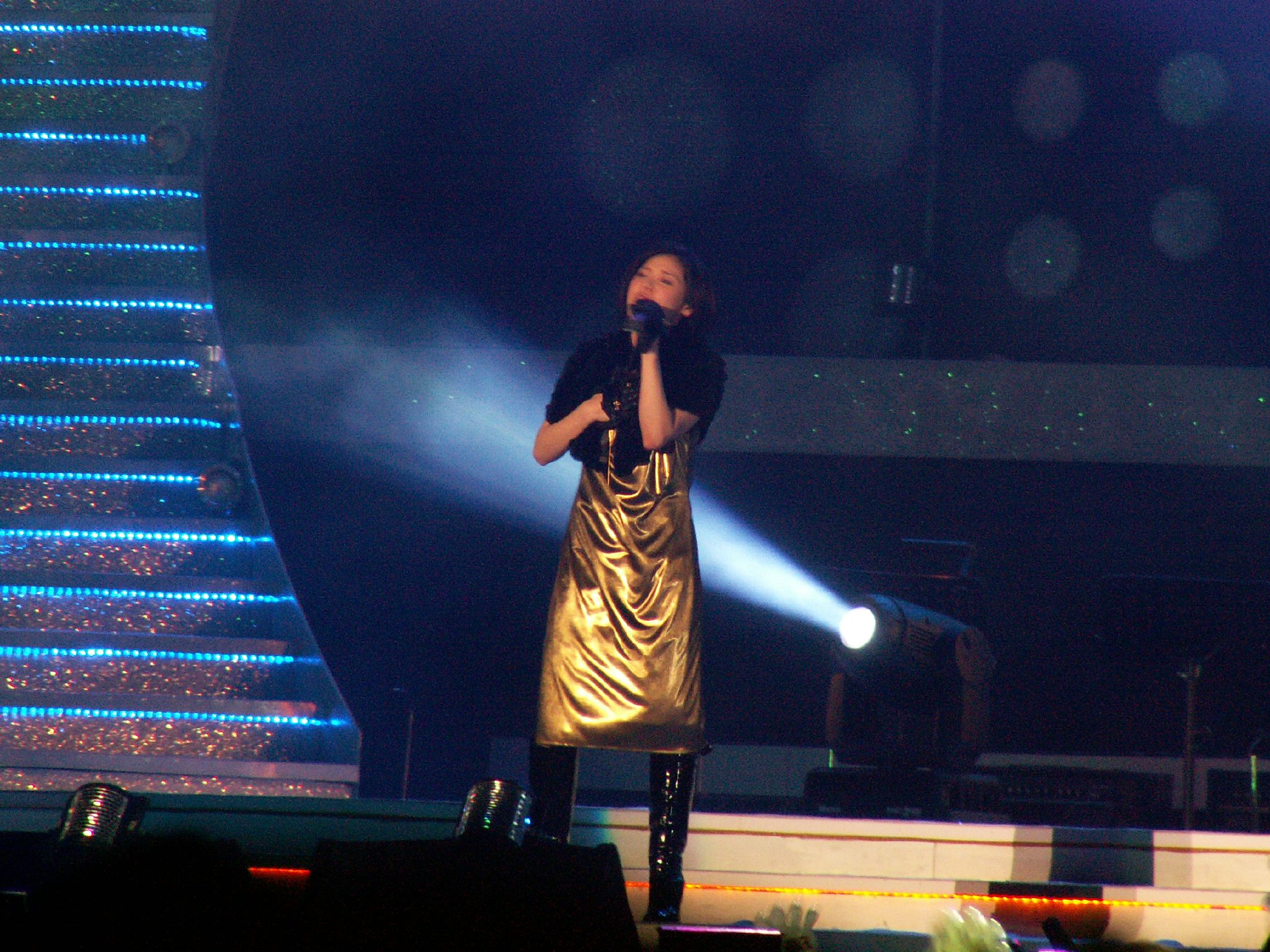
Aya Matsuura
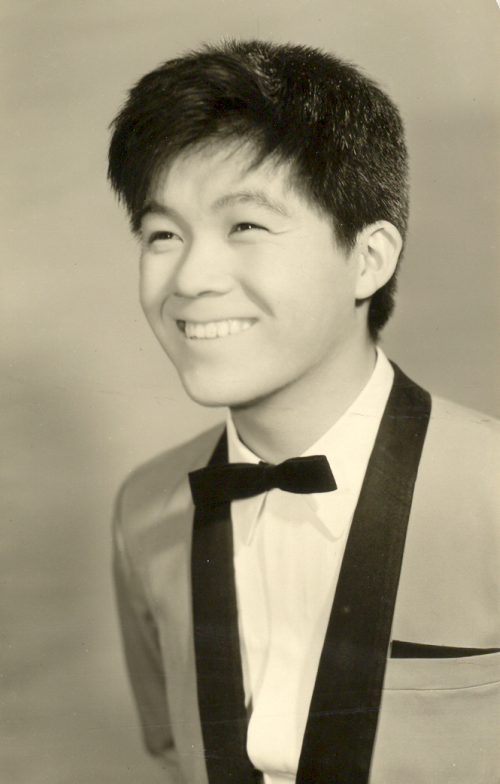
Kyū Sakamoto
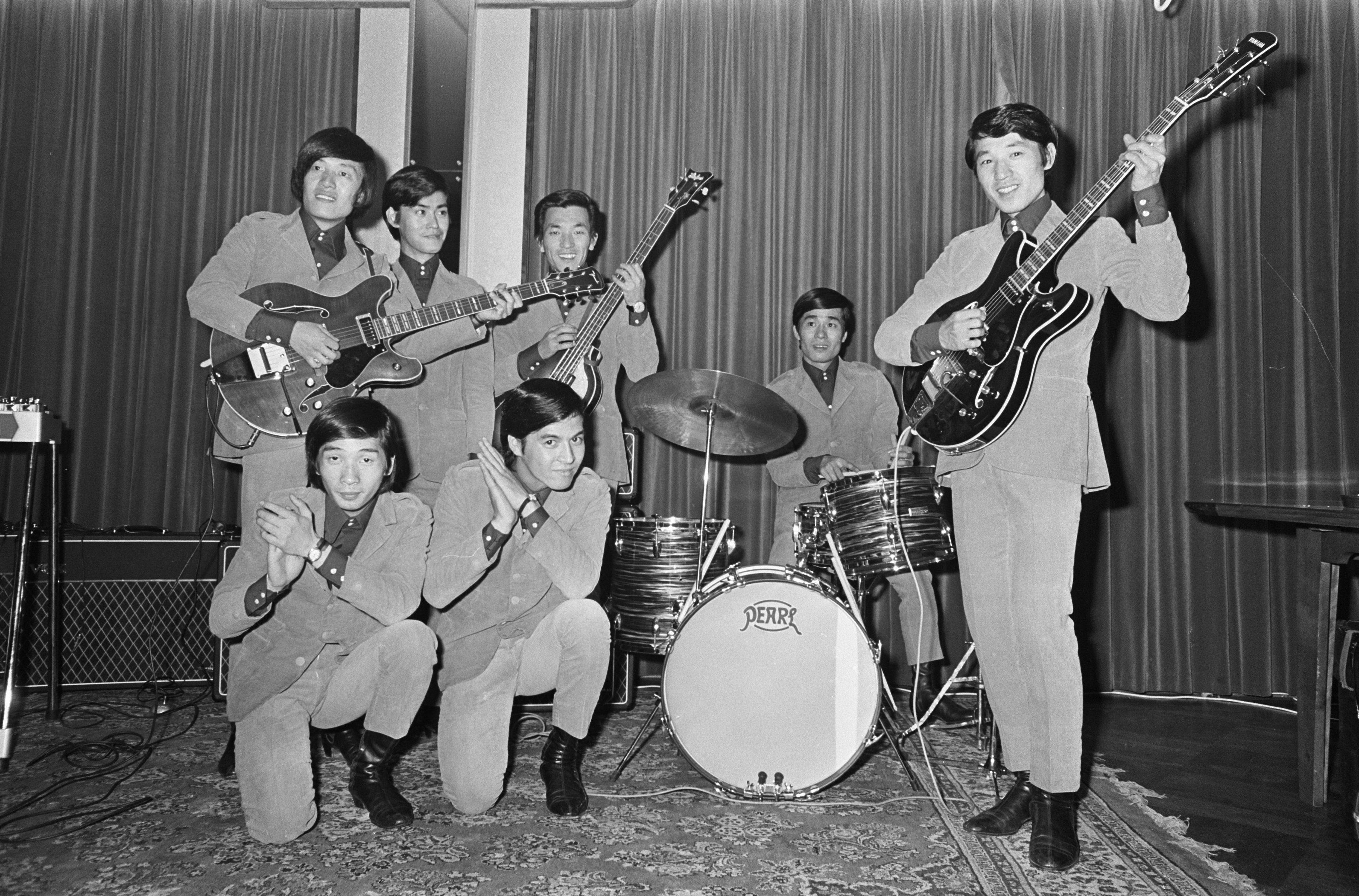
The Spiders

| Artysta                                                          | Aktywność                                          | Gatunek | Całkowita sprzedaż (w milionach) | Źródło                                                                  |
| ---------------------------------------------------------------- | -------------------------------------------------- | --- | -------------------------------- | ----------------------------------------------------------------------- |
| THE YELLOW MONKEY                                                | 1988–2004, od 2016                                 | Rock / Hard rock / Disco / rock progresywny / Pop / World music | 9,65 mln                         | [ 312 ]                                                                 |
| Ringo Shiina                                                     | 1998–2003, od 2006                                 | Rock | 9,6 mln                          | [ 315 ] [ 316 ]                                                         |
| T.M. Revolution                                                  | od 1990/1996                                       | Synth rock / Pop / Rock / World music | 9,6 mln                          | [ 318 ]                                                                 |
| NMB48                                                            | od 2011                                            | Pop | 9,499 mln                        | [ 320 ]                                                                 |
| KAT-TUN                                                          | od 2001                                            | Pop / Rock / Teen pop | 9,45 mln                         | [ 322 ]                                                                 |
| Ketsumeishi                                                      | od 1993                                            | Hip-hop / Pop / Rock / World music | 8,9 mln                          | [ 324 ]                                                                 |
| MAX                                                              | od 1995                                            | Pop / Rock / Dance-pop | 8,6 mln                          | [ 327 ]                                                                 |
| Chisato Moritaka                                                 | od 1988                                            | Muzyka taneczna / Pop / Rock | 8,4 mln                          | [ 329 ]                                                                 |
| Mayo Okamoto                                                     | od 1995                                            | Pop | 8,4 mln                          | [ 331 ]                                                                 |
| Mika Nakashima                                                   | od 2001                                            | Pop / Rock / World music / Contemporary pop & rock / Jazz | 8,2 mln                          | [ 333 ] [ 334 ]                                                         |
| Hideaki Tokunaga                                                 | od 1986                                            | Pop / Rock / Jazz / Adult contemporary / Contemporary pop & rock / Contemporary jazz | 8,05 mln                         | [ 336 ]                                                                 |
| Dragon Ash                                                       | od 1996                                            | Heavy metal / rap metal / rock alternatywny / Pop alternatywny / Indie rock / punk rock | 7,9 mln                          | [ 338 ]                                                                 |
| Ami Suzuki                                                       | od 1998                                            | Pop / Rock | 7,8 mln                          | [ 340 ]                                                                 |
| Luna Sea                                                         | 1989–2000, od 2010                                 | Hard rock / Pop / Rock | 7,4 mln                          | [ 230 ]                                                                 |
| Masayuki Suzuki                                                  | od lat 80. XX wieku                                | Hip-hop / doo wop | 7,4 mln                          | [ 345 ] [ 346 ]                                                         |
| Superfly                                                         | od 2004/2007                                       | Pop / Pop-rock / blues | 7,35 mln                         | [ 349 ]                                                                 |
| V6                                                               | od 1995                                            | Pop | 7,1 mln                          | [ 352 ]                                                                 |
| Bump of Chicken                                                  | od 1999                                            | Pop / Rock / World music | 7,05 mln                         | [ 354 ]                                                                 |
| Shizuka Kudō                                                     | od 1986                                            | Pop | 7 mln                            | [ 357 ]                                                                 |
| Keyakizaka46                                                     | od 2015                                            | Pop | 6,576 mln                        | [ 358 ]                                                                 |
| NEWS                                                             | od 2003                                            | Pop | 6,4 mln                          | [ 361 ]                                                                 |
| Off Course                                                       | 1969–1989                                          | Pop / Rock / World music / Folk rock / rock psychodeliczny / Garage rock | 6,25 mln                         | [ 147 ] [ 363 ]                                                         |
| Misato Watanabe                                                  | od 1985                                            | Pop / Rock / World music | 6,1 mln                          | [ 366 ]                                                                 |
| Kiyoshi Hikawa                                                   | od 2002                                            | Pop / Rock / World music / Enka | 6,05 mln                         | [ 368 ]                                                                 |
| Yuki Koyanagi                                                    | od 1999                                            | Pop | 6 mln                            | [ 370 ]                                                                 |
| Tomoko Kawase                                                    | od 1995                                            | Pop / Rock / Muzyka elektroniczna / Muzyka klubowa / Muzyka taneczna / Teen pop | 5,75 mln                         | [ 372 ] [ 373 ] [ 374 ]                                                 |
| Remioromen                                                       | od 2000 / 2003                                     | Pop / Rock / World music | 5,65 mln                         | [ 376 ]                                                                 |
| Tatsurō Yamashita                                                | od 1980                                            | Pop / Rock / World music | 5,4 mln                          | [ 378 ]                                                                 |
| Ikimonogakari                                                    | 1999/2006–2017 (zawieszenie działalności)          | Pop / Rock | 5,4 mln                          | [ 381 ]                                                                 |
| Kiroro                                                           | od 1995/1998                                       | Pop / Rock / World music | 5,4 mln                          | [ 384 ]                                                                 |
| Tatsuro Yamashita                                                | od 1970                                            | Pop | 5,4 mln                          | [ 386 ]                                                                 |
| Kiyoshi Hikawa                                                   | od 2000                                            | Pop / Rock / World music / Enka | 5,35 mln                         | [ 389 ]                                                                 |
| J Soul Brothers                                                  | od 1999                                            | Pop / Rock / Muzyka elektroniczna / Muzyka klubowa / Muzyka taneczna / Dance-pop | 5,2 mln                          | [ 391 ]                                                                 |
| Anri                                                             | od 1978                                            | Pop / Rock / World music | 5,1 mln                          | [ 394 ]                                                                 |
| Ulfuls                                                           | 1988 / 1992–2009, od 2015                          | Rock | 5 mln                            | [ 396 ]                                                                 |
| Aqua Times                                                       | od 2003 / 2005                                     | Pop / Rock / rock alternatywny / Pop-rock | 4,9 mln                          | [ 399 ]                                                                 |
| Yui                                                              | od 2004                                            | Pop / Rock / World music | 4,85 mln                         | [ 401 ]                                                                 |
| Wink                                                             | 1988–1996                                          | Pop | 4,8 mln                          | [ 404 ]                                                                 |
| Masayuki Suzuki                                                  | od lat 80. XX wieku                                | Hip-hop / Doo wop | 4,6 mln                          | [ 405 ]                                                                 |
| RIP SLYME                                                        | od 1994 / 2001                                     | Hip-hop | 4,6 mln                          | [ 407 ]                                                                 |
| Masato Shimon                                                    | 1966–1993                                          | Dziecięca poezja śpiewana | 4,548 mln                        | [ 39 ]                                                                  |
| The Brilliant Green                                              | 1995 / 1997 / 1998–2001, 2003, 2007, 2010, od 2017 | rock alternatywny / Pop alternatywny / Indie rock / Pop / Post grunge / Pop-rock | 4,5 mln                          | [ 374 ]                                                                 |
| Masao Koga                                                       | 1931–1978                                          | Enka | 4,41 mln                         | [ 414 ]                                                                 |
| Chara                                                            | od 1990                                            | Pop / Rock / World music / Indie rock | 4,4 mln                          | [ 418 ]                                                                 |
| Perfume                                                          | od 2000                                            | Pop / techno | 4,2 mln                          | [ 420 ]                                                                 |
| HKT48                                                            | od 2011                                            | Pop | 4,058 mln                        | [ 423 ]                                                                 |
| Love Psychedelico                                                | od 1997 / 2000 / 2001                              | Pop / rock alternatywny / Pop-rock | 4 mln                            | [ 427 ]                                                                 |
| Shazna                                                           | 1993–2000, 2006–2009                               | Rock / Pop / Pop-rock / rock alternatywny / Rock progresywny | 4 mln                            | [ 430 ]                                                                 |
| Kimimaro Ayanokoji                                               | od 2003                                            | World music | 3,75 mln                         | [ 433 ]                                                                 |
| Bennie K                                                         | od 1999 / 2001                                     | Hip-hop / R&B / Urban | 3,55 mln                         | [ 435 ]                                                                 |
| UVERworld                                                        | od 2002                                            | Pop / Rock / World music | 3,55 mln                         | [ 437 ]                                                                 |
| Chihiro Onitsuka                                                 | od 2001                                            | Pop / Rock / World music / rock alternatywny | 3,45 mln                         | [ 439 ]                                                                 |
| Hikaru Genji                                                     | 1987–1995                                          | Pop / Rock | 3,4 mln                          | [ 442 ]                                                                 |
| Shōnan no Kaze                                                   | od 2003                                            | Reggae | 3,3 mln                          | [ 445 ]                                                                 |
| Eri Hiramatsu                                                    | od 1989                                            | Pop | 3,2 mln                          | [ 447 ]                                                                 |
| Kana Nishino                                                     | od 2008                                            | Pop | 3,15 mln                         | [ 450 ]                                                                 |
| Kōshi Inaba                                                      | od 1987                                            | pop / rock / World music | 3,05 mln                         | [ 212 ] [ 452 ]                                                         |
| Futaba Yuriko                                                    | od 1957                                            | Enka | ponad 3 mln                      | [ 454 ]                                                                 |
| Kentaro Hayami, Ayumi Shigemori, Himawari Kids, Dango Gasshoudan | 1999                                               | Tango | 3 mln                            | [ 455 ] [ 456 ]                                                         |
| Akira Terao                                                      | od 1966                                            | Rock / Pop / Adult-oriented rock / Funk / Soul | 3 mln                            | [ 460 ]                                                                 |
| Miwa Yoshida                                                     | od 1988                                            | Pop / Rock / World music | 2,99 mln                         | [ 212 ] [ 462 ]                                                         |
| W-inds                                                           | od 2000 / 2001                                     | Hip-hop | 2,9 mln                          | [ 465 ]                                                                 |
| Gackt                                                            | od 1995                                            | Pop / Rock | 2,8 mln                          | [ 467 ] [ 468 ]                                                         |
| J-FRIENDS                                                        | 1997–2003                                          | Pop | 2,7 mln                          | [ 471 ]                                                                 |
| Yoko Takahashi                                                   | od 1991                                            | Pop | 2,65 mln                         | [ 474 ]                                                                 |
| Mariko Takahashi                                                 | od 1978                                            | Pop / Jazz / Muzyka klasyczna | 2,6 mln                          | [ 478 ]                                                                 |
| Unicorn                                                          | 1986–1993, od 2009                                 | Pop / Rock / Pop alternatywny / rock alternatywny / Indie rock / Progrock | 2,6 mln                          | [ 480 ]                                                                 |
| Sukima Switch                                                    | od 1999 / 2003                                     | rock alternatywny / Pop-rock / Jazz-fusion | 2,6 mln                          | [ 483 ]                                                                 |
| Haruo Minami                                                     | 1956–2001                                          | Pop / Rokyoku | 2,5 mln                          | [ 486 ] [ 487 ]                                                         |
| Radwimps                                                         | od 2001                                            | Rock | 2,45 mln                         | [ 490 ]                                                                 |
| Hi-STANDARD                                                      | 1991–2000, od 2011                                 | Punk / Punk-rock | 2,2 mln                          | [ 493 ]                                                                 |
| Kaori Mizumori                                                   | od 1995                                            | Enka | 2,2 mln                          | [ 495 ]                                                                 |
| Hiromi Iwasaki                                                   | od 1975                                            | Pop | 2,2 mln                          | [ 498 ] [ 499 ]                                                         |
| Kazutoshi Sakurai                                                | od 1988                                            | Rock / Pop / Contemporary pop & rock | 2,09 mln                         | [ 212 ]                                                                 |
| Megumi Hayashibara                                               | od 1986                                            | Anison / Pop | 2 mln                            | [ 503 ]                                                                 |
| Osamu Minagawa                                                   | od 1969                                            | Pop | 2 mln lub 2,3 mln                | [ 48 ] [ 506 ]                                                          |
| Ryūichi Sakamoto                                                 | od 1978                                            | Muzyka elektroniczna / Muzyka awangardowa / Muzyka klasyczna / World music / Pop / Rock / muzyka eksperymentalna / Rock progresywny / rock elektroniczny / muzyka filmowa / Jazz-rock (Fusion) / synth pop / ambient / Electro / Glitch | 2 mln                            | [ 509 ]                                                                 |
| Yūzō Kayama                                                      | od 1961                                            | Pop | 2 mln                            | [ 42 ]                                                                  |
| Chiyoko Shimakura                                                | 1954–2013                                          | Enka | 2 mln lub 2,3 mln                | [ 512 ] [ 513 ]                                                         |
| Gen Hoshino                                                      | od 2000                                            | Latin jazz / Folk | 1,95 mln                         | [ 515 ]                                                                 |
| Kaela Kimura                                                     | od 2004                                            | Pop / Rock | 1,95 mln                         | [ 517 ]                                                                 |
| Takako Matsu                                                     | od 1993                                            | Pop / Rock / World music | 1,8 mln                          | [ 520 ]                                                                 |
| Yoshio Tabata                                                    | 1939–2013                                          | Enka | ponad 1,8 mln                    | [ 523 ]                                                                 |
| One Ok Rock                                                      | od 2005                                            | Pop / Rock / rock alternatywny (Alt rock) / Indie rock / Hard rock / Punk-pop / Power-pop | 1,75 mln                         | [ 525 ]                                                                 |
| E-Girls                                                          | od 2011                                            | Pop / Rock | 1,7 mln                          | [ 528 ]                                                                 |
| HY                                                               | od 2000                                            | Indie rock / Pop / Rock / Hip-hop / Hard rock | 1,7 mln                          | [ 530 ]                                                                 |
| Rats & Star                                                      | od lat 80. XX wieku                                | Hip-hop / Doo wop | 1,7 mln                          | [ 346 ]                                                                 |
| B.B.Queens                                                       | 1990–1992, od 2011                                 | Pop | 1,64 mln                         | [ 533 ]                                                                 |
| Mari Hamada                                                      | od 1983                                            | Pop / Rock / Contemporary pop & rock | 1,6 mln                          | [ 536 ]                                                                 |
| Ai                                                               | od 2003                                            | Hip-hop / World music / Contemporary R&B | 1,55 mln                         | [ 538 ]                                                                 |
| Sexy Zone                                                        | od 2011                                            | Pop | 1,55 mln                         | [ 542 ]                                                                 |
| Nana Mizuki                                                      | od 2000                                            | Pop / Rock / World music | 1,5 mln                          | [ 544 ]                                                                 |
| Hideo Murata                                                     | 1958–2002                                          | Enka | 1,5 mln                          | [ 545 ]                                                                 |
| Momoiro Clover Z                                                 | od 2008                                            | Pop / Rock | 1,5 mln                          | [ 548 ]                                                                 |
| Ichirō Fujiyama                                                  | 1931–1993                                          | Ryūkōka | 1,4 mln lub 2 mln                | [ 552 ] [ 553 ]                                                         |
| Rina Aiuchi                                                      | od 2001                                            | Pop / Rock / World music / muzyka filmowa | 1,45 mln                         | [ 555 ]                                                                 |
| Junichi Inagaki                                                  | od 1982                                            | World music | 1,4 mln                          | [ 559 ]                                                                 |
| Ayako Fuji                                                       | 1989                                               | Enka | 1,4 mln                          | [ 561 ]                                                                 |
| Takako Okamura                                                   | 1982                                               | World music | 1,4 mln                          | [ 564 ]                                                                 |
| Kick the Can Crew                                                | 1996–2004, od 2014                                 | Hip-hop / Pop | 1,4 mln                          | [ 567 ]                                                                 |
| DJ OZMA                                                          | od 2007                                            | Pop / Rock | 1,35 mln                         | [ 569 ]                                                                 |
| Masafumi Akikawa                                                 | od 2001                                            | Muzyka klasyczna / Opera | 1,35 mln                         | [ 572 ]                                                                 |
| Sekai no Owari                                                   | od 2007/2010                                       | Pop / Rock | 1,35 mln                         | [ 575 ] [ 576 ] [ 577 ] [ 578 ] [ 579 ] [ 580 ] [ 581 ] [ 582 ]         |
| KG                                                               | od 2009 / 2010                                     | R&B / Pop | 1,3 mln                          | [ 585 ]                                                                 |
| Kaori Kozai                                                      | od 1988                                            | Enka | 1,3 mln                          | [ 587 ]                                                                 |
| Thelma Aoyama                                                    | od 2007/2008                                       | Pop / Rock | 1,3 mln                          | [ 589 ]                                                                 |
| Acid Black Cherry                                                | od 2007                                            | Pop / Rock | 1,25 mln                         | [ 591 ] [ 592 ] [ 593 ] [ 594 ] [ 595 ] [ 596 ] [ 597 ] [ 598 ] [ 599 ] |
| Aki Yashiro                                                      | od 1971                                            | Enka | 1,2 mln                          | [ 601 ] [ 602 ]                                                         |
| Tokyo Jihen                                                      | 2003/2004–2012                                     | Pop / Rock / World music | 1,2 mln                          | [ 316 ]                                                                 |
| Sumako Matsui                                                    | 1911–1919                                          | Kayōkyoku | 1 mln lub 1,2 mln                | [ 607 ] [ 608 ]                                                         |
| Aya Matsuura                                                     | od 2001                                            | Pop / Rock / World music | 1,1 mln                          | [ 610 ]                                                                 |
| Junko Akimoto                                                    | od 2005                                            | Enka | 1,05 mln                         | [ 613 ]                                                                 |
| Ayumi Ishida                                                     | od drugiej połowy lat 60. XX wieku (od 1968)       | muzyka western | ponad 1 mln                      | [ 615 ]                                                                 |
| Kyū Sakamoto                                                     | 1959–1963                                          | Pop / Jazz / World music | ponad 1 mln                      | [ 618 ]                                                                 |
| The Spiders                                                      | 1961–1971                                          | Bigbit / Group Sounds / Garage rock / Pop / Rock / World music / rock psychodeliczny | ponad 1 mln                      | [ 621 ]                                                                 |
| Yūko Nagisa                                                      | od 1971                                            | Pop | ponad 1 mln                      | [ 16 ] [ 622 ]                                                          |
| Chiyo Okumura                                                    | od 1965                                            | Pop / Rock / World music / Kayōkyoku | ponad 1 mln                      | [ 625 ]                                                                 |
| Akiko Kikuchi                                                    | 1954                                               | Pop | ponad 1 mln                      | [ 454 ]                                                                 |
| Penicillin                                                       | od 1992                                            | Pop / Rock / World music / Pop-rock / rock alternatywny / industrial / Hard rock | ponad 1 mln                      | [ 628 ]                                                                 |

### Zagraniczni wykonawcy
- Aby zapewnić najwyższy poziom kontroli redakcyjnej i faktów, lista ta zawiera dane o latach działalności, gatunkach i sprzedaży od najważniejszych serwisów i wysoce cenionych organizacji związanych z przemysłem muzycznym, takich jak m.in.: Recording Industry Association of Japan, Oricon, „Billboard”, „Rolling Stone”, AllMusic czy RMF FM.
- Kolejność artystów w tabelach opiera się na wartości detalicznej: każdy rynek generuje odpowiednio, największą wartość na górze i najmniejszą na dole. W celu umieszczenia na liście nakład ze sprzedaży wydawnictw muzycznych musi przekroczyć liczbę miliona sprzedanych kopii i analogicznie jego wielokrotność, tak by lista była referencyjna.

#### ponad 15 milionów płyt

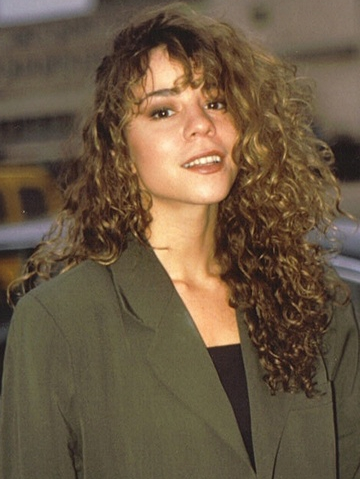
Mariah Carey

| Artysta      | Aktywność | Gatunek                                                             | Całkowita sprzedaż (w milionach) | Źródło |
| ------------ | --------- | ------------------------------------------------------------------- | -------------------------------- | ------ |
| Mariah Carey | od 1990   | R&B / Pop / Adult contemporary / Adult contemporary R&B / Dance-pop | 16,95 mln                        | [ 54 ] |

#### ponad 10 milionów płyt
- Céline Dion
- Teresa Teng

| Artysta     | Aktywność | Gatunek                                                                   | Całkowita sprzedaż (w milionach) | Źródło  |
| ----------- | --------- | ------------------------------------------------------------------------- | -------------------------------- | ------- |
| Céline Dion | od 1980   | Pop / Rock / Adult contemporary / soft rock / Muzyka filmowa / Indie rock | 10,5 mln                         | [ 633 ] |
| Teresa Teng | 1969–1995 | Pop / Ballada / Rock / Chiński pop                                        | 10 mln                           | .       |

#### ponad milion płyt

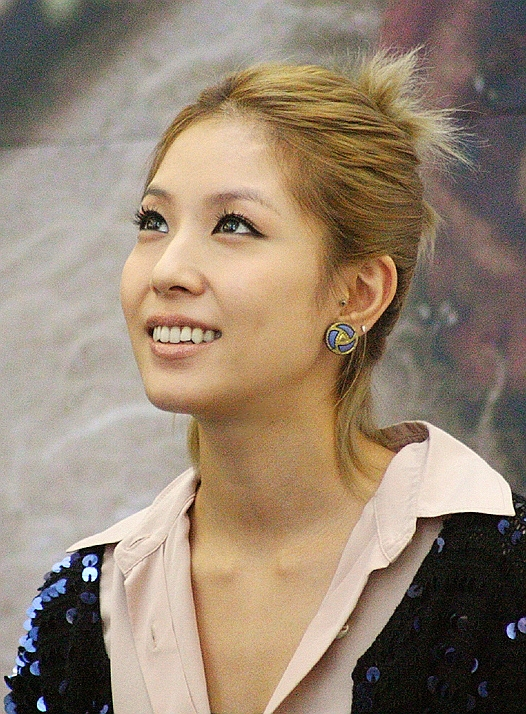
BoA
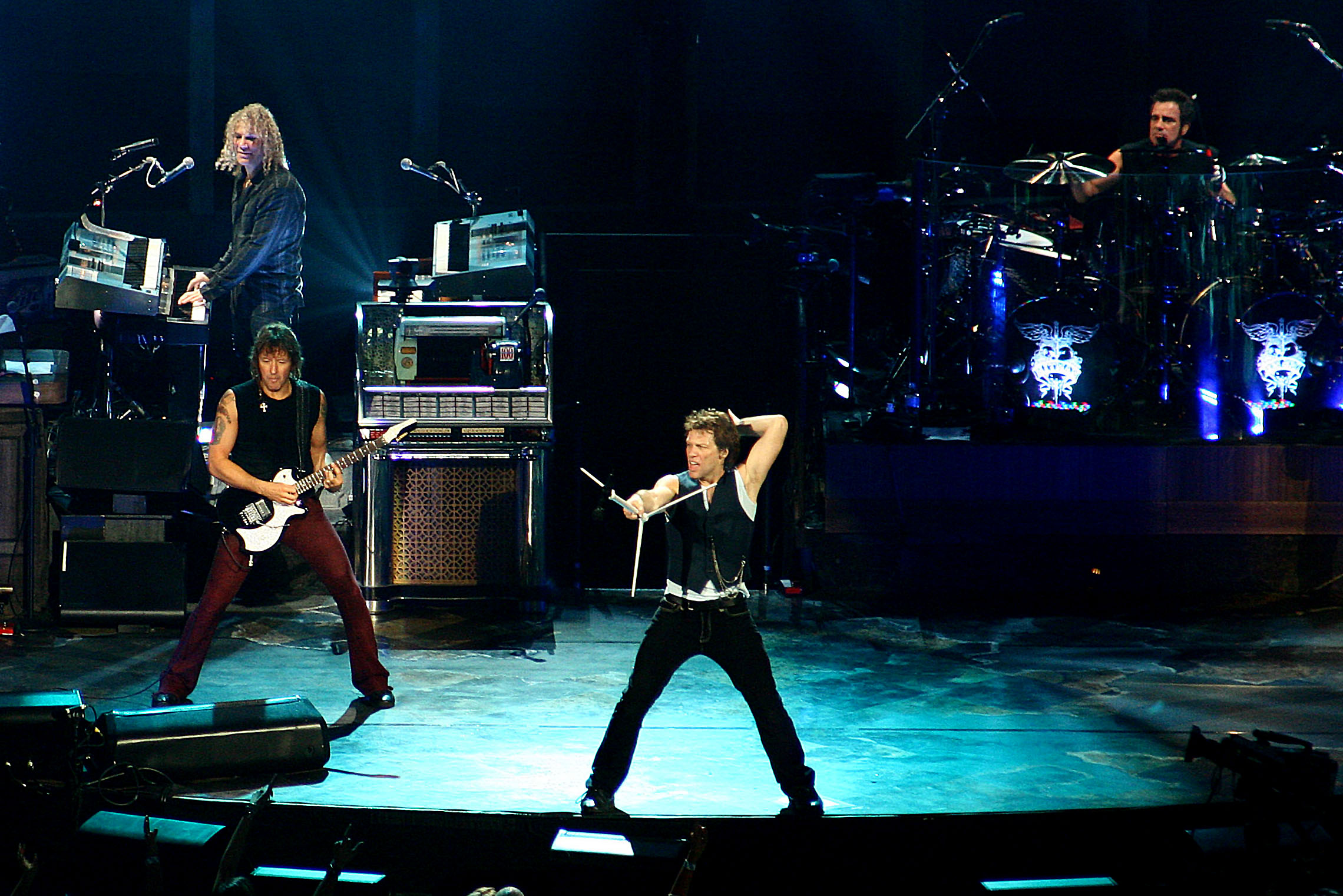
Bon Jovi
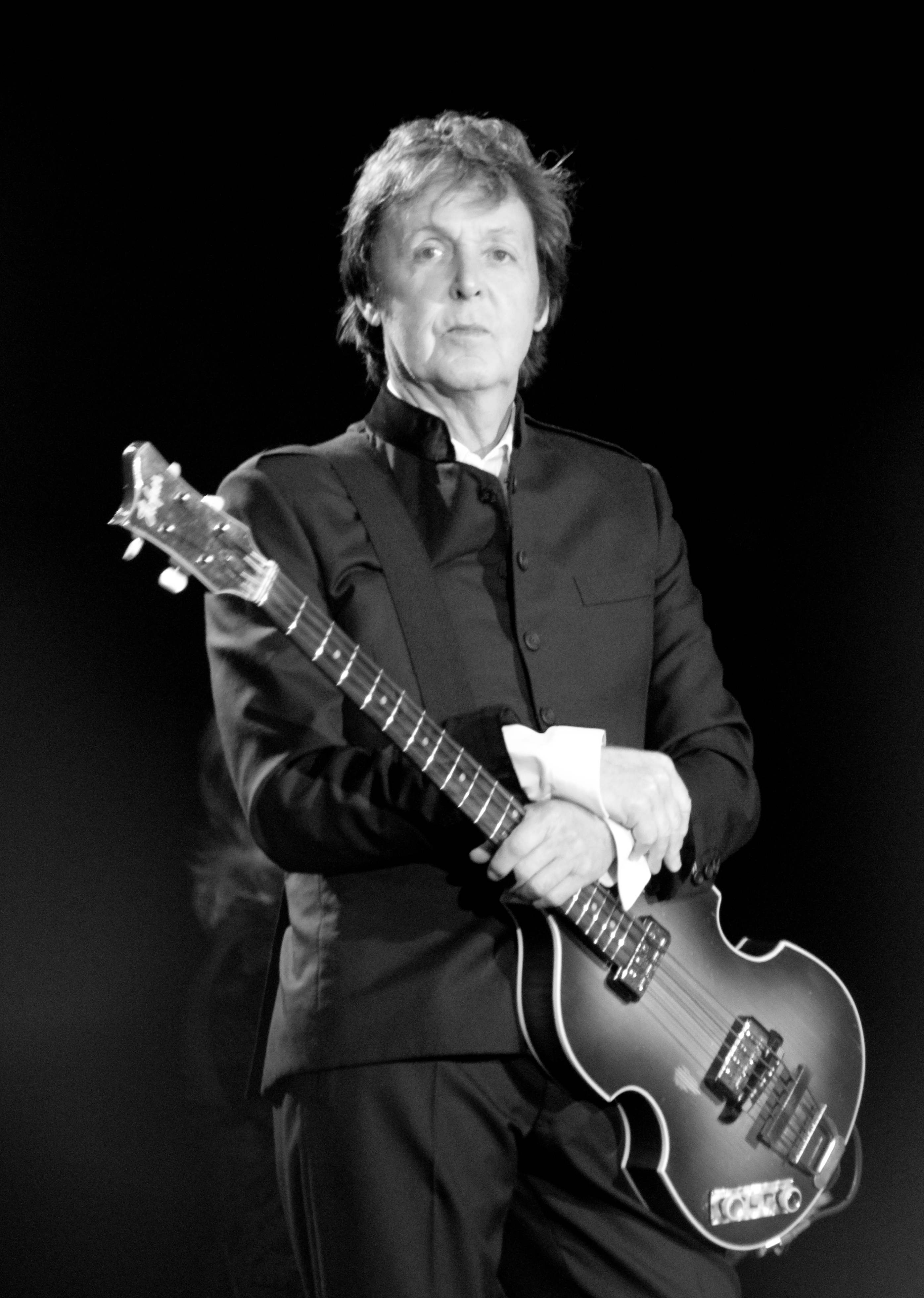
Paul McCartney
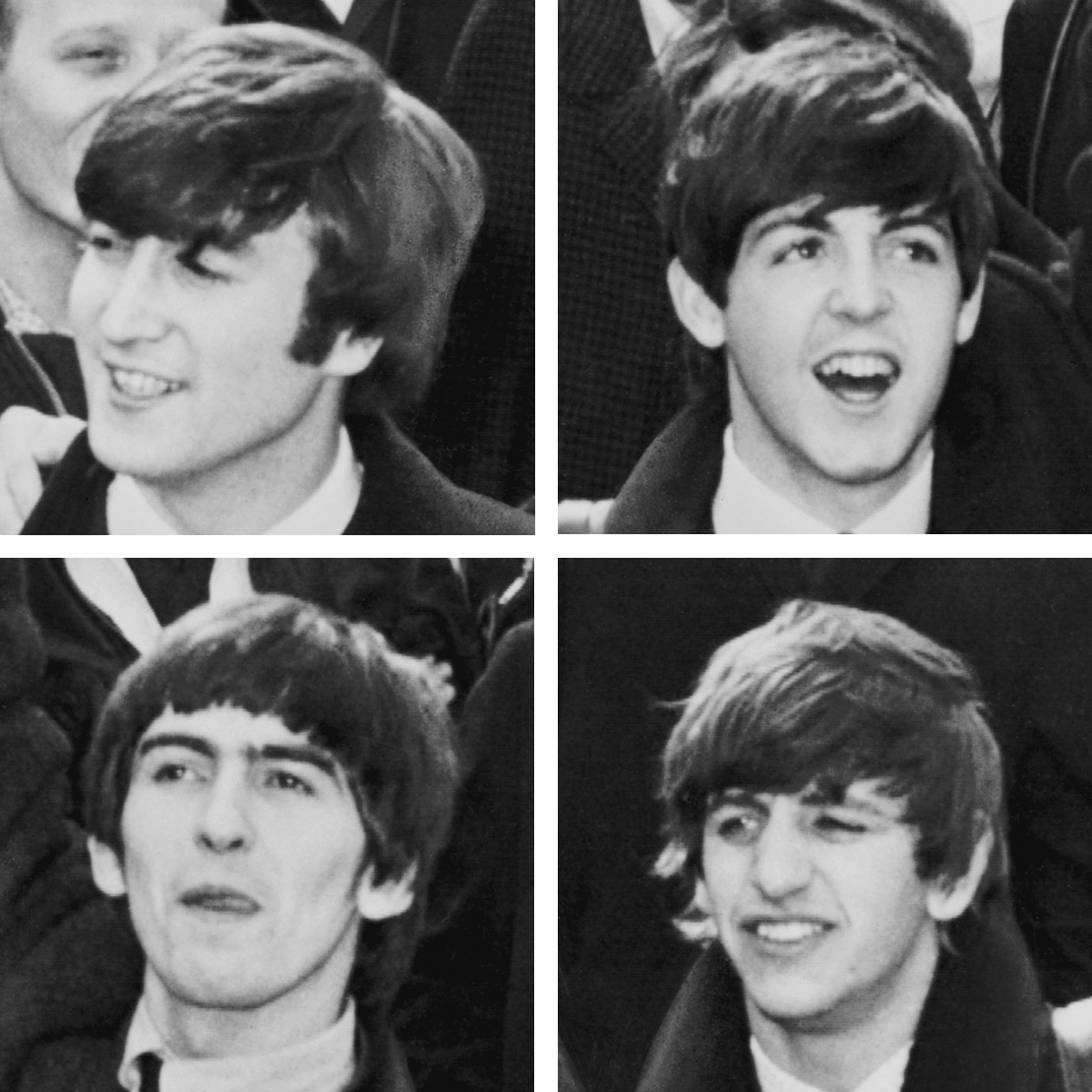
The Beatles
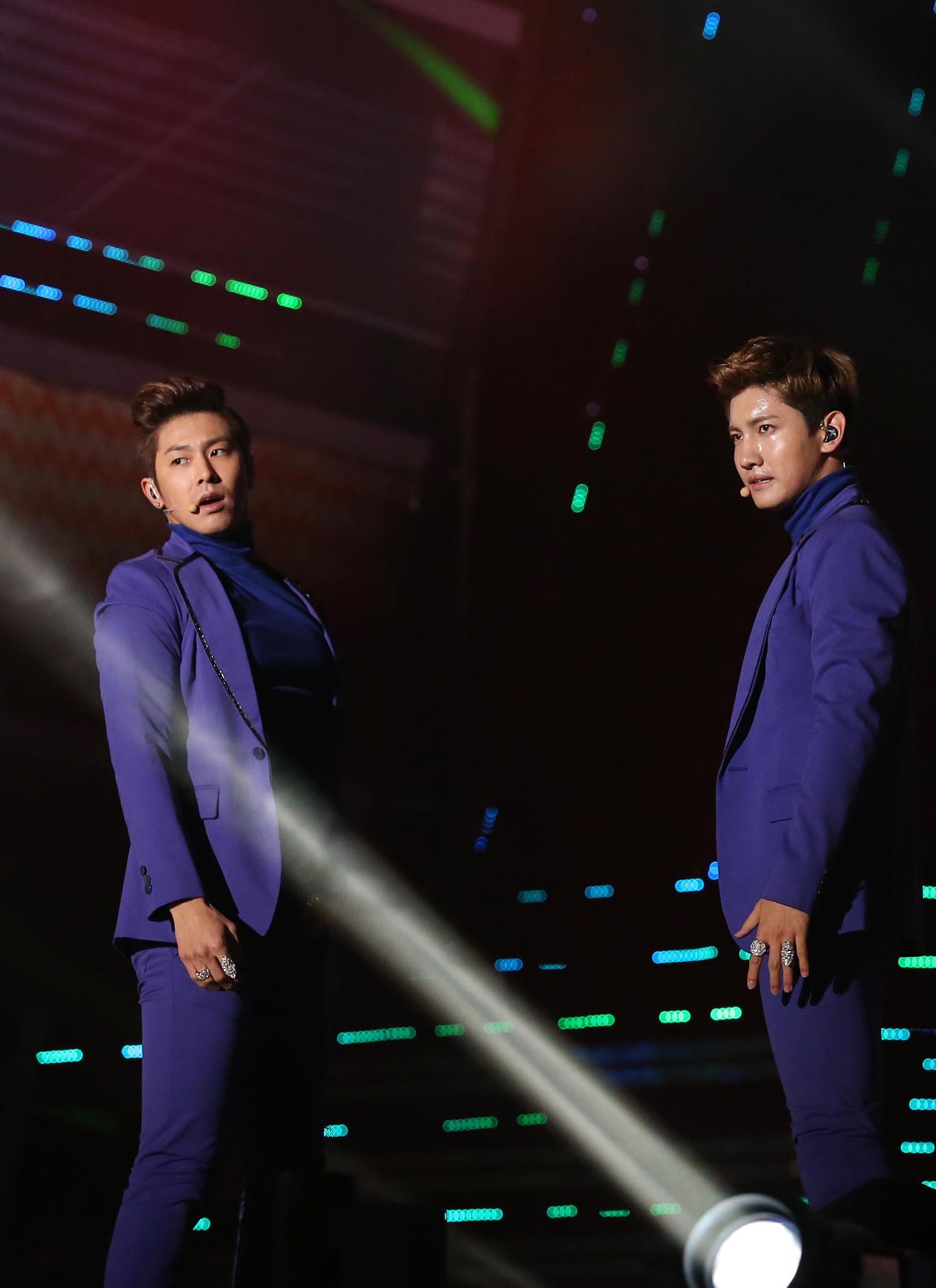
TVXQ
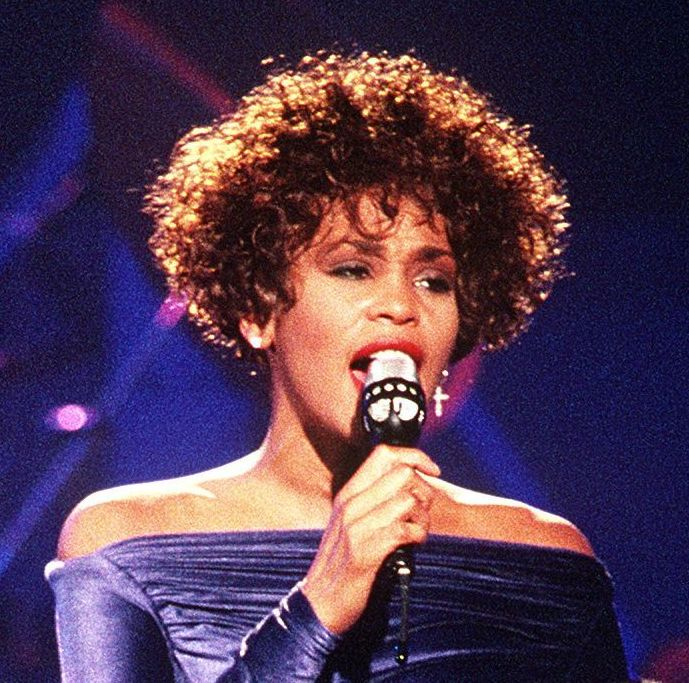
Whitney Houston
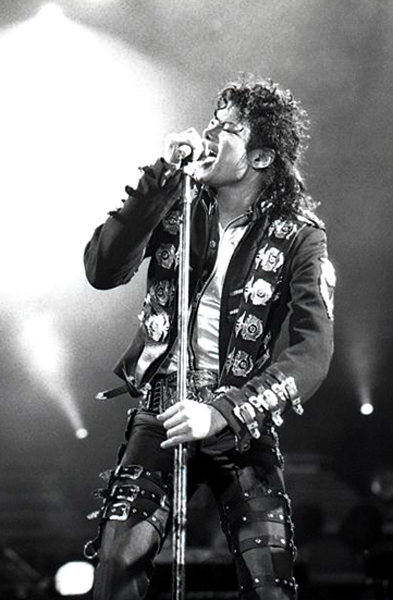
Michael Jackson
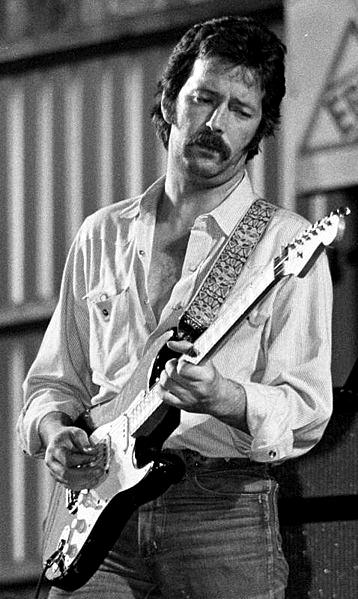
Eric Clapton
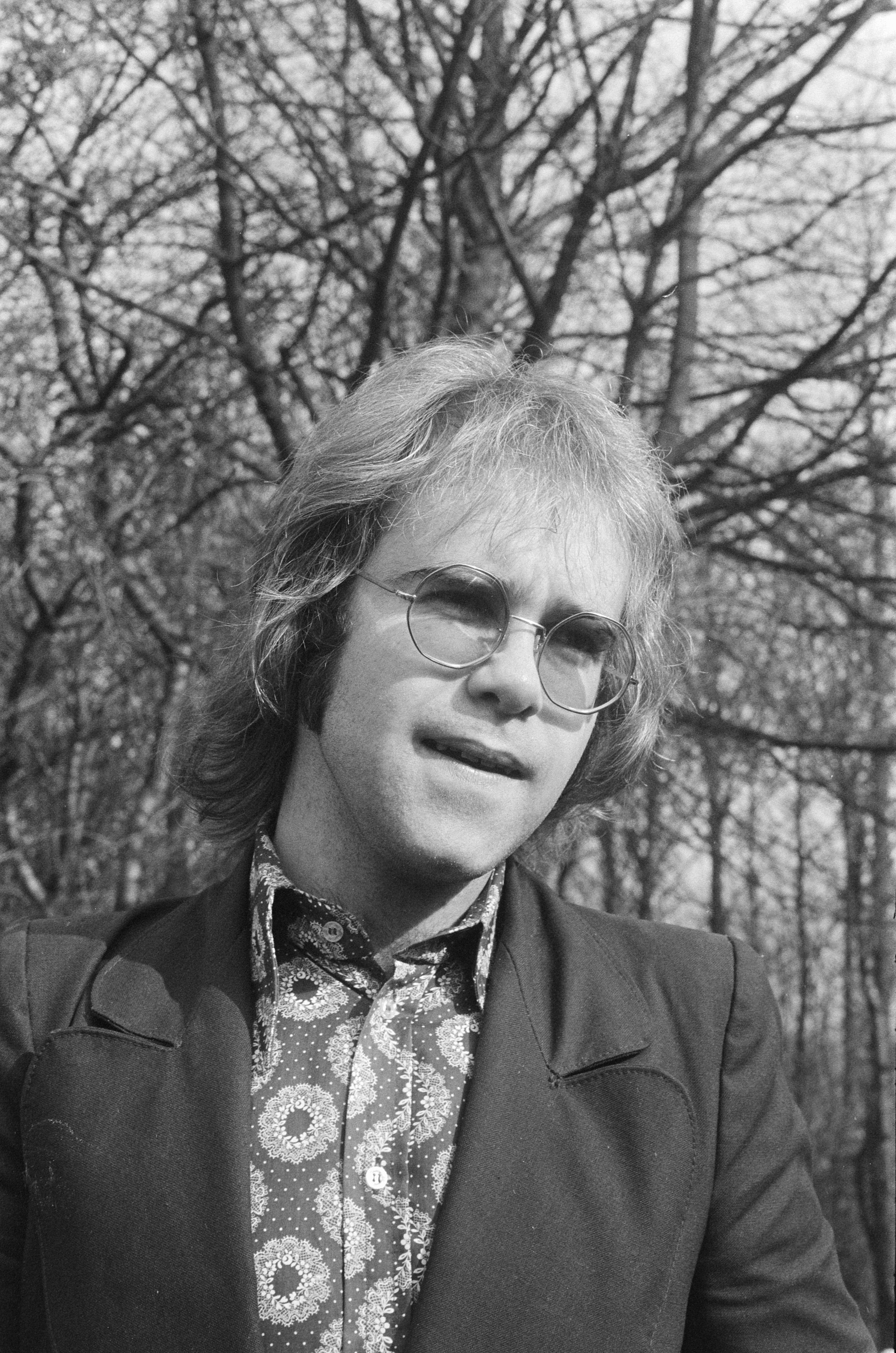
Elton John
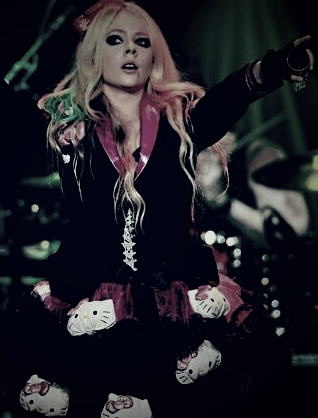
Avril Lavigne
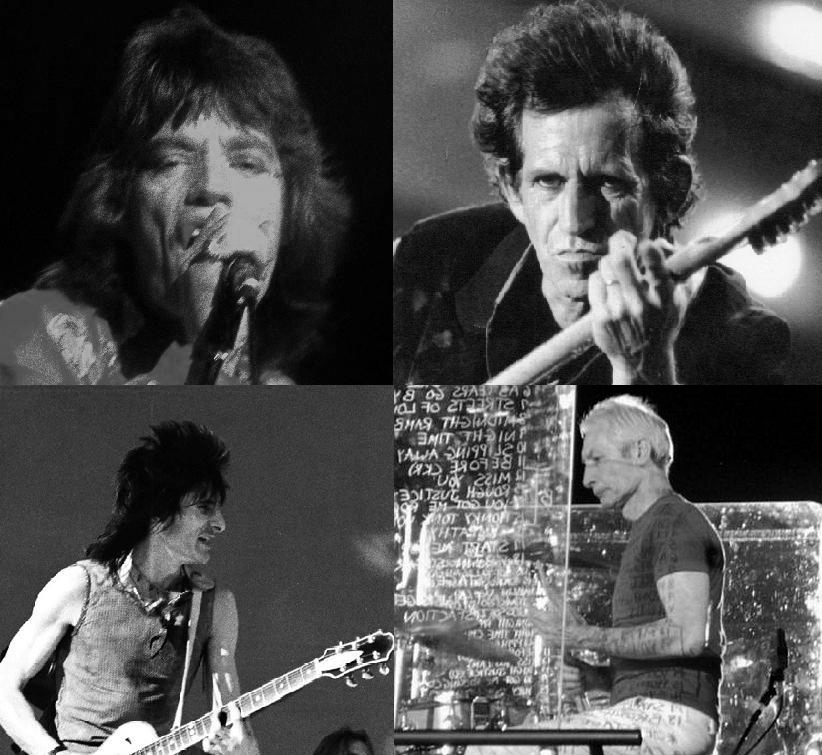
The Rolling Stones
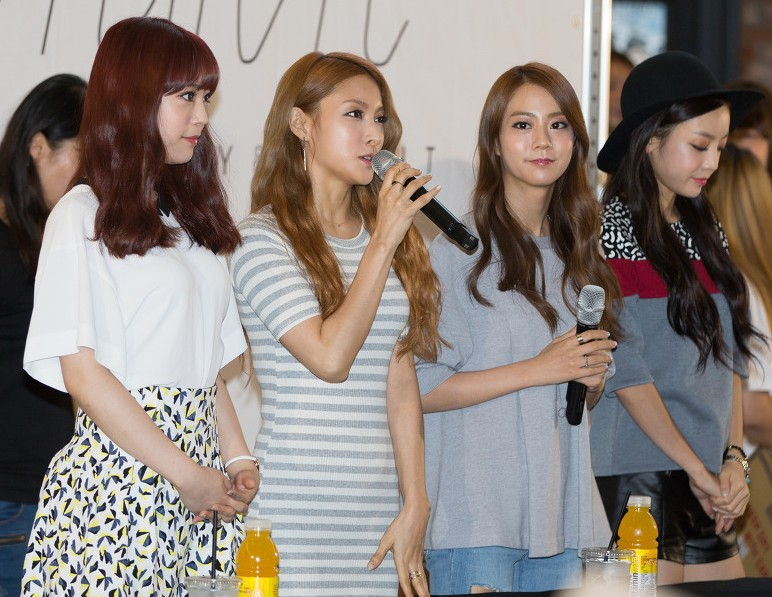
Kara
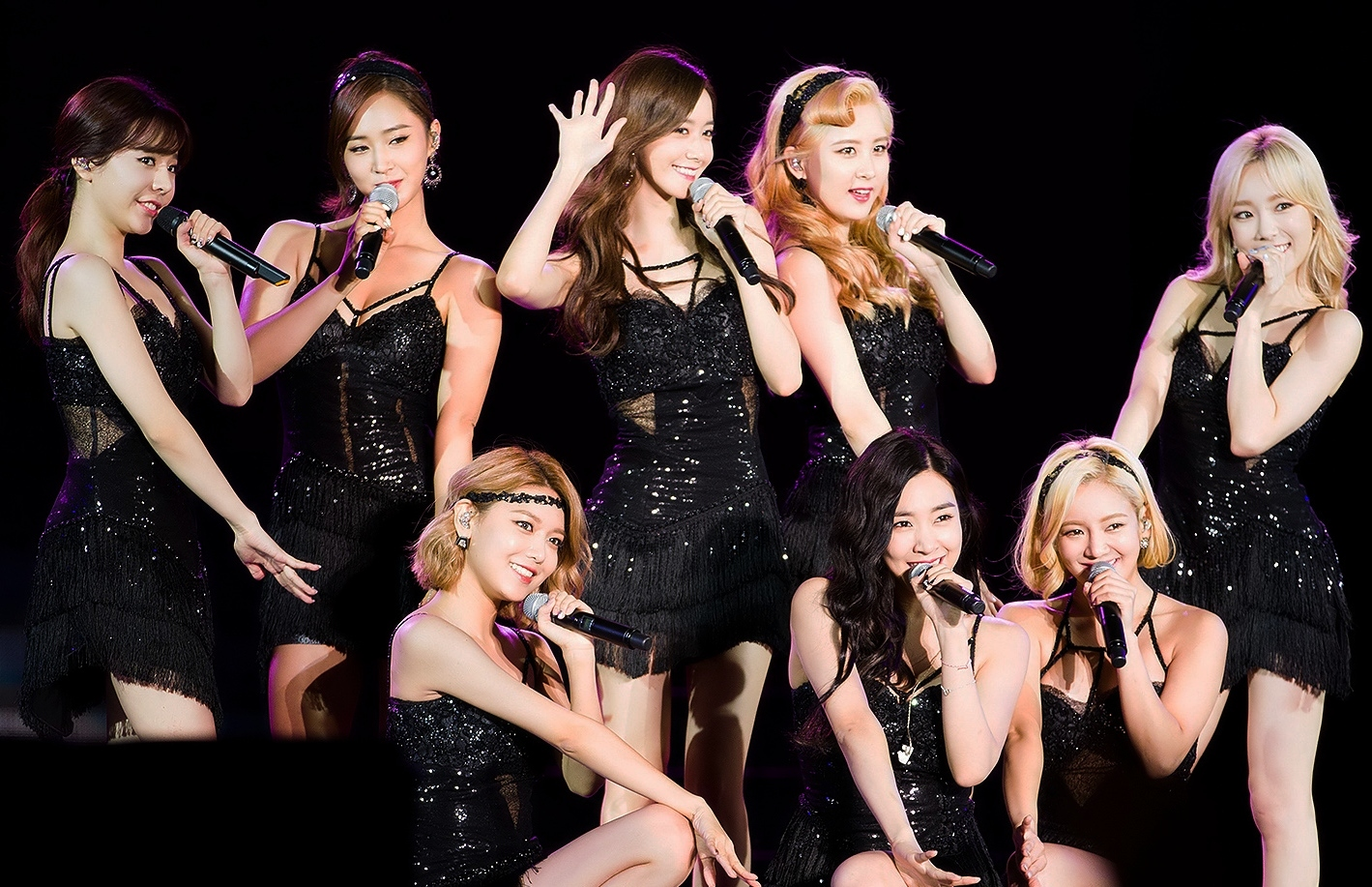
Girls’ Generation
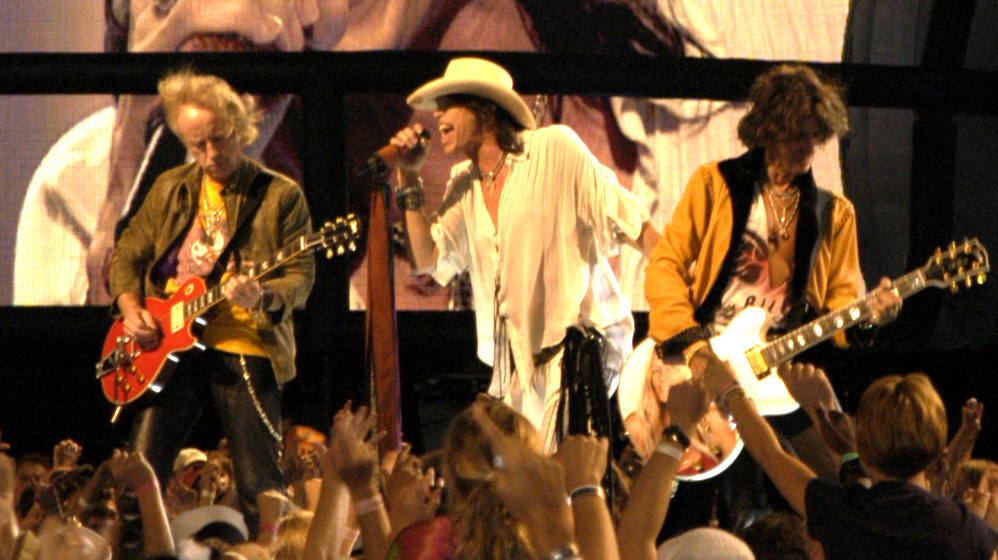
Aerosmith
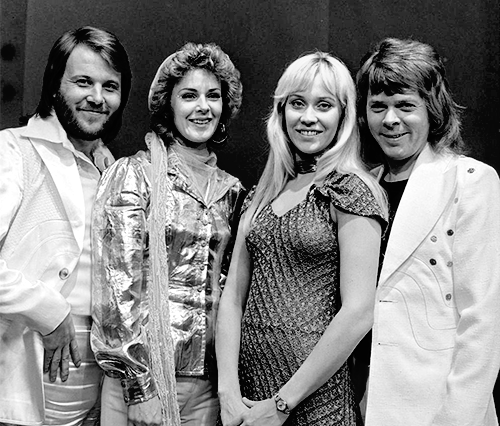
ABBA
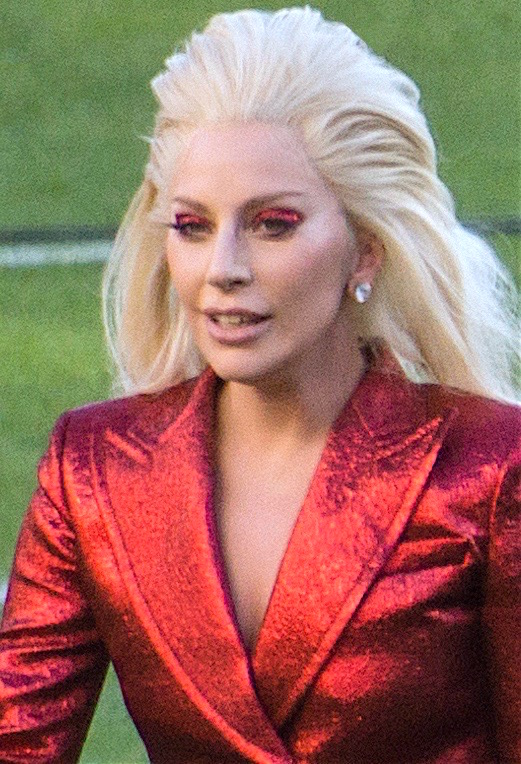
Lady Gaga
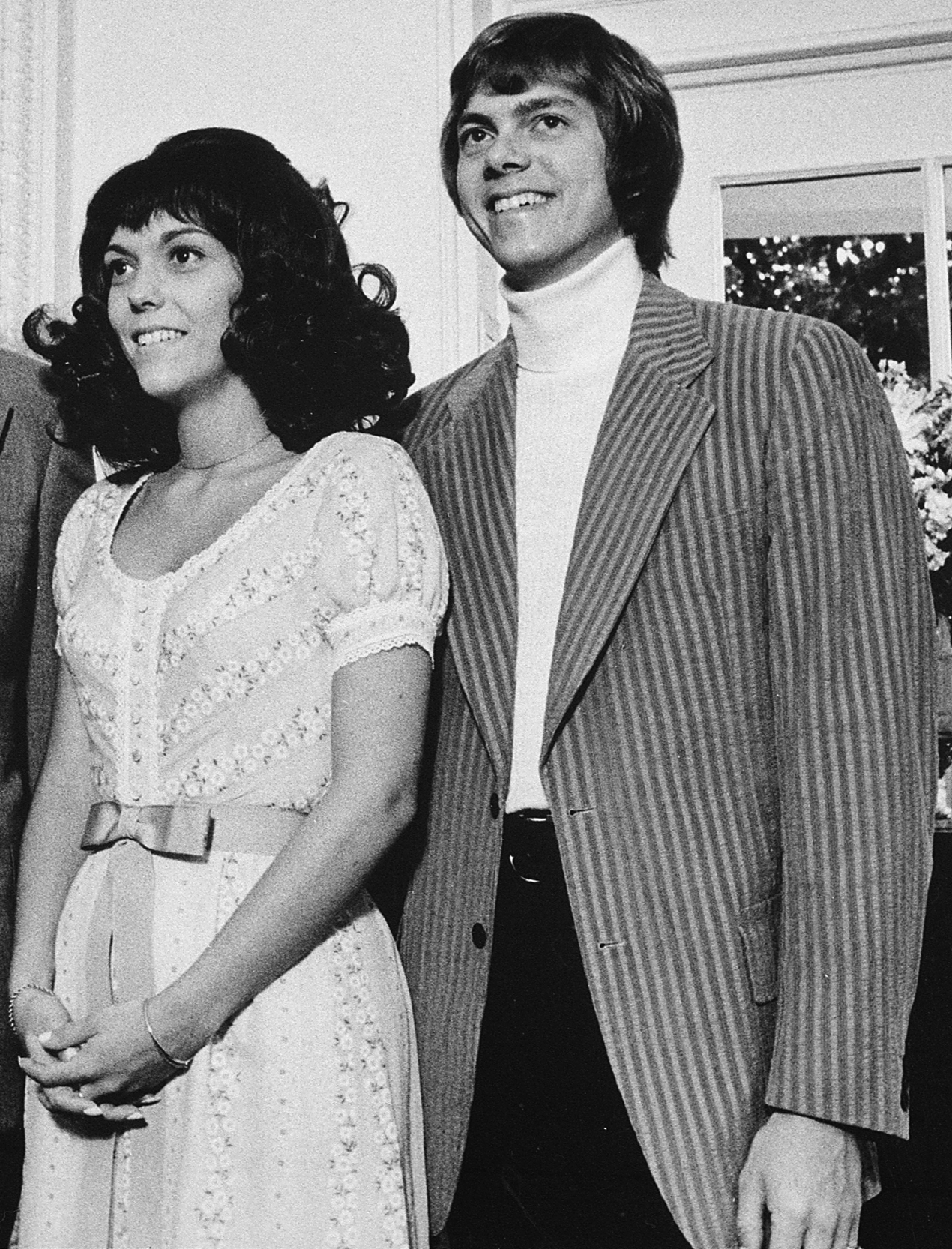
Carpenters
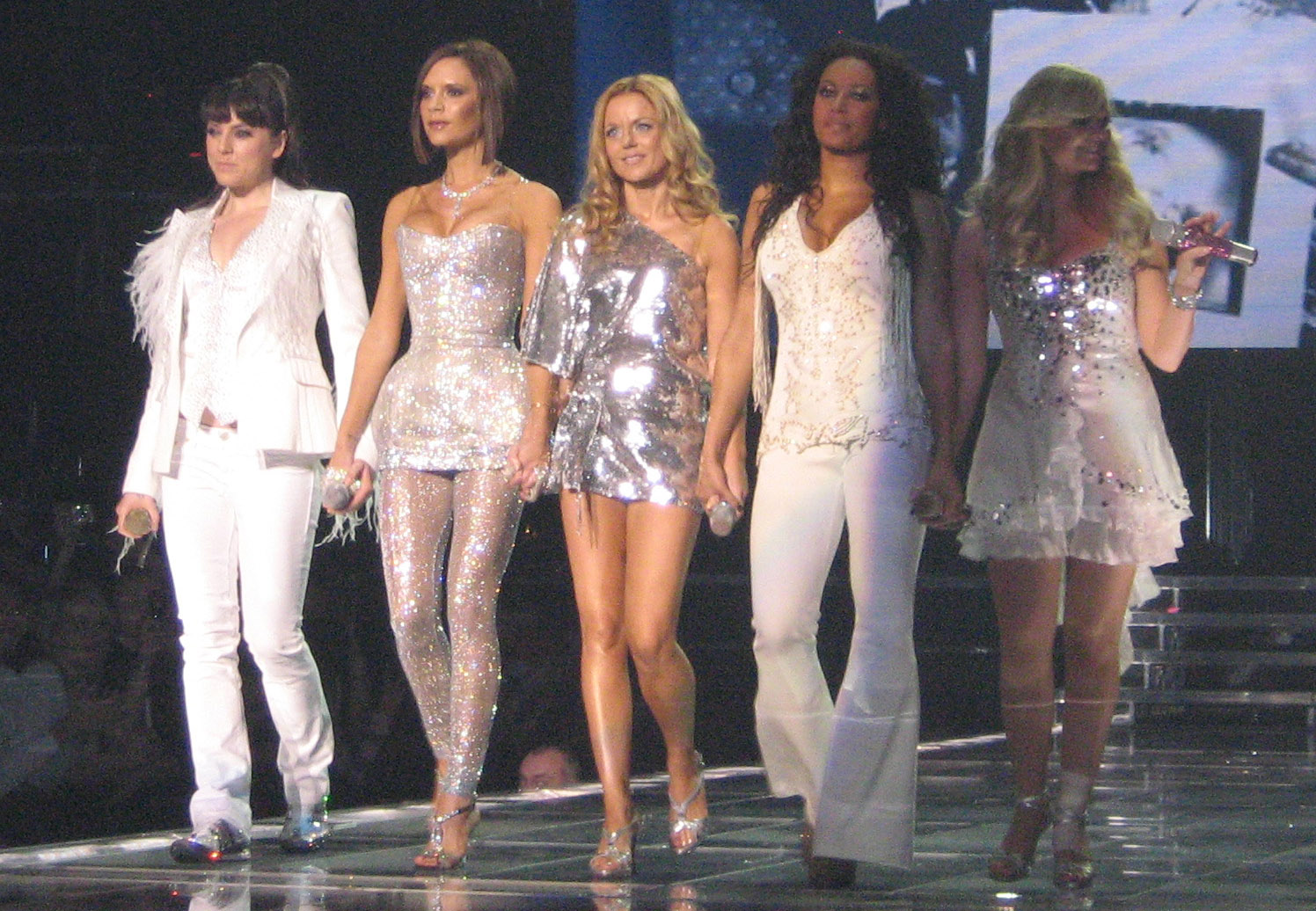
Spice Girls
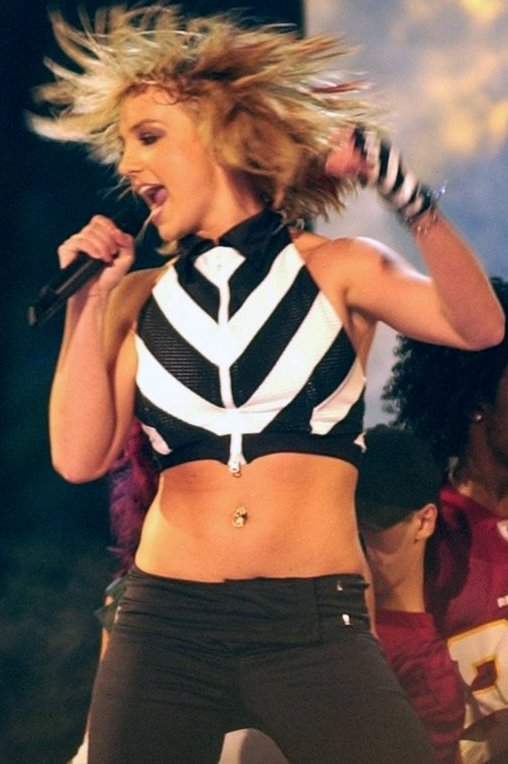
Britney Spears
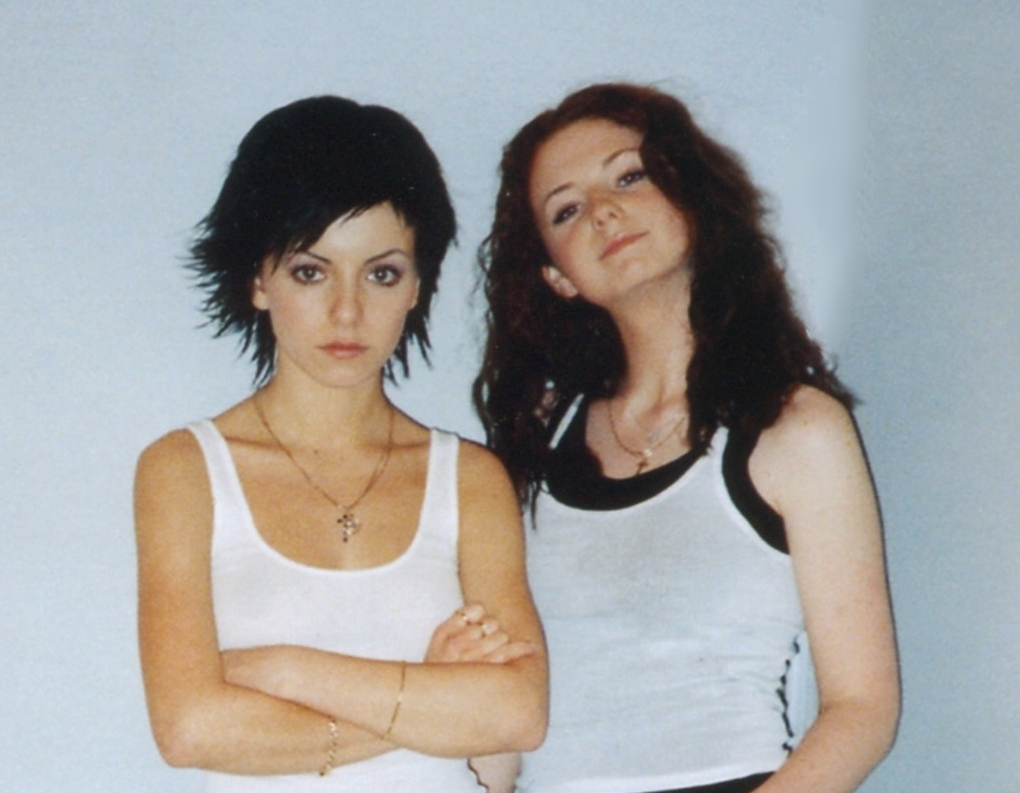
Tatu
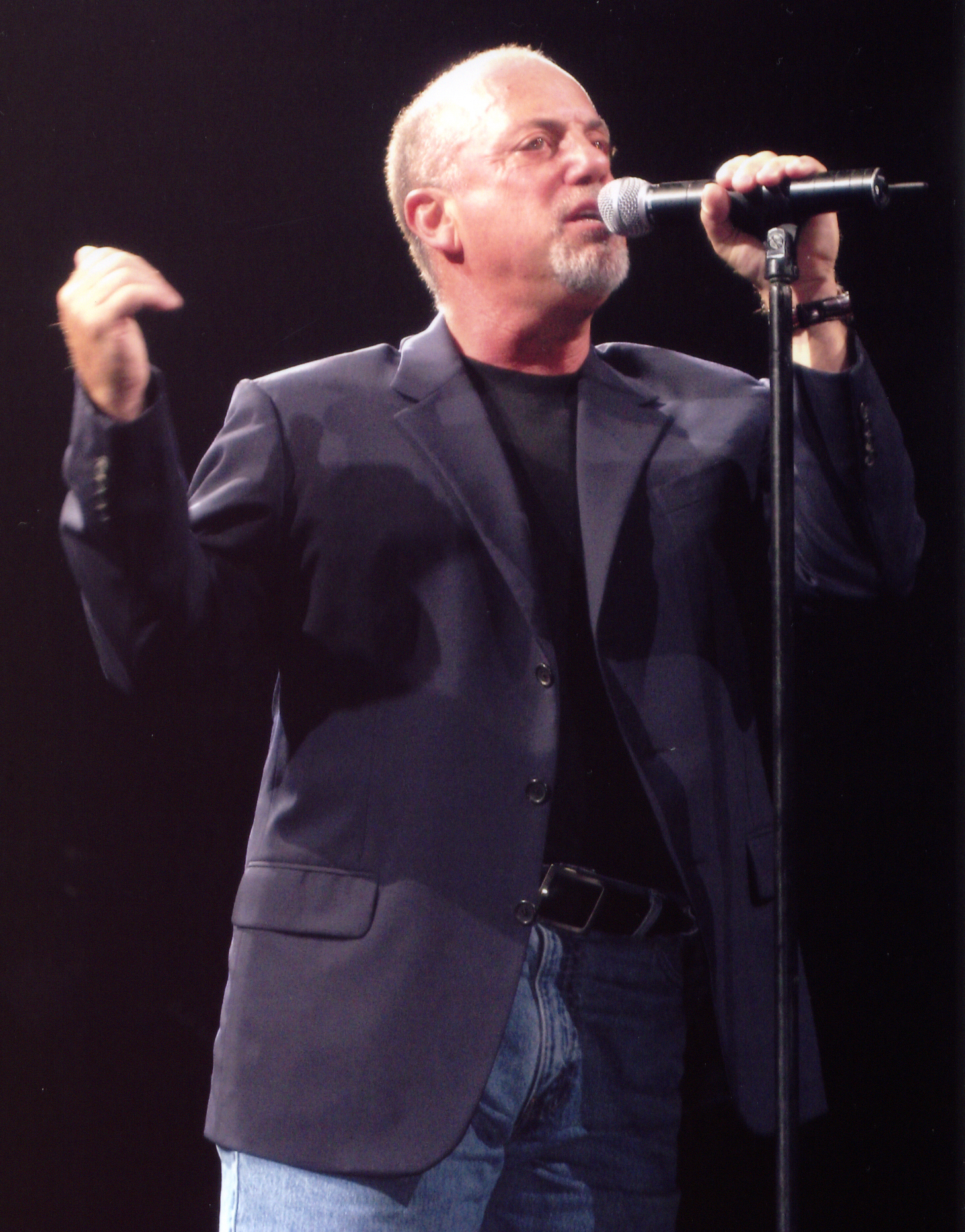
Billy Joel
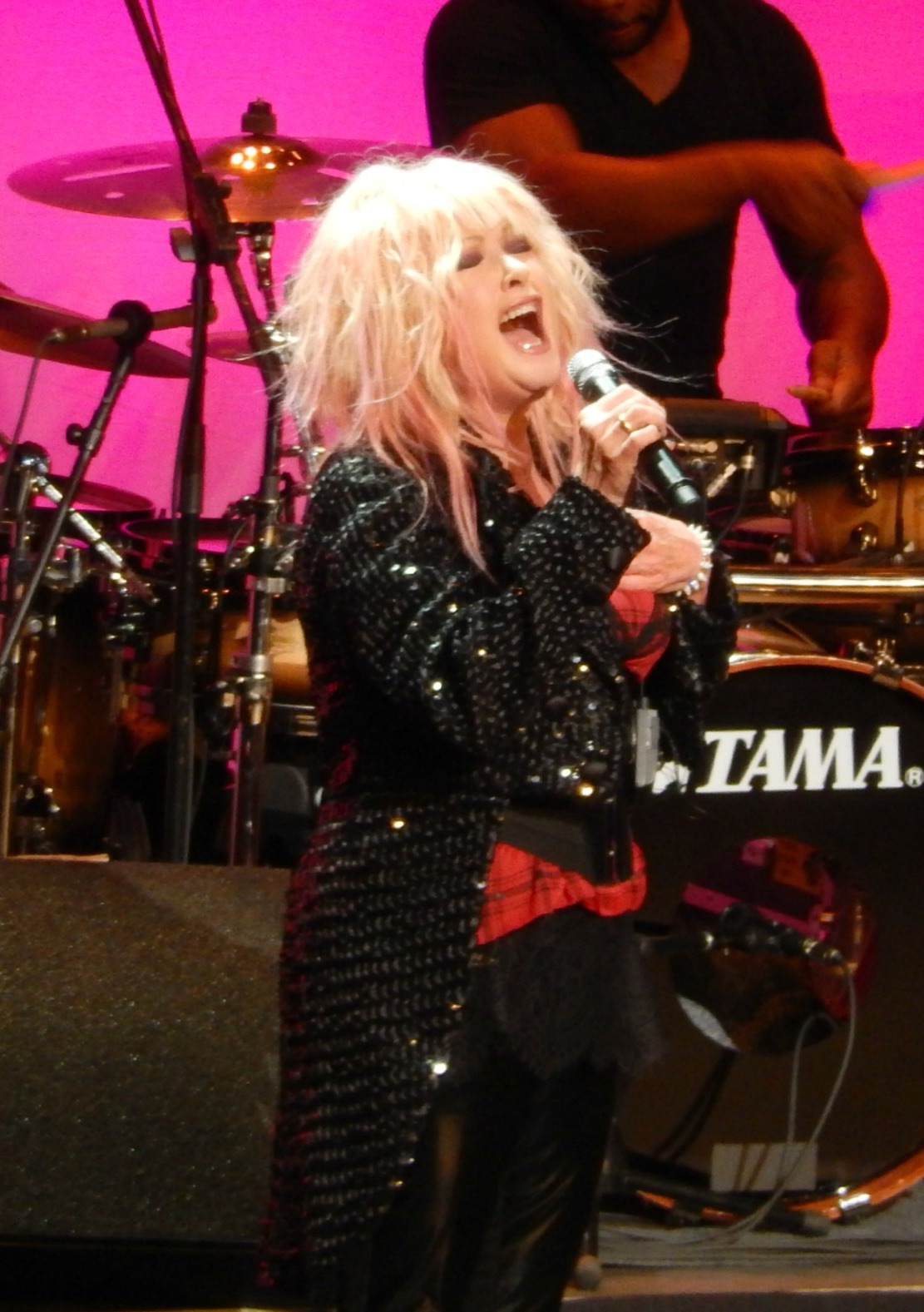
Cyndi Lauper
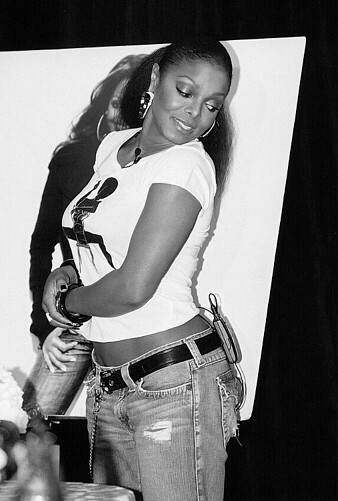
Janet Jackson
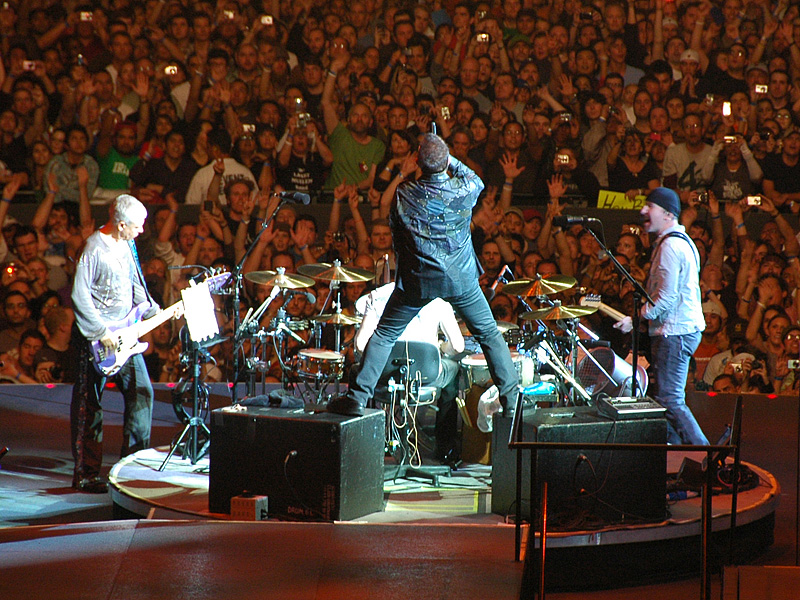
U2
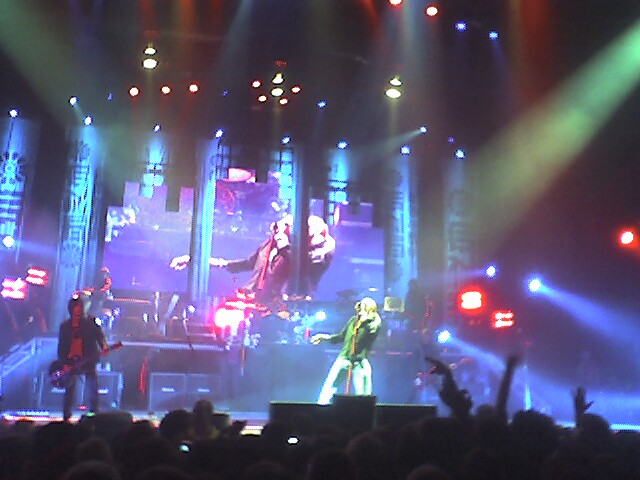
Guns N’ Roses
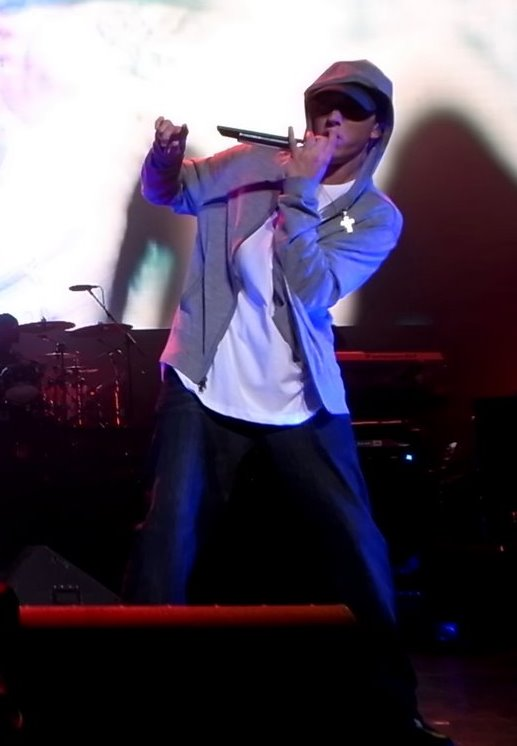
Eminem
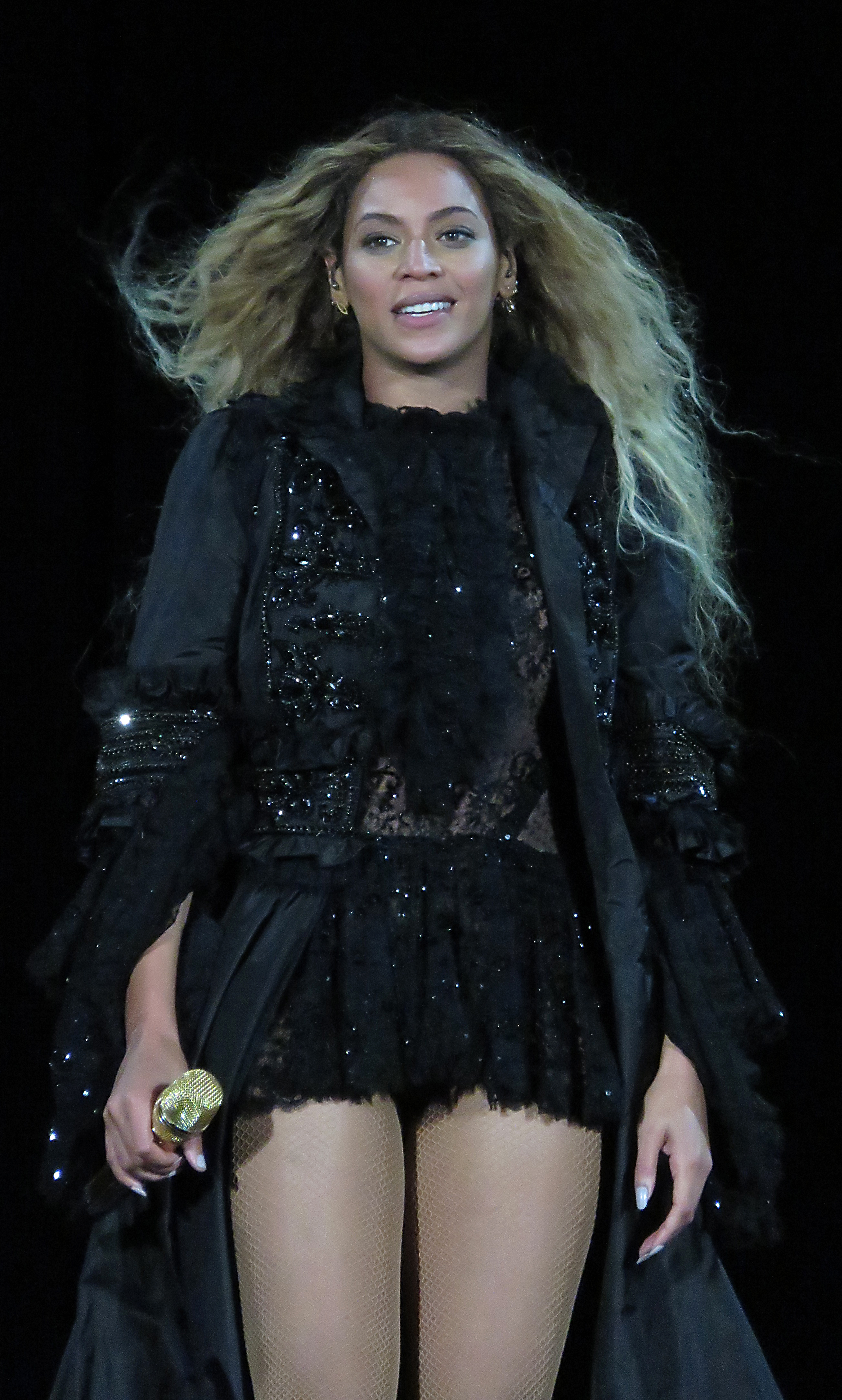
Beyoncé Knowles
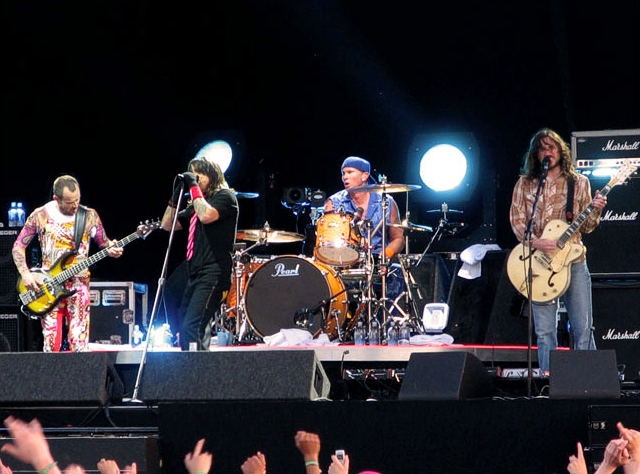
Red Hot Chili Peppers
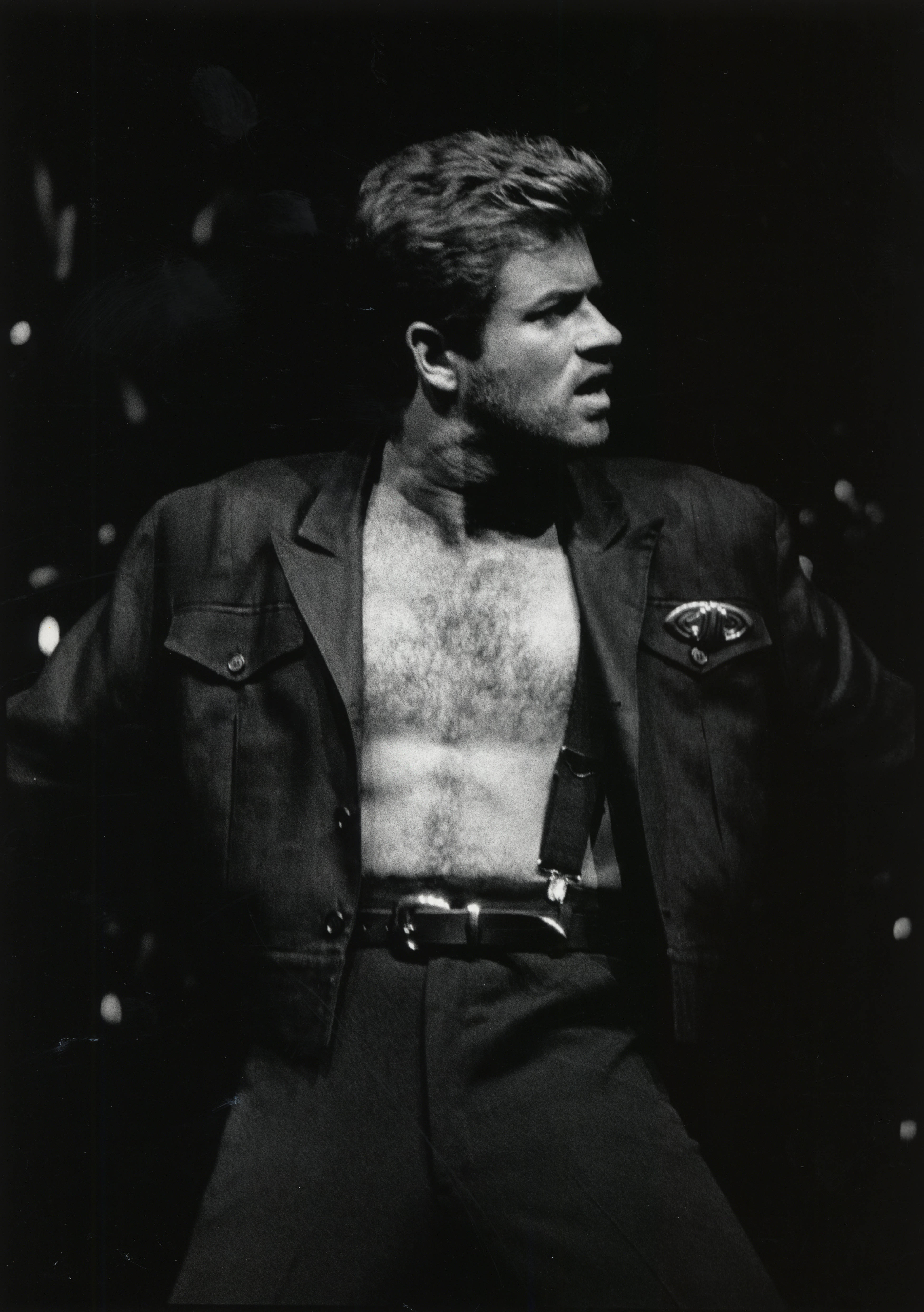
George Michael
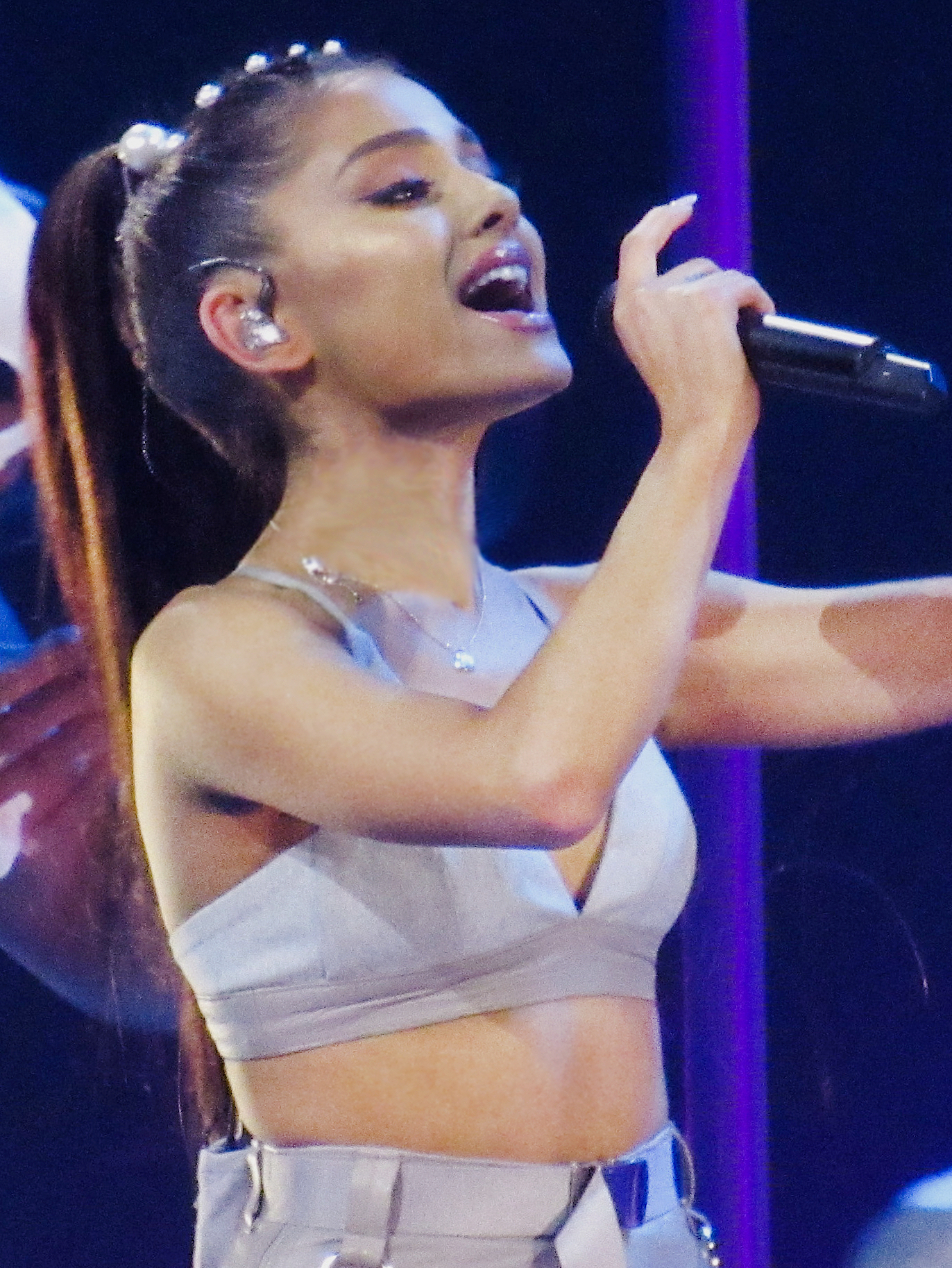
Ariana Grande
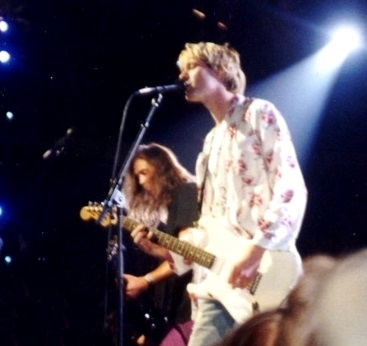
Nirvana
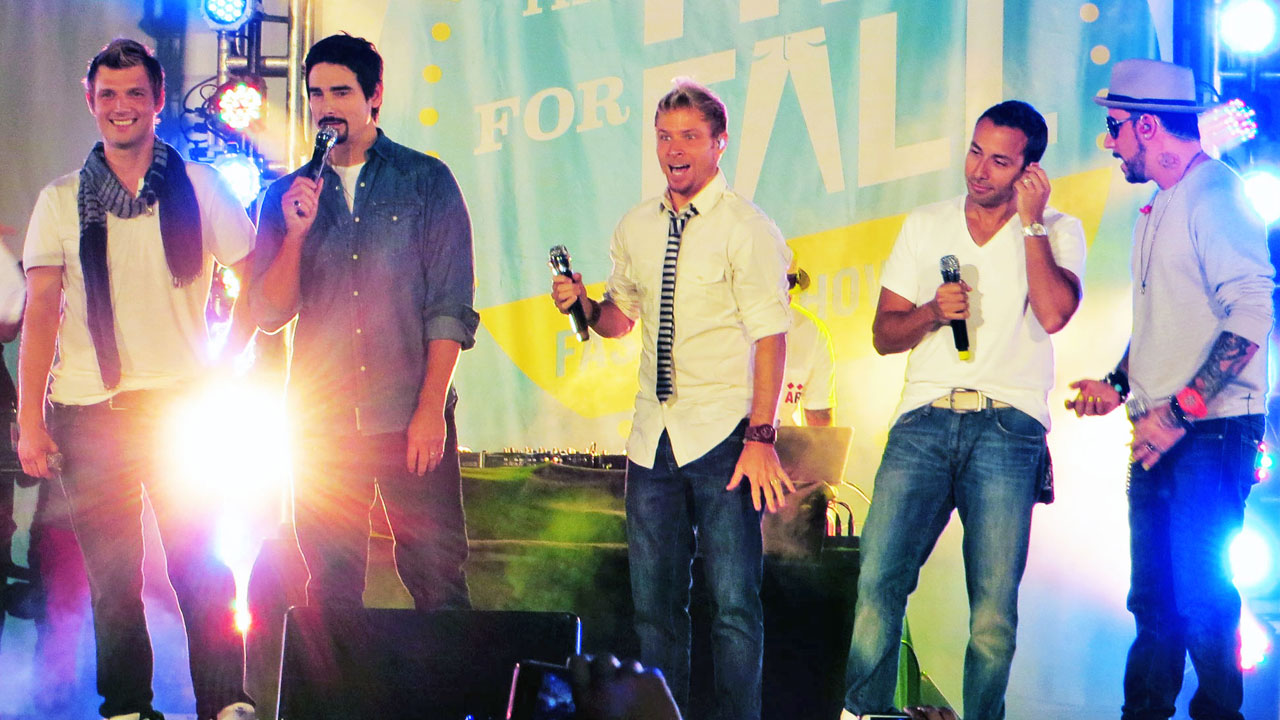
Backstreet Boys
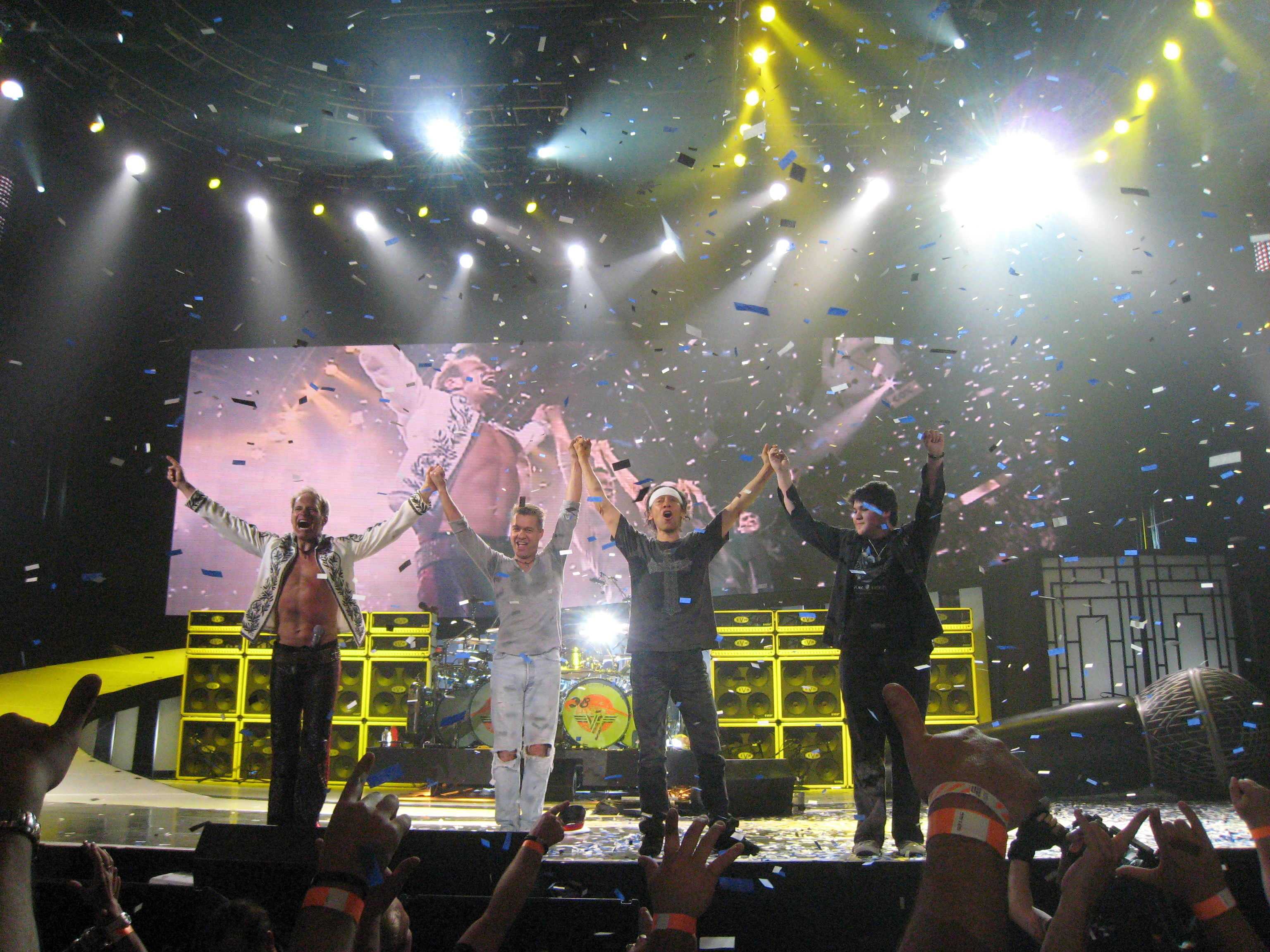
Van Halen
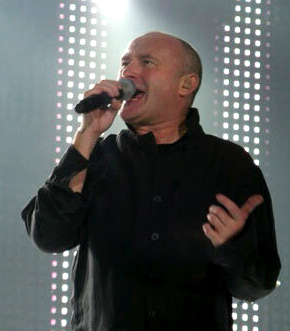
Phil Collins
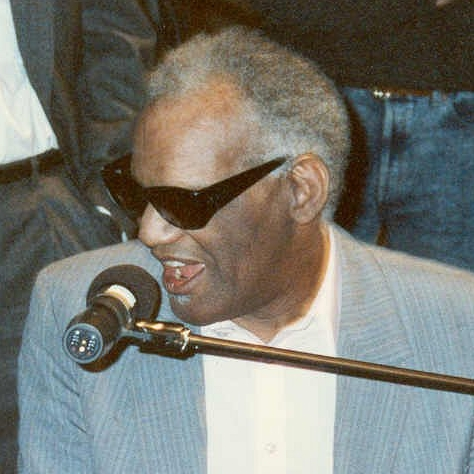
Ray Charles
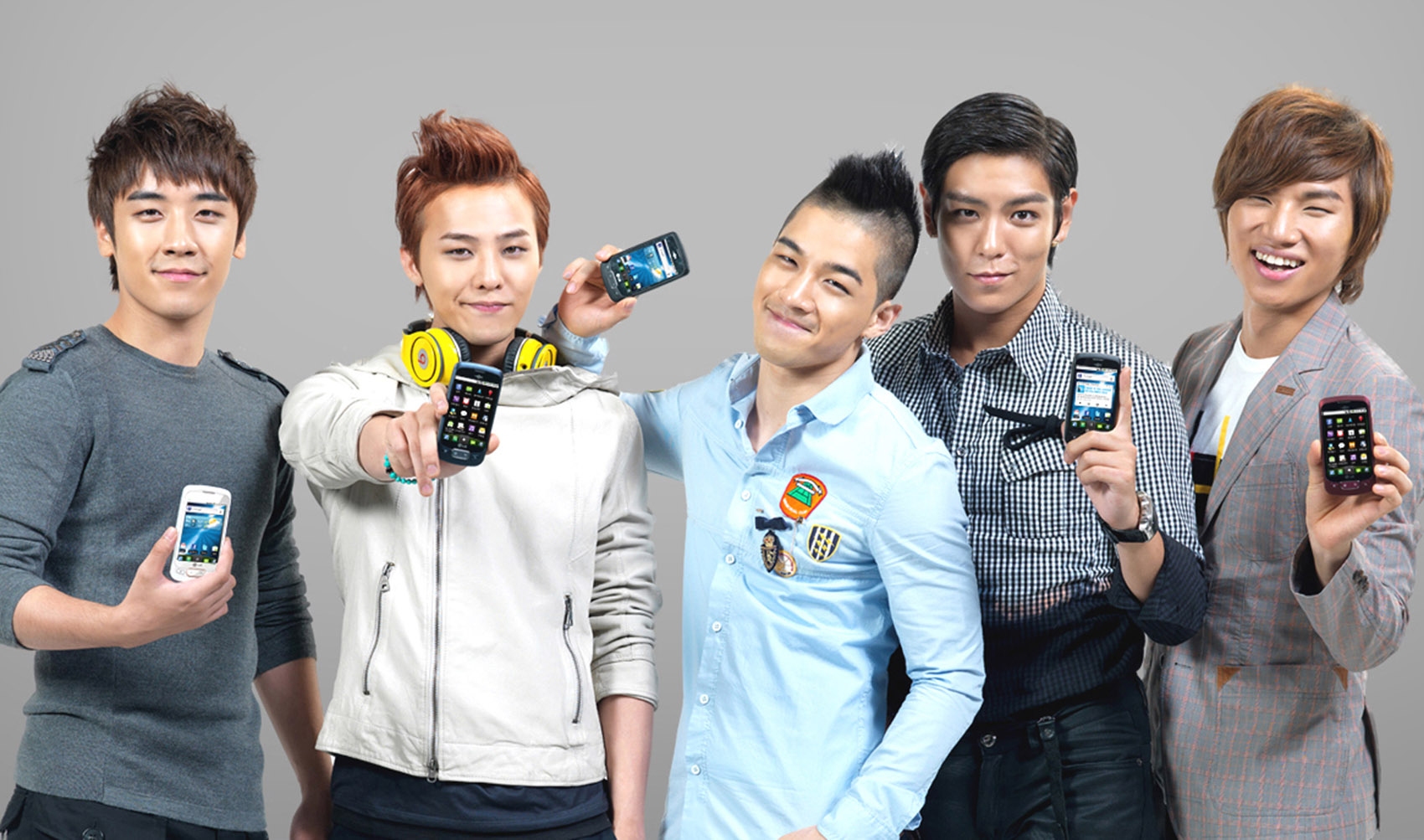
Big Bang
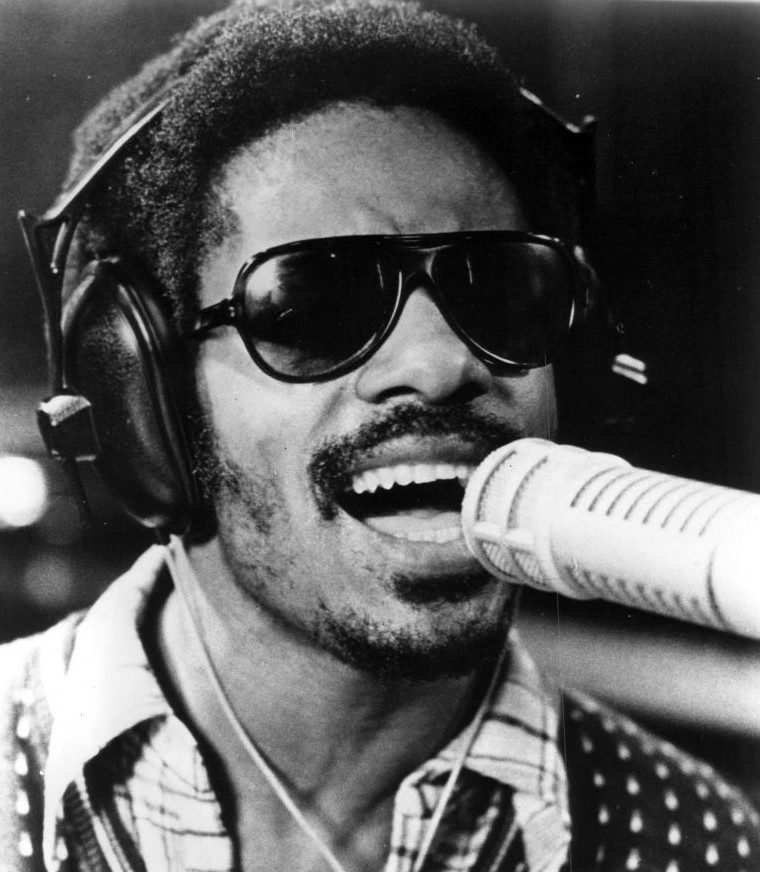
Stevie Wonder
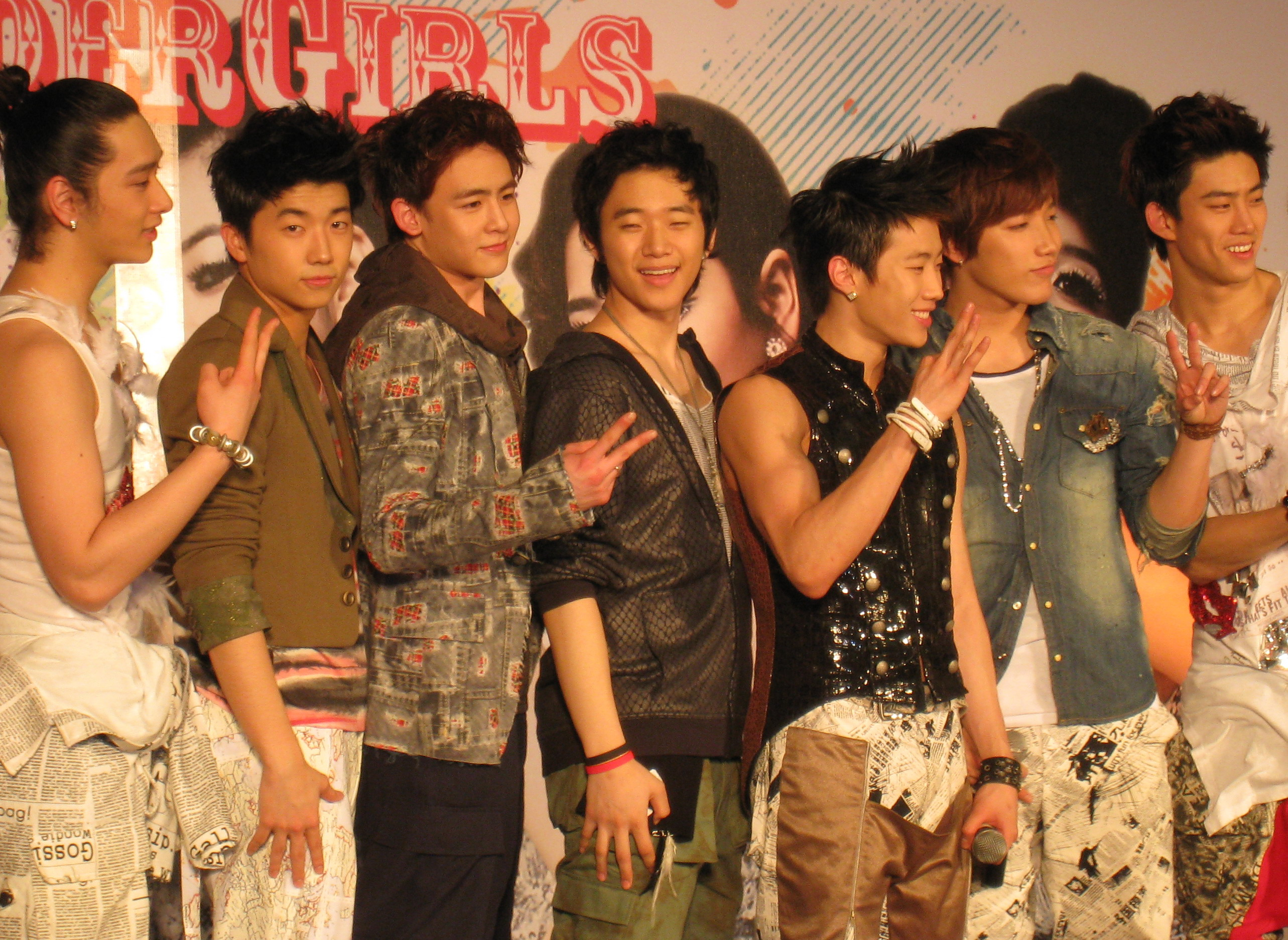
2PM
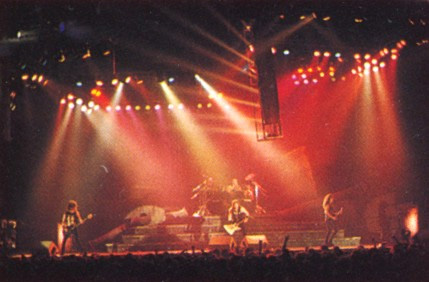
Metallica

| Artysta               | Aktywność      | Gatunek | Całkowita sprzedaż (w milionach) | Źródło                  |
| --------------------- | -------------- | --- | -------------------------------- | ----------------------- |
| BoA                   | od 2000        | Pop / Rock / World music / Dance-pop | 8,2 mln                          | [ 58 ]                  |
| Bon Jovi              | od 1983        | Rock / Hard rock / Pop / Contemporary pop & rock / glam metal / Rock stadionowy / Rock albumowy / Heavy metal | 7,85 mln                         | [ 640 ]                 |
| Paul McCartney        | od 1957        | Rock / Muzyka klasyczna / Ambient / Muzyka elektroniczna / Pop-rock / Rock psychodeliczny / Rock and roll / Rock eksperymentalny / Rock albumowy / Pop / Contemporary pop & rock / Soft rock / Adult contemporary / Muzyka filmowa | 7,35 mln                         | [ 644 ] [ 645 ]         |
| The Beatles           | 1957–1970      | Pop / Rock / Brytyjska inwazja / Rock psychodeliczny / Contemporary pop & rock / Garage rock / Rock and roll / Folk rock | 6,85 mln                         | [ 645 ]                 |
| TVXQ                  | od 2003        | Pop / Rock | 6,5 mln                          | [ 648 ]                 |
| Madonna               | od 1982        | Pop / Rock / Muzyka elektroniczna / Adult contemporary / Muzyka klubowa / Muzyka taneczna / Contemporary pop & rock / Dance-pop | 6,4 mln                          | [ 651 ]                 |
| Enya                  | od 1980        | New Age / muzyka celtycka / World music / Pop / Rock / Adult contemporary / Muzyka etniczna / Adult alternative | 6,2 mln                          | [ 654 ]                 |
| Whitney Houston       | 1982–2012      | Pop / R&B / Soul / Adult Contemporary / Contemporary R&B / Dance-Pop / Adult Contemporary R&B | 5,9 mln                          | [ 657 ]                 |
| Michael Jackson       | 1969–2009      | Pop / R&B / Rock / Contemporary R&B / Soul / New Jack Swing / Dance-pop | 4,95 mln                         | [ 55 ]                  |
| Queen                 | 1970–1995      | Rock / Rock symfoniczny / Pop / Rock albumowy / art rock / Contemporary pop & rock / Glam rock / Hard Rock / Rock stadionowy / Dance-rock / Metal brytyjski / Heavy metal                                                          | 4,8 mln                          | [ 662 ]                 |
| O-Zone                | 1999–2005      | Eurodance / Pop / Muzyka elektroniczna / Rock / Muzyka klubowa / Muzyka taneczna / Dance-pop / Techno | 4,75 mln                         | [ 664 ] [ 665 ]         |
| Eric Clapton          | od 1963        | Rock / Blues / Blues-rock / Hard rock / Pop-rock / Rock psychodeliczny / Pop / Rock albumowy / Contemporary pop & rock / Adult Contemporary                                                                                        | 4,7 mln                          | [ 669 ]                 |
| Elton John            | od 1961        | Pop / Rock / Adult contemporary / Rock albumowy / Contemporary pop & rock / Rock and roll / Soft rock / Muzyka filmowa | 3,6 mln                          | [ 672 ]                 |
| Avril Lavigne         | od 2002        | Pop punk / Pop rock / Pop / Rock / Adult alternative pop & rock / rock alternatywny / Indie rock / Teen pop / Contemporary pop & rock / Post grunge                                                                                | 3,45 mln                         | [ 675 ]                 |
| The Rolling Stones    | od 1962        | Rock / Pop / Rock albumowy / Brytyjska inwazja / Contemporary pop & rock / Hard Rock / Blues / Rock and roll / Garage rock / Blues-rock / Dance-rock                                                                               | 3,4 mln                          | [ 678 ]                 |
| Kara                  | 2007–2016      | Pop / synth pop | 3,25 mln                         | [ 680 ]                 |
| Girls’ Generation     | od 2007        | Pop / Rock / Teen pop / Muzyka klubowa / Muzyka taneczna | 2,85 mln                         | [ 682 ]                 |
| ABBA                  | 1972–1982      | Pop / Disco / Rock / Contemporary pop & rock / Eurodance / Pop skandynawski | 2,75 mln                         | [ 685 ]                 |
| Aerosmith             | od 1970        | Rock / Hard rock / Pop / Rock albumowy / Rock stadionowy / Contemporary pop & rock / Heavy metal / glam metal | 2,4 mln                          | [ 688 ]                 |
| Lady Gaga             | od 2008        | electropop / Pop / Dance-pop / Muzyka klubowa / Muzyka taneczna / Rock | 2,35 mln                         | [ 691 ]                 |
| The Carpenters        | 1968–1983      | Pop / Rock / Soft rock | 2,3 mln                          | [ 693 ]                 |
| Spice Girls           | 1993–2000      | Pop / Rock / Muzyka elektroniczna / Adult contemporary / Muzyka klubowa / Muzyka taneczna / Dance-pop / Eurodance / Euro-pop / Teen pop                                                                                            | 2,05 mln                         | [ 696 ]                 |
| Britney Spears        | od 1998        | Pop / Rock / Dance-pop / Teen pop / Adult contemporary / Contemporary pop & rock | 2 mln                            | [ 699 ]                 |
| Judy Ongg             | od 1961        | Pop | 2 mln                            | [ 454 ] [ 701 ]         |
| Tatu                  | 1999/2001–2011 | Pop / Pop-rock / Muzyka elektroniczna / Rock / Pop alternatywny | 2 mln                            | [ 707 ] [ 708 ]         |
| TLC                   | od 1991        | R&B / Hip-hop / Soul / Alternative rap / Contemporary R&B / Pop / New Jack Swing | 1,95 mln                         | [ 711 ]                 |
| Billy Joel            | od 1964        | Pop / Rock / Rock albumowy / Contemporary pop & rock / Soft rock / Muzyka klasyczna | 1,75 mln                         | [ 714 ]                 |
| U2                    | od 1976        | Rock / Pop / Pop alternatywny / rock alternatywny / Indie rock / College rock / Contemporary pop & rock / Post-punk / Dance-rock                                                                                                   | 1,75 mln                         | [ 717 ]                 |
| Simon & Garfunkel     | 1964–1970      | Pop / Rock / Folk / Folk rock / Folk pop / Rock psychodeliczny / Garage rock | 1,7 mln                          | [ 719 ] [ 720 ] [ 721 ] |
| Cyndi Lauper          | od 1977        | Pop / nowa fala / Rock / Folk / Contemporary pop & rock / Punk wave | 1,7 mln                          | [ 724 ]                 |
| Janet Jackson         | od 1982        | Pop / Soul / R&B / Adult contemporary / Dance-pop / Contemporary R&B | 1,7 mln                          | [ 727 ]                 |
| Guns N’ Roses         | od 1985        | Hard rock / Pop / Rock / Rock albumowy / Heavy metal | 1,6 mln                          | [ 730 ]                 |
| Eminem                | od 1996        | hip-hop / Midwest rap / Horror rap / Hardcore rap | 1,6 mln                          | [ 733 ]                 |
| Twelve Girls Band     | od 2003        | Pop / Rock / New Age / World music / Muzyka etniczna / muzyka instrumentalna / Chiński pop | 1,6 mln                          | [ 735 ]                 |
| Beyoncé Knowles       | od 1990        | R&B / Soul / Contemporary R&B / Dance-pop / Pop / Teen pop | 1,6 mln                          | [ 739 ] [ 740 ]         |
| Red Hot Chili Peppers | od 1983        | Pop / Rock / rock alternatywny / Indie rock / funk metal / Heavy metal / College rock / Adult alternative pop & rock / Dance-rock / rap rock                                                                                       | 1,4 mln                          | [ 742 ]                 |
| George Michael        | 1981–2016      | Pop / Rock / Contemporary pop & rock / Adult contemporary / Nowa fala / Dance-pop / dance-rock / Contemporary R&B | 1,35 mln                         | [ 745 ] [ 746 ]         |
| Ariana Grande         | od 2010        | Pop / Rock / Teen pop / Dance-pop / Contemporary R&B | 1,35 mln                         | [ 748 ]                 |
| Nirvana               | 1987–1994      | Pop / Rock / Pop alternatywny / rock alternatywny / Indie rock / Grunge | 1,3 mln                          | [ 750 ]                 |
| Backstreet Boys       | od 1992        | Pop / Rock / Muzyka elektroniczna / Adult contemporary / Dance-pop / Euro-pop / Teen pop / Contemporary pop & rock / Muzyka klubowa / Muzyka taneczna                                                                              | 1,3 mln                          | [ 752 ]                 |
| Van Halen             | od 1974        | Pop / Rock / Rock albumowy / Rock stadionowy / Contemporary pop & rock / Hard rock / Heavy metal / Pop-metal | 1,2 mln                          | [ 754 ]                 |
| Phil Collins          | od 1981        | Pop / Rock / Adult contemporary / Contemporary pop & rock / Soft rock | 1,1 mln                          | [ 756 ] [ 757 ]         |
| Ray Charles           | 1947–2004      | R&B / Pop / Blues / Jazz / gospel / Soul / Rock / Country soul / Pop-soul / Jazz blues / Urban blues / | 1,1 mln                          | [ 761 ]                 |
| Big Bang              | od 2006        | Pop / Rock | 1,1 mln                          | [ 763 ]                 |
| Stevie Wonder         | od 1961/1962   | R&B / Soul / funk / Jazz / Pop-soul / Soul / Smooth soul / Pop | 1,05 mln                         | [ 766 ]                 |
| 2PM                   | od 2008        | Pop / Rock / Muzyka elektroniczna | 1 mln                            | [ 768 ]                 |
| Metallica             | od 1981        | Heavy metal / Thrash metal / Speed metal / Hard rock / Pop-rock | 1 mln                            | [ 771 ] [ 772 ]         |

## Lista songwriterów
Poniższe zestawienie ukazuje listę tyczącą się twórczości songwriterów. Zestawienie zostało sporządzone na podstawie informacji Oriconu z 2015. Największy sukces osiągnął w tej profesji Yasushi Akimoto.

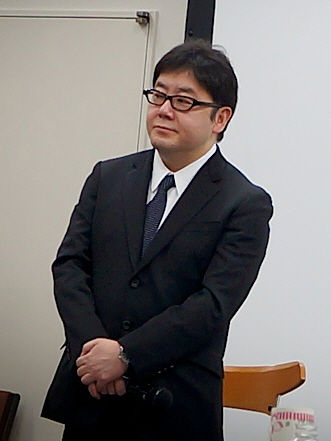
Yasushi Akimoto
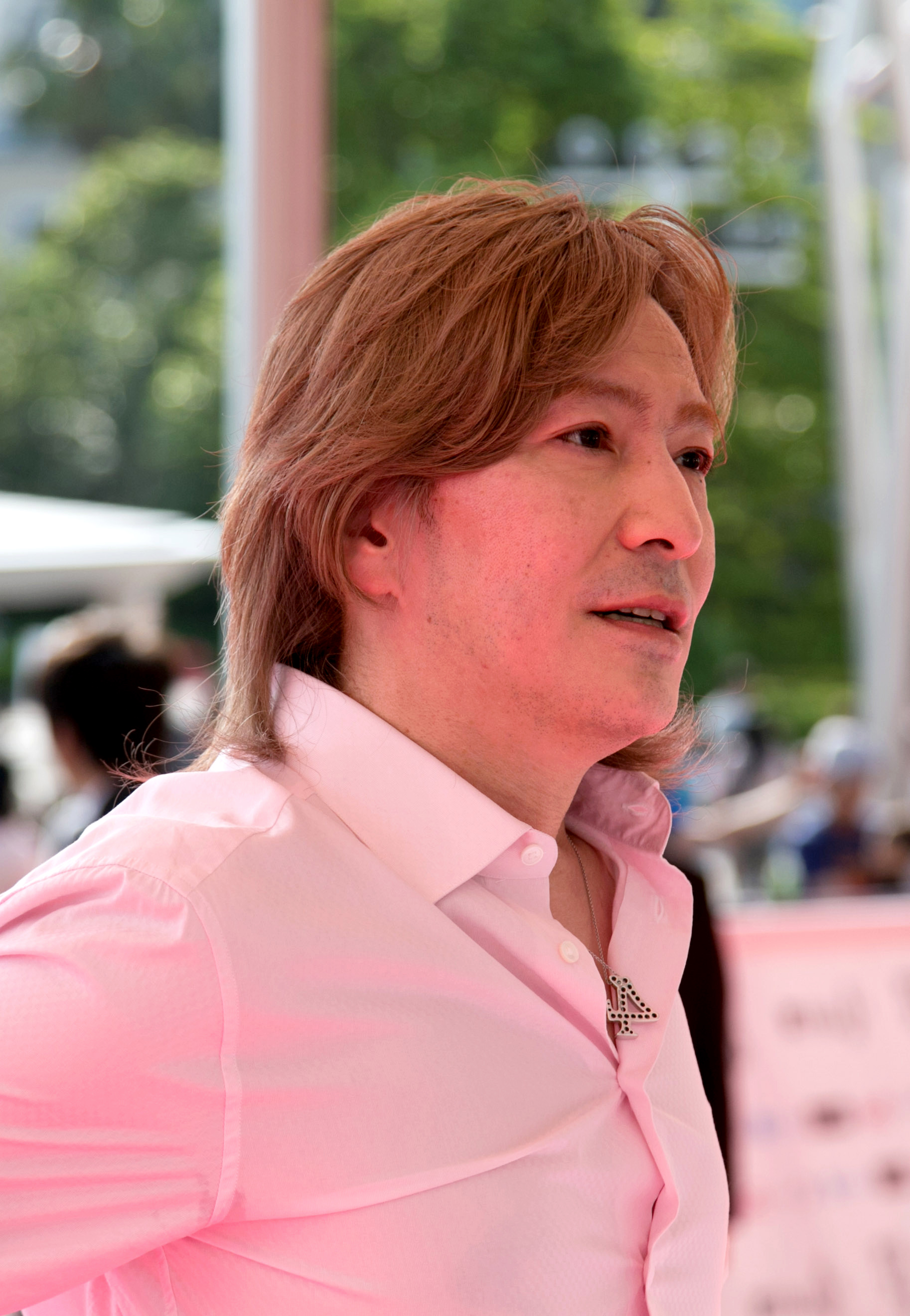
Tetsuya Komuro

| Artysta           | Aktywność | Gatunek       | Całkowita sprzedaż (w milionach) | Źródło  |
| ----------------- | --------- | ------------- | -------------------------------- | ------- |
| Yasushi Akimoto   | od 1981   | Pop           | 100,226 mln                      | [ 773 ] |
| Yū Aku            | 1965–2007 | Anison / Enka | 68,34 mln                        | [ 773 ] |
| Takashi Matsumoto | od 1969   | Pop / Rock    | 49,85 mln                        | [ 773 ] |
| Tetsuya Komuro    | 1979–2018 | Pop           | 42,297 mln                       | [ 773 ] |
| Tsunku            | od 1988   | Pop / Rock    | 37,961 mln                       | [ 773 ] |

## Lista artystów według roku sprzedaży albumów
Opracowano na podstawie materiału źródłowego (Oricon, RIAJ).
| Artysta      | Rok  | Całkowita sprzedaż (w milionach)                                                | Źródło                          |
| ------------ | ---- | ------------------------------------------------------------------------------- | ------------------------------- |
| Hikaru Utada | 1999 | 8 mln (pojedynczy album studyjny)                                               | [ 782 ]                         |
| Hikaru Utada | 2001 | 4 mln (pojedynczy album studyjny)                                               | [ 783 ]                         |
| Hikaru Utada | 2002 | 3 mln (pojedynczy album studyjny)                                               | [ 784 ]                         |
| Hikaru Utada | 2004 | 3 mln (pojedynczy album kompilacyjny)                                           | [ 785 ]                         |
| Arashi       | 2011 | 907 tys. lub 1 mln (pojedynczy album studyjny)                                  | [ 786 ] [ 787 ]                 |
| AKB48        | 2011 | 829 tys. lub 1 mln (pojedynczy album studyjny)                                  | [ 786 ] [ 788 ]                 |
| Mr. Children | 2012 | 2,750 mln lub 2,887 mln (dwa albumy kompilacyjne i pojedynczy studyjny łącznie) | [ 789 ] [ 790 ] [ 791 ] [ 792 ] |
| AKB48        | 2012 | 1,029 mln lub 1 mln (pojedynczy album studyjny)                                 | [ 789 ] [ 793 ]                 |
| B’z          | 2013 | 1 mln lub 1,156 mln (dwa albumy kompilacyjne łącznie)                           | [ 794 ] [ 795 ] [ 796 ]         |
| Arashi       | 2013 | 796 tys. lub 750 tys. (pojedynczy album studyjny)                               | [ 794 ] [ 797 ]                 |
| AKB48        | 2014 | 1 mln lub 1,041 mln (pojedynczy album studyjny)                                 | [ 798 ] [ 799 ]                 |
| AKB48        | 2015 | 1,467 mln lub 1,5 mln (dwa albumy studyjne łącznie)                             | [ 800 ] [ 801 ] [ 802 ]         |
| Arashi       | 2015 | 981 tys. lub 1 mln (pojedynczy album studyjny)                                  | [ 800 ] [ 803 ]                 |
| Arashi       | 2016 | 747 tys. lub 750 tys. (pojedynczy album studyjny)                               | [ 804 ] [ 805 ]                 |
| Namie Amuro  | 2017 | 1,777 mln lub 2 mln (pojedynczy album studyjny)                                 | [ 808 ] [ 809 ]                 |

## Literatura przedmiotu
- Global Sales of Recorded Music (Top 20 Markets – Global Recorded Music Sales for 2014). „RIAJ Yearbook: Statistics Trends The Recordy Industry in Japan 2015”, s. 24, 2015. Japonia: Recording Industry Association of Japan. (jap.).
- 週刊現代Special 2016年新春特別版 (講談社 MOOK). Wyd. 1. Japonia: Kōdansha, 2015, s. 142. ISBN 4-06-389937-3. (jap.).
- Takeo Hideyama: 読むJ-pop: 1945-1999私的全史: あの時を忘れない. Wyd. 1. Japonia: Tokuma Shoten, 1998, s. 117. ISBN 4-06-389937-3. (jap.).
- Joseph Murrells: The Book of Golden Discs. Wyd. 1. Wielka Brytania: Barrie and Jenkins, 1978, s. 284, 192, 264, 179, 213, 209. ISBN 0-214-20512-6. (ang.).
- The Record 2003.08. No. 525. „The Record”, s. 15, 2003. Japonia: Recording Industry Association of Japan. (jap.).
- Andrew Shahriari: Popular World Music. Wyd. 1. Wielka Brytania: Routledge, 2015, s. 176. ISBN 1-317-34538-X. (ang.).
- Chiyoda Otemachi. „Yomiuri Shimbun”, s. 31, 1991. Tokio, Japonia: Yomiuri Group. ISSN 0890-8710. (jap.).
- Japanese Pop Sweeps Across Asia. „Billboard”, s. 42, 2000. Stany Zjednoczone: Nielsen Business Media, Inc.. ISSN 0006-2510. (ang.).
- Joseph Murrells: Million selling records from the 1900s to the 1980s: an illustrated director. Wyd. 1. Wielka Brytania: Batsford, 1984, s. 288. ISBN 978-0-7134-3843-7. (ang.).
- Irv Lichtman. The Billboard Bulletin (Mariah Hits Big in Japan). „Billboard”, s. 136, 1994. Stany Zjednoczone: Nielsen Business Media, Inc.. ISSN 0006-2510. (ang.).
- Takeshi Sato, Tsuyoshi Sato: 「黄昏のビギン」の物語: 奇跡のジャパニーズ・スタンダードはいかにして生まれたか. Wyd. 1. Tokio, Japonia: Shogakukan, 2014, s. 122, 123. ISBN 978-4-09-825214-5. (jap.).
- Lise Skov, Brian Morean: Women, Media and Consumption in Japan. Wyd. 1. Stany Zjednoczone: Routledge, 2013, s. 235. ISSN 1136782737. (ang.).
- William D. Hoover: Historical Dictionary of Postwar Japan. Wyd. 1. Stany Zjednoczone: Scarecrow Press, 2011, s. 353. ISBN 0-8108-5460-0. (ang.).
- Mark Schilling: The Encyclopedia of Japanese pop culture. Wyd. 1. Stany Zjednoczone: Weatherhill, 1997, s. 230. ISBN 0-8348-0380-1. (ang.).
- Pink Lady Pair Set To Dissolve, Go Solo. „Billboard”, s. 67, 1980. Stany Zjednoczone: Nielsen Business Media, Inc.. ISSN 0006-2510. (ang.).
- Steve McClure. In Japan, breaking up is easy to do. „Billboard”, s. 60, 2001. Stany Zjednoczone: Nielsen Business Media, Inc.. ISSN 0006-2510. (ang.).
- Steve McClure. Toshiba Emi Reports 15,3% Sales Drop. „Billboard”, s. 64, 1998. Stany Zjednoczone: Nielsen Business Media, Inc.. ISSN 0006-2510. (ang.).
- Timothy J. Craig: Japan Pop: Inside the World of Japanese Popular Culture. Wyd. 1. Stany Zjednoczone: Routledge, 2015, s. 86. ISBN 1-317-46721-3. (ang.).
- Song used as theme in seasonal prime-time drama series (Japanese Top 10). „Billboard”, s. 27, 2011. Stany Zjednoczone: Nielsen Business Media, Inc.. ISSN 0006-2510. (ang.).
- Ishimori Puro, Tōei: KODANSHA Official File Magazine 仮面ライダー Vol.6 仮面ライダーアマゾン. Wyd. 1. Tokio, Japonia: Kōdansha, 2004, s. 33. ISBN 4-06-367089-9. (ang.).
- Japanese single a hit again after 30 years. „Yomiuri Shimbun”, 2008. Tokio, Japonia: Yomiuri Group. ISSN 0890-8710. (jap.).
- Sven Matthiessen: Japanese Pan-Asianism and the Philippines from the Late Nineteenth Century to the End of World War II: Going to the Philippines Is Like Coming Home?. Wyd. 1. Holandia: Brill, 2015, s. 86. ISBN 90-04-30572-6. (ang.).
- Simon Broughton, Mark Ellingham, Richard Trillo: Enka – Japan’s Soul Musi, [w:] Simon Broughton, World Music: Latin & North America, Caribbean, India, Asia and Pacific. Wyd. 1. Londyn, Wielka Brytania: Rough Guides, 1999, s. 148. ISBN 1-85828-636-0. (ang.).
- Airi Hiramatsu: ゲキツー!!: 子宮内膜症との闘いの日々. Wyd. 1. Japonia: Kōdansha, 2001. ISBN 978-4-06-210874-4. (jap.).
- Steve McClure. Global music pulse (The latest music news from around the planet). „Billboard”, s. 81, 1996. Stany Zjednoczone: Nielsen Business Media, Inc.. ISSN 0006-2510. (ang.).
- Ben Okano. Winds patterns music... but there’s plenty sounds (Japan a sound experience). „Billboard”, s. 3, 1971. Stany Zjednoczone: Nielsen Business Media, Inc.. ISSN 0006-2510. (ang.).
- Set Indie Music Association. „Billboard”, s. 56, 1957. Stany Zjednoczone: Nielsen Business Media, Inc.. ISSN 0006-2510. (ang.).
- Michael Bourdaghs: Sayonara Amerika, Sayonara Nippon: A Geopolitical Prehistory of J-Pop. Wyd. 1. Stany Zjednoczone: Columbia University Press, 2011, s. 227. ISBN 0-231-53026-9. (ang.).
- Kristina Iwata-Weickgenannt, Barbara Geilhorn: Fukushima and the Arts: Negotiating Nuclear Disaster. Wyd. 1. Wielka Brytania: Routledge, 2016. ISBN 1-317-20838-2. (ang.).
- Victoria Bestor, Theodore C. Bestor, Akiko Yamagata: Routledge Handbook of Japanese Culture and Society. Wyd. 1. Wielka Brytania: Routledge, 2011. ISBN 1-136-73626-3. (ang.).
- Hiroshi Aoyagi: Islands of Eight Million Smiles: Idol Performance and Symbolic Production in Contemporary Japan (Harvard East Asian Monographs). Wyd. 1. Stany Zjednoczone: Harvard University Asia Center, 2005. ISBN 978-0674017733. (ang.).
- Chiang Howard, Yin Wang: Perverse Taiwan. Wyd. 1. Wielka Brytania: Taylor & Francis, 2016, s. 157. ISBN 1-315-39401-4. (ang.).
- Manfred Schreiber. Iwasaki Single Seen As Favorite For Grand Prize. „Billboard”, s. 49, 1982. Stany Zjednoczone: Nielsen Business Media, Inc.. ISSN 0006-2510. (ang.).
- Oricon No. 1 Hits 1968-1985 Vol. 1. クラブハウス. Wyd. 1. Japonia: Kurabuhausu, 1998. ISBN 4-906496-12-1. (jap.).
- Maureen Furniss: Animation: Art and Industry. Wyd. 1. Stany Zjednoczone: Indiana University Press, 2009, s. 42. ISBN 0-86196-904-9. (ang.).
- Ross McWhirter, Norris McWhirter: Guinness Book of World Records. Wyd. 1. Stany Zjednoczone: Sterling Publishing Company, 1976, s. 241. ISBN 0-8069-0016-4. (ang.).
- Six-year-old Japanese boy has hit disc. „Telegraph-Herald”, s. 28, 1969. Stany Zjednoczone: Associated Press. (ang.).
- Akatsukini Osada: 昭和の童謡アラカルト. Wyd. 1. Japonia: Gyosei, 1985, s. 208. ISBN 4-324-00124-3. (jap.).
- Top Japanese Director Makes Music-Long Form. „Billboard”, s. 30, 1985. Stany Zjednoczone: Nielsen Business Media, Inc.. ISSN 0006-2510. (ang.).
- Paul Murphy: True Crime Japan: Thieves, Rascals, Killers and Dope Heads: True Stories From a Japanese Courtroom. Wyd. 1. Stany Zjednoczone: Tuttle Publishing, 2016, s. 36. ISBN 1-4629-1897-2. (ang.).
- Carolyn Stevens: Japanese Popular Music: Culture, Authenticity and Power Media, Culture and Social Change in Asia Series. Wyd. 1. Wielka Brytania: Routledge, 2012, s. 97. ISBN 1-134-17951-0. (ang.).
- John Lie: K-Pop: Popular Music, Cultural Amnesia, and Economic Innovation in South Korea. Wyd. 1. Stany Zjednoczone: Univ of California Press, 2014, s. 181. ISBN 0-520-95894-2. (ang.).
- Kikuchi Kiyoshimaro: 日本流行歌変遷史 歌謡曲の誕生からJ・ポップの時代へ. Wyd. 1. Japonia: RonSosha, 2014, s. 287. ISBN 4-8460-0464-3. (jap.).
- James Siddons: Toru Takemitsu: A Bio-bibliography. Wyd. 1. Stany Zjednoczone: Greenwood Publishing Group, 2001, s. 2. ISBN 0-313-27237-9. (ang.).
- Krzysztof Loska: Kenji Mizoguchi i wyobraźnia melodramatyczna. Wyd. 1. Polska: Wydawnictwo Uniwersytetu Jagiellońskiego, 2017, s. 101. ISBN 83-233-8624-2. (pol.).
- Norman Abjorensen: Historical Dictionary of Popular Music: Historical Dictionaries of Literature and the Arts. Wyd. 1. Stany Zjednoczone: Rowman & Littlefield, 2017, s. 261. ISBN 1-5381-0215-3. (ang.).
- Toru Mitsui: Made in Japan: Studies in Popular Music. Wyd. 1. Wielka Brytania: Routledge, 2014, s. 12. ISBN 1-135-95534-4. (ang.).
- Brendon Griffin, Martin Charles Strong: Lights, Camera, Soundtracks: The Ultimate Guide to Popular Music in the Movies. Wyd. 1. Szkocja: Canongate Books, 2008, s. 338. ISBN 978-1-84767-003-8. (ang.).
- Ron Schlachter. Ventures-Ninth Japanese Tour. „Billboard”, s. 48, 1971. Stany Zjednoczone: Nielsen Business Media, Inc.. ISSN 0006-2510. (ang.).
- Ichiro Fukuda. The promotion scene a TV shot means a lot, but too many ‘New Faces’ cloud the screen. „Billboard”, s. 58, 1971. Stany Zjednoczone: Nielsen Business Media, Inc.. ISSN 0006-2510. (ang.).
- Mike Levin. Death of Teresa Teng Saddens All Of Asia. „Billboard”, s. 3, 1995. Stany Zjednoczone: Nielsen Business Media, Inc.. ISSN 0006-2510. (ang.).
- Steve McClure. Japan Decline Continues Production Data Down, But Foreign Albums Thrive. „Billboard”, s. 67, 2003. Stany Zjednoczone: Nielsen Business Media, Inc.. ISSN 0006-2510. (ang.).